# Europees kampioenschap voetbal 2024 (kwalificatie)

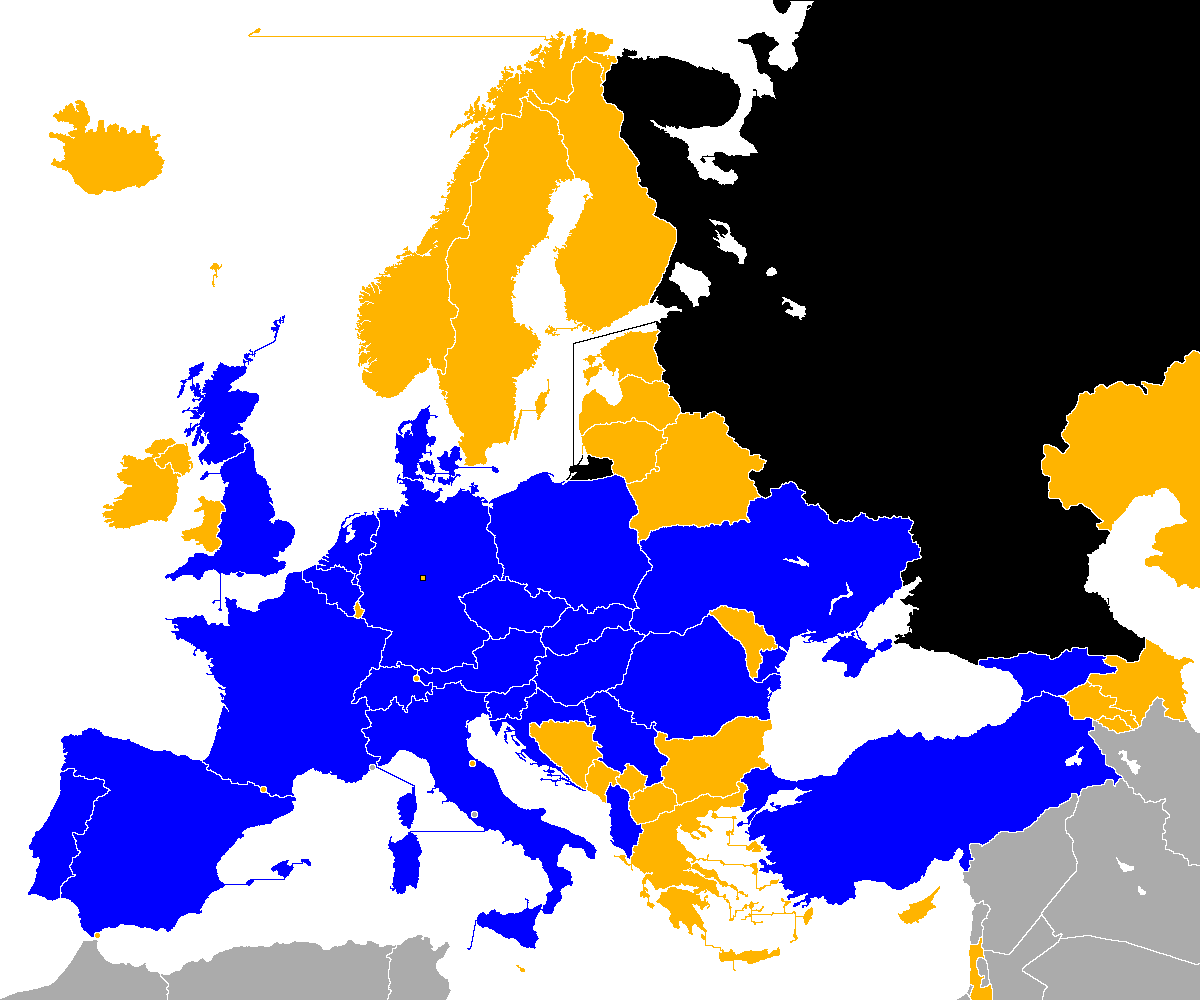
Kwalificatie EK 2024
Gekwalificeerd
Niet gekwalificeerd
Uitgesloten van deelname

Deze pagina beschrijft het kwalificatieproces voor het Europees kampioenschap voetbal 2024. De 53 aangesloten landen bij de UEFA doen mee om 24 plaatsen in het eindtoernooi, gastland Duitsland is automatisch gekwalificeerd.

## Opzet
De opzet van het kwalificatietoernooi zal vergelijkbaar zijn met die van het Europees kampioenschap voetbal 2020, waarbij de 53 bij de UEFA aangesloten landen werden verdeeld over tien groepen met zeven groepen van vijf teams en drie van zes teams. De loting voor de groepsfase vond op 9 oktober 2022 plaats, na afloop van de groepsfase van de UEFA Nations League 2022/23. De vier beste landen van de UEFA Nations League werden ingedeeld in groepen van vijf teams, omdat deze in juni 2023 meedoen aan het finaletoernooi.
De wedstrijden in de groepsfase van het kwalificatietoernooi vinden tussen maart en november 2023 plaats, de groepswinnaars en nummers twee van elke poule zullen zich rechtstreeks kwalificeren voor het eindtoernooi.
De laatste drie tickets voor het eindtoernooi zullen via de play-offs worden vergeven, die in maart 2024 worden gehouden. Twaalf  landen uit de UEFA Nations League worden verdeeld over drie play-off-paden en spelen twee rondes met single-play play-offs (halve finales en finales, waarbij de thuisteams worden geloot). De twaalf teams worden geselecteerd op basis van hun prestaties in de UEFA Nations League 2022/2023. Dit zijn de groepswinnaars van divisies A, B en C. Als een team zich al rechtstreeks heeft geplaatst, dan vervangt het volgende best gerangschikte team in de groep dit team. De drie winnaars kwalificeren zich voor het eindtoernooi.

## Speelschema
Hieronder staan de speeldagen van dit kwalificatietoernooi. Deze start in maart 2023 en loopt tot november 2023.
| Fase       | Wedstrijddag  | Datums               |
| ---------- | ------------- | -------------------- |
| Groepsfase | Speeldag 1    | 23–25 maart 2023     |
| Groepsfase | Speeldag 2    | 26–28 maart 2023     |
| Groepsfase | Speeldag 3    | 16–17 juni 2023      |
| Groepsfase | Speeldag 4    | 19–20 juni 2023      |
| Groepsfase | Speeldag 5    | 7–9 september 2023   |
| Groepsfase | Speeldag 6    | 10–12 september 2023 |
| Groepsfase | Speeldag 7    | 12–14 oktober 2023   |
| Groepsfase | Speeldag 8    | 15–17 oktober 2023   |
| Groepsfase | Speeldag 9    | 16–18 november 2023  |
| Groepsfase | Speeldag 10   | 19–21 november 2023  |
| Play-offs  | Halve finales | 21 maart 2024        |
| Play-offs  | Finale        | 26 maart 2024        |

## Loting
De loting voor de groepsfase vindt plaats op 9 oktober 2022 in de Festhalle in Frankfurt am Main, Duitsland. Rusland doet niet mee aan deze loting, dit komt vanwege de uitsluiting van dat land door de UEFA door de inval in Oekraïne.
De 53 landen worden bij de loting verdeeld in 6 potten. Voor de verdeling van de landen over deze potten wordt gekeken naar de eindrangschikking van de UEFA Nations League 2022/23. De vier deelnemers aan de finale van dat toernooi komen terecht in groep A tot en met D, in deze groepen zullen vijf landen komen en zullen er acht kwalificatiewedstrijden afgewerkt worden. In de overige potten zullen zes landen zijn wat neerkomt op het spelen van tien kwalificatiewedstrijden. De landen die de finale spelen hebben dus minder kwalificatiewedstrijden. In pot 2 tot en met 5 komen tien landen en in pot 6 drie. Bij de loting worden de landen verdeeld in tien groepen. Zeven van die groepen (A–G) hebben vijf landen, drie groepen (H–J) hebben zes landen. 
Bij de loting zijn een aantal regels opgesteld om te voorkomen dat bepaalde landen bij elkaar komen. Om politieke redenen mogen Armenië en Azerbeidzjan, Wit-Rusland en Oekraïne, Gibraltar en Spanje, Kosovo en Servië en Kosovo en Bosnië-Herzegovina niet bij elkaar in één groep. Er wordt als tweede rekening gehouden met landen waar de winter lang duurt en het risico op strenge winterse omstandigheden. Om die reden kunnen er van de volgende landen slechts twee bij elkaar in een groep terecht komen: Estland, Faeröer, Finland, IJsland, Letland, Litouwen, Noorwegen en Wit-Rusland. Ten slotte wordt er rekening gehouden met landen die ver van elkaar af liggen en daarom lange reisafstanden hebben. Daardoor kunnen sommige landen slechts bij 1 ander land terecht komen waar de reisafstand langer is dan 8 uur:
- Kazachstan: Andorra, Engeland, Faeröer, Frankrijk, Gibraltar, IJsland, Malta, Noord-Ierland, Portugal, Ierland, Schotland, Spanje of Wales
- Azerbeidzjan: Gibraltar, IJsland, Portugal
- IJsland: Armenië, Cyprus, Georgië of Israël[5]

## Potindeling
| Pot 1 | Pot 2 | Pot 3 | Pot 4 | Pot 5 | Pot 6                                           |
| --- | --- | --- | --- | --- | ----------------------------------------------- |
| Nederland (1) Kroatië (2) Spanje (3) Italië (4) Denemarken (5) Portugal (6) België (7) Hongarije (8) Zwitserland (9) Polen (11) | Frankrijk (12) Oostenrijk (13) Tsjechië (14) Engeland (15) Wales (16) Israël (17) Bosnië en Herzegovina (18) Servië (19) Schotland (20) Finland (21) | Oekraïne (22) IJsland (23) Noorwegen (24) Slovenië (25) Ierland (26) Albanië (27) Montenegro (28) Roemenië (29) Zweden (30) Armenië (31) | Georgië (33) Griekenland (34) Turkije (35) Kazachstan (36) Luxemburg (37) Azerbeidzjan (38) Kosovo (39) Bulgarije (40) Faeröer (41) Noord-Macedonië (42) | Slowakije (43) Noord-Ierland (44) Cyprus (45) Wit-Rusland (46) Litouwen (47) Gibraltar (48) Estland (49) Letland (50) Moldavië (51) Malta (52) | Andorra (53) San Marino (54) Liechtenstein (55) |

## Gekwalificeerde landen
| Land        | Gekwalificeerd als  | Kwalificatiedatum | Deelnames aan EK's                                                                | Winnaar van EK       |
| ----------- | ------------------- | ----------------- | --------------------------------------------------------------------------------- | -------------------- |
| Duitsland   | Gastland            | 27 september 2018 | (13) 1972, 1976, 1980, 1984, 1988, 1992, 1996, 2000, 2004, 2008, 2012, 2016, 2020 | (3) 1972, 1980, 1996 |
| Spanje      | Winnaar groep A     | 15 oktober 2023   | (11) 1964, 1980, 1984, 1988, 1996, 2000, 2004, 2008, 2012, 2016, 2020             | (3) 1964, 2008, 2012 |
| Schotland   | Tweede groep A      | 15 oktober 2023   | (3) 1992, 1996, 2020                                                              | (0)                  |
| Frankrijk   | Winnaar groep B     | 13 oktober 2023   | (10) 1960, 1984, 1992, 1996, 2000, 2004, 2008, 2012, 2016, 2020                   | (2) 1984, 2000       |
| Nederland   | Tweede groep B      | 18 november 2023  | (10) 1976, 1980, 1988, 1992, 1996, 2000, 2004, 2008, 2012, 2020                   | (1) 1988             |
| Engeland    | Winnaar groep C     | 17 oktober 2023   | (10) 1968, 1980, 1988, 1992, 1996, 2000, 2004, 2012, 2016, 2020                   | (0)                  |
| Italië      | Tweede groep C      | 20 november 2023  | (10) 1968, 1980, 1988, 1996, 2000, 2004, 2008, 2012, 2016, 2020                   | (2) 1968, 2020       |
| Turkije     | Winnaar groep D     | 15 oktober 2023   | (5) 1996, 2000, 2008, 2016, 2020                                                  | (0)                  |
| Kroatië     | Tweede groep D      | 21 november 2023  | (6) 1996, 2004, 2008, 2012, 2016, 2020                                            | (0)                  |
| Albanië     | Winnaar groep E     | 17 november 2023  | (1) 2016                                                                          | (0)                  |
| Tsjechië    | Tweede groep E      | 20 november 2023  | (7) 1996, 2000, 2004, 2008, 2012, 2016, 2020                                      | (0)                  |
| België      | Winnaar groep F     | 13 oktober 2023   | (6) 1972, 1980, 1984, 2000, 2016, 2020                                            | (0)                  |
| Oostenrijk  | Tweede groep F      | 16 oktober 2023   | (3) 2008, 2016, 2020                                                              | (0)                  |
| Hongarije   | Winnaar groep G     | 16 november 2023  | (4) 1964, 1972, 2016, 2020                                                        | (0)                  |
| Servië      | Tweede groep G      | 19 november 2023  | (0)                                                                               | (0)                  |
| Denemarken  | Winnaar groep H     | 17 november 2023  | (9) 1964, 1984, 1988, 1992, 1996, 2000, 2004, 2012, 2020                          | (1) 1992             |
| Slovenië    | Tweede groep H      | 20 november 2023  | (1) 2000                                                                          | (0)                  |
| Roemenië    | Winnaar groep I     | 18 november 2023  | (5) 1984, 1996, 2000, 2008, 2016                                                  | (0)                  |
| Zwitserland | Tweede groep I      | 18 november 2023  | (5) 1996, 2004, 2008, 2016, 2020                                                  | (0)                  |
| Portugal    | Winnaar groep J     | 13 oktober 2023   | (8) 1984, 1996, 2000, 2004, 2008, 2012, 2016, 2020                                | (1) 2016             |
| Slowakije   | Tweede groep J      | 16 november 2023  | (2) 2016, 2020                                                                    | (0)                  |
| Polen       | Winnaar play-offs A | 26 maart 2024     | (4) 2008, 2012, 2016, 2020                                                        | (0)                  |
| Oekraïne    | Winnaar play-offs B | 26 maart 2024     | (3) 2012, 2016, 2020                                                              | (0)                  |
| Georgië     | Winnaar play-offs C | 26 maart 2024     | (0)                                                                               | (0)                  |

1. 1 2  Van 1960 tot 1980 namen Tsjechië en Slowakije gezamenlijk deel aan het Europees kampioenschap als Tsjecho-Slowakije.
2. ↑  Van 1960 tot 1984 nam Servië deel aan het Europees kampioenschap als Joegoslavië en in 2000 als de Federale Republiek Joegoslavië.
3. ↑  In 1992 werd de kwalificatie van de Federale Republiek Joegoslavië geschrapt, omdat het land door de Verenigde Naties destijds was uitgesloten van deelname aan alle internationale sporten.

## Groepsfase

### Groep A
| Pos | Team      | Wed | W | G | V | Ptn | DV | DT | +/− | Kwalificatie                     |  |       |       |       |       |       |
| --- | --------- | --- | - | - | - | --- | -- | -- | --- | -------------------------------- |  | ----- | ----- | ----- | ----- | ----- |
| 1   | Spanje    | 8   | 7 | 0 | 1 | 21  | 25 | 5  | +20 | Geplaatst voor het hoofdtoernooi |  |       | 2 – 0 | 3 – 0 | 3 – 1 | 6 – 0 |
| 2   | Schotland | 8   | 5 | 2 | 1 | 17  | 17 | 8  | +9  | Geplaatst voor het hoofdtoernooi |  | 2 – 0 |       | 3 – 3 | 2 – 0 | 3 – 0 |
| 3   | Noorwegen | 8   | 3 | 2 | 3 | 11  | 14 | 12 | +2  |                                  |  | 0 – 1 | 1 – 2 |       | 2 – 1 | 3 – 1 |
| 4   | Georgië   | 8   | 2 | 2 | 4 | 8   | 12 | 18 | −6  | Geplaatst voor de play-offs      |  | 1 – 7 | 2 – 2 | 1 – 1 |       | 4 – 0 |
| 5   | Cyprus    | 8   | 0 | 0 | 8 | 0   | 3  | 28 | −25 |                                  |  | 1 – 3 | 0 – 3 | 0 – 4 | 1 – 2 |       |

|                                              |                                 |         |                       |                                                                                  |
| 25 maart 2023 «onderlinge duels» 14.00 (UTC) | Schotland                       | 3 – 0   | Cyprus                | Stadion: Hampden Park, Glasgow Toeschouwers: 48.195 Scheidsrechter: Duje Strukan |
| 25 maart 2023 «onderlinge duels» 14.00 (UTC) | McGinn 21' McTominay 87', 90+3' | Verslag | 53', 90+5' N. Ioannou | Stadion: Hampden Park, Glasgow Toeschouwers: 48.195 Scheidsrechter: Duje Strukan |
| 25 maart 2023 «onderlinge duels» 14.00 (UTC) |                                 |         |                       | Stadion: Hampden Park, Glasgow Toeschouwers: 48.195 Scheidsrechter: Duje Strukan |
| 25 maart 2023 «onderlinge duels» 14.00 (UTC) |                                 |         |                       | Stadion: Hampden Park, Glasgow Toeschouwers: 48.195 Scheidsrechter: Duje Strukan |
|                                              |                                 |         |                       |                                                                                  |

|                                                |                          |         |           |                                                                                          |
| 25 maart 2023 «onderlinge duels» 20.45 (UTC+1) | Spanje                   | 3 – 0   | Noorwegen | Stadion: Estadio La Rosaleda, Málaga Toeschouwers: 29.214 Scheidsrechter: Benoît Bastien |
| 25 maart 2023 «onderlinge duels» 20.45 (UTC+1) | Olmo 13' Joselu 84', 85' | Verslag |           | Stadion: Estadio La Rosaleda, Málaga Toeschouwers: 29.214 Scheidsrechter: Benoît Bastien |
| 25 maart 2023 «onderlinge duels» 20.45 (UTC+1) |                          |         |           | Stadion: Estadio La Rosaleda, Málaga Toeschouwers: 29.214 Scheidsrechter: Benoît Bastien |
| 25 maart 2023 «onderlinge duels» 20.45 (UTC+1) |                          |         |           | Stadion: Estadio La Rosaleda, Málaga Toeschouwers: 29.214 Scheidsrechter: Benoît Bastien |
|                                                |                          |         |           |                                                                                          |

|                                                |                |         |             |                                                                                        |
| 28 maart 2023 «onderlinge duels» 20.00 (UTC+4) | Georgië        | 1 – 1   | Noorwegen   | Stadion: Batoemistadion, Batoemi Toeschouwers: 20.300 Scheidsrechter: Andris Treimanis |
| 28 maart 2023 «onderlinge duels» 20.00 (UTC+4) | Mikautadze 60' | Verslag | 15' Sørloth | Stadion: Batoemistadion, Batoemi Toeschouwers: 20.300 Scheidsrechter: Andris Treimanis |
| 28 maart 2023 «onderlinge duels» 20.00 (UTC+4) |                |         |             | Stadion: Batoemistadion, Batoemi Toeschouwers: 20.300 Scheidsrechter: Andris Treimanis |
| 28 maart 2023 «onderlinge duels» 20.00 (UTC+4) |                |         |             | Stadion: Batoemistadion, Batoemi Toeschouwers: 20.300 Scheidsrechter: Andris Treimanis |
|                                                |                |         |             |                                                                                        |

|                                                |                   |         |        |                                                                                    |
| 28 maart 2023 «onderlinge duels» 19.45 (UTC+1) | Schotland         | 2 – 0   | Spanje | Stadion: Hampden Park, Glasgow Toeschouwers: 47.976 Scheidsrechter: Sandro Schärer |
| 28 maart 2023 «onderlinge duels» 19.45 (UTC+1) | McTominay 7', 51' | Verslag |        | Stadion: Hampden Park, Glasgow Toeschouwers: 47.976 Scheidsrechter: Sandro Schärer |
| 28 maart 2023 «onderlinge duels» 19.45 (UTC+1) |                   |         |        | Stadion: Hampden Park, Glasgow Toeschouwers: 47.976 Scheidsrechter: Sandro Schärer |
| 28 maart 2023 «onderlinge duels» 19.45 (UTC+1) |                   |         |        | Stadion: Hampden Park, Glasgow Toeschouwers: 47.976 Scheidsrechter: Sandro Schärer |
|                                                |                   |         |        |                                                                                    |

|                                               |                   |         |                      |                                                                               |
| 17 juni 2023 «onderlinge duels» 18.00 (UTC+2) | Noorwegen         | 1 – 2   | Schotland            | Stadion: Ullevaalstadion, Oslo Toeschouwers: 25.791 Scheidsrechter: Matej Jug |
| 17 juni 2023 «onderlinge duels» 18.00 (UTC+2) | Håland 61' (pen.) | Verslag | 87' Dykes 89' McLean | Stadion: Ullevaalstadion, Oslo Toeschouwers: 25.791 Scheidsrechter: Matej Jug |
| 17 juni 2023 «onderlinge duels» 18.00 (UTC+2) |                   |         |                      | Stadion: Ullevaalstadion, Oslo Toeschouwers: 25.791 Scheidsrechter: Matej Jug |
| 17 juni 2023 «onderlinge duels» 18.00 (UTC+2) |                   |         |                      | Stadion: Ullevaalstadion, Oslo Toeschouwers: 25.791 Scheidsrechter: Matej Jug |
|                                               |                   |         |                      |                                                                               |

|                                               |                   |         |                                 |                                                                                 |
| 17 juni 2023 «onderlinge duels» 21.45 (UTC+3) | Cyprus            | 1 – 2   | Georgië                         | Stadion: AEK Arena, Larnaca Toeschouwers: 3.763 Scheidsrechter: Fábio Veríssimo |
| 17 juni 2023 «onderlinge duels» 21.45 (UTC+3) | Pittas 39' (pen.) | Verslag | 31' Mikautadze 84' Davitasjvili | Stadion: AEK Arena, Larnaca Toeschouwers: 3.763 Scheidsrechter: Fábio Veríssimo |
| 17 juni 2023 «onderlinge duels» 21.45 (UTC+3) |                   |         |                                 | Stadion: AEK Arena, Larnaca Toeschouwers: 3.763 Scheidsrechter: Fábio Veríssimo |
| 17 juni 2023 «onderlinge duels» 21.45 (UTC+3) |                   |         |                                 | Stadion: AEK Arena, Larnaca Toeschouwers: 3.763 Scheidsrechter: Fábio Veríssimo |
|                                               |                   |         |                                 |                                                                                 |

|                                               |                                      |         |                |                                                                                        |
| 20 juni 2023 «onderlinge duels» 20.45 (UTC+2) | Noorwegen                            | 3 – 1   | Cyprus         | Stadion: Ullevaalstadion, Oslo Toeschouwers: 23.643 Scheidsrechter: Aleksandar Stavrev |
| 20 juni 2023 «onderlinge duels» 20.45 (UTC+2) | Solbakken 12' Håland 56' (pen.), 60' | Verslag | 90+3' Kastanos | Stadion: Ullevaalstadion, Oslo Toeschouwers: 23.643 Scheidsrechter: Aleksandar Stavrev |
| 20 juni 2023 «onderlinge duels» 20.45 (UTC+2) |                                      |         |                | Stadion: Ullevaalstadion, Oslo Toeschouwers: 23.643 Scheidsrechter: Aleksandar Stavrev |
| 20 juni 2023 «onderlinge duels» 20.45 (UTC+2) |                                      |         |                | Stadion: Ullevaalstadion, Oslo Toeschouwers: 23.643 Scheidsrechter: Aleksandar Stavrev |
|                                               |                                      |         |                |                                                                                        |

|                                               |                           |         |         |                                                                                |
| 20 juni 2023 «onderlinge duels» 19.45 (UTC+1) | Schotland                 | 2 – 0   | Georgië | Stadion: Hampden Park, Glasgow Toeschouwers: 50.062 Scheidsrechter: István Vad |
| 20 juni 2023 «onderlinge duels» 19.45 (UTC+1) | McGregor 6' McTominay 47' | Verslag |         | Stadion: Hampden Park, Glasgow Toeschouwers: 50.062 Scheidsrechter: István Vad |
| 20 juni 2023 «onderlinge duels» 19.45 (UTC+1) |                           |         |         | Stadion: Hampden Park, Glasgow Toeschouwers: 50.062 Scheidsrechter: István Vad |
| 20 juni 2023 «onderlinge duels» 19.45 (UTC+1) |                           |         |         | Stadion: Hampden Park, Glasgow Toeschouwers: 50.062 Scheidsrechter: István Vad |
|                                               |                           |         |         |                                                                                |

|                                                   |                  |         |                                                                            |                                                                                               |
| 8 september 2023 «onderlinge duels» 20.00 (UTC+4) | Georgië          | 1 – 7   | Spanje                                                                     | Stadion: Boris Paitsjadzestadion, Tbilisi Toeschouwers: 51.694 Scheidsrechter: Daniel Siebert |
| 8 september 2023 «onderlinge duels» 20.00 (UTC+4) | Tsjakvetadze 49' | Verslag | 22', 40', 66' Morata 28' (e.d.) Kvirkvelia 38' Olmo 68' Williams 74' Yamal | Stadion: Boris Paitsjadzestadion, Tbilisi Toeschouwers: 51.694 Scheidsrechter: Daniel Siebert |
| 8 september 2023 «onderlinge duels» 20.00 (UTC+4) |                  |         |                                                                            | Stadion: Boris Paitsjadzestadion, Tbilisi Toeschouwers: 51.694 Scheidsrechter: Daniel Siebert |
| 8 september 2023 «onderlinge duels» 20.00 (UTC+4) |                  |         |                                                                            | Stadion: Boris Paitsjadzestadion, Tbilisi Toeschouwers: 51.694 Scheidsrechter: Daniel Siebert |
|                                                   |                  |         |                                                                            |                                                                                               |

|                                                   |        |         |                                      |                                                                              |
| 8 september 2023 «onderlinge duels» 21.45 (UTC+3) | Cyprus | 0 – 3   | Schotland                            | Stadion: AEK Arena, Larnaca Toeschouwers: 6.633 Scheidsrechter: Balázs Berke |
| 8 september 2023 «onderlinge duels» 21.45 (UTC+3) |        | Verslag | 6' McTominay 16' Porteous 30' McGinn | Stadion: AEK Arena, Larnaca Toeschouwers: 6.633 Scheidsrechter: Balázs Berke |
| 8 september 2023 «onderlinge duels» 21.45 (UTC+3) |        |         |                                      | Stadion: AEK Arena, Larnaca Toeschouwers: 6.633 Scheidsrechter: Balázs Berke |
| 8 september 2023 «onderlinge duels» 21.45 (UTC+3) |        |         |                                      | Stadion: AEK Arena, Larnaca Toeschouwers: 6.633 Scheidsrechter: Balázs Berke |
|                                                   |        |         |                                      |                                                                              |

|                                                    |                         |         |                  |                                                                                      |
| 12 september 2023 «onderlinge duels» 20.45 (UTC+2) | Noorwegen               | 2 – 1   | Georgië          | Stadion: Ullevaalstadion, Oslo Toeschouwers: 23.665 Scheidsrechter: Nikola Dabanović |
| 12 september 2023 «onderlinge duels» 20.45 (UTC+2) | Håland 25' Ødegaard 33' | Verslag | 90+1' Zivzivadze | Stadion: Ullevaalstadion, Oslo Toeschouwers: 23.665 Scheidsrechter: Nikola Dabanović |
| 12 september 2023 «onderlinge duels» 20.45 (UTC+2) |                         |         |                  | Stadion: Ullevaalstadion, Oslo Toeschouwers: 23.665 Scheidsrechter: Nikola Dabanović |
| 12 september 2023 «onderlinge duels» 20.45 (UTC+2) |                         |         |                  | Stadion: Ullevaalstadion, Oslo Toeschouwers: 23.665 Scheidsrechter: Nikola Dabanović |
|                                                    |                         |         |                  |                                                                                      |

|                                                    |                                                          |         |        |                                                                                                |
| 12 september 2023 «onderlinge duels» 20.45 (UTC+2) | Spanje                                                   | 6 – 0   | Cyprus | Stadion: Estadio Nuevo Los Cármenes, Granada Toeschouwers: 17.311 Scheidsrechter: Simone Sozza |
| 12 september 2023 «onderlinge duels» 20.45 (UTC+2) | Gavi 18' Merino 33' Joselu 70' Torres 73', 83' Baena 77' | Verslag |        | Stadion: Estadio Nuevo Los Cármenes, Granada Toeschouwers: 17.311 Scheidsrechter: Simone Sozza |
| 12 september 2023 «onderlinge duels» 20.45 (UTC+2) |                                                          |         |        | Stadion: Estadio Nuevo Los Cármenes, Granada Toeschouwers: 17.311 Scheidsrechter: Simone Sozza |
| 12 september 2023 «onderlinge duels» 20.45 (UTC+2) |                                                          |         |        | Stadion: Estadio Nuevo Los Cármenes, Granada Toeschouwers: 17.311 Scheidsrechter: Simone Sozza |
|                                                    |                                                          |         |        |                                                                                                |

|                                                  |        |         |                                         |                                                                                |
| 12 oktober 2023 «onderlinge duels» 21.45 (UTC+3) | Cyprus | 0 – 4   | Noorwegen                               | Stadion: AEK Arena, Larnaca Toeschouwers: 7.206 Scheidsrechter: Donatas Rumšas |
| 12 oktober 2023 «onderlinge duels» 21.45 (UTC+3) |        | Verslag | 33' Sørloth 65', 72' Håland 81' Aursnes | Stadion: AEK Arena, Larnaca Toeschouwers: 7.206 Scheidsrechter: Donatas Rumšas |
| 12 oktober 2023 «onderlinge duels» 21.45 (UTC+3) |        |         |                                         | Stadion: AEK Arena, Larnaca Toeschouwers: 7.206 Scheidsrechter: Donatas Rumšas |
| 12 oktober 2023 «onderlinge duels» 21.45 (UTC+3) |        |         |                                         | Stadion: AEK Arena, Larnaca Toeschouwers: 7.206 Scheidsrechter: Donatas Rumšas |
|                                                  |        |         |                                         |                                                                                |

|                                                  |                       |         |           |                                                                                               |
| 12 oktober 2023 «onderlinge duels» 20.45 (UTC+2) | Spanje                | 2 – 0   | Schotland | Stadion: Estadio de La Cartuja, Sevilla Toeschouwers: 45.623 Scheidsrechter: Serdar Gözübüyük |
| 12 oktober 2023 «onderlinge duels» 20.45 (UTC+2) | Morata 73' Sancet 86' | Verslag |           | Stadion: Estadio de La Cartuja, Sevilla Toeschouwers: 45.623 Scheidsrechter: Serdar Gözübüyük |
| 12 oktober 2023 «onderlinge duels» 20.45 (UTC+2) |                       |         |           | Stadion: Estadio de La Cartuja, Sevilla Toeschouwers: 45.623 Scheidsrechter: Serdar Gözübüyük |
| 12 oktober 2023 «onderlinge duels» 20.45 (UTC+2) |                       |         |           | Stadion: Estadio de La Cartuja, Sevilla Toeschouwers: 45.623 Scheidsrechter: Serdar Gözübüyük |
|                                                  |                       |         |           |                                                                                               |

|                                                  |                                                                         |         |        |                                                                                           |
| 15 oktober 2023 «onderlinge duels» 17.00 (UTC+4) | Georgië                                                                 | 4 – 0   | Cyprus | Stadion: Micheil Meschistadion, Tbilisi Toeschouwers: 15.871 Scheidsrechter: Robert Jones |
| 15 oktober 2023 «onderlinge duels» 17.00 (UTC+4) | Kiteishvili 46' Kvaratschelia 58' Shengelia 82' Mikautadze 90+5' (pen.) | Verslag |        | Stadion: Micheil Meschistadion, Tbilisi Toeschouwers: 15.871 Scheidsrechter: Robert Jones |
| 15 oktober 2023 «onderlinge duels» 17.00 (UTC+4) |                                                                         |         |        | Stadion: Micheil Meschistadion, Tbilisi Toeschouwers: 15.871 Scheidsrechter: Robert Jones |
| 15 oktober 2023 «onderlinge duels» 17.00 (UTC+4) |                                                                         |         |        | Stadion: Micheil Meschistadion, Tbilisi Toeschouwers: 15.871 Scheidsrechter: Robert Jones |
|                                                  |                                                                         |         |        |                                                                                           |

|                                                  |           |         |          |                                                                                    |
| 15 oktober 2023 «onderlinge duels» 20.45 (UTC+2) | Noorwegen | 0 – 1   | Spanje   | Stadion: Ullevaalstadion, Oslo Toeschouwers: 25.885 Scheidsrechter: Tobias Stieler |
| 15 oktober 2023 «onderlinge duels» 20.45 (UTC+2) |           | Verslag | 49' Gavi | Stadion: Ullevaalstadion, Oslo Toeschouwers: 25.885 Scheidsrechter: Tobias Stieler |
| 15 oktober 2023 «onderlinge duels» 20.45 (UTC+2) |           |         |          | Stadion: Ullevaalstadion, Oslo Toeschouwers: 25.885 Scheidsrechter: Tobias Stieler |
| 15 oktober 2023 «onderlinge duels» 20.45 (UTC+2) |           |         |          | Stadion: Ullevaalstadion, Oslo Toeschouwers: 25.885 Scheidsrechter: Tobias Stieler |
|                                                  |           |         |          |                                                                                    |

|                                                   |                        |         |                               |                                                                                                   |
| 16 november 2023 «onderlinge duels» 21.00 (UTC+4) | Georgië                | 2 – 2   | Schotland                     | Stadion: Boris Paitsjadzestadion, Tbilisi Toeschouwers: 44.595 Scheidsrechter: Aleksandar Stavrev |
| 16 november 2023 «onderlinge duels» 21.00 (UTC+4) | Kvaratschelia 15', 57' | Verslag | 49' McTominay 90+2' Shankland | Stadion: Boris Paitsjadzestadion, Tbilisi Toeschouwers: 44.595 Scheidsrechter: Aleksandar Stavrev |
| 16 november 2023 «onderlinge duels» 21.00 (UTC+4) |                        |         |                               | Stadion: Boris Paitsjadzestadion, Tbilisi Toeschouwers: 44.595 Scheidsrechter: Aleksandar Stavrev |
| 16 november 2023 «onderlinge duels» 21.00 (UTC+4) |                        |         |                               | Stadion: Boris Paitsjadzestadion, Tbilisi Toeschouwers: 44.595 Scheidsrechter: Aleksandar Stavrev |
|                                                   |                        |         |                               |                                                                                                   |

|                                                   |            |         |                                   |                                                                                       |
| 16 november 2023 «onderlinge duels» 19.00 (UTC+2) | Cyprus     | 1 – 3   | Spanje                            | Stadion: Alphamegastadion, Limasol Toeschouwers: 9.667 Scheidsrechter: Mykola Balakin |
| 16 november 2023 «onderlinge duels» 19.00 (UTC+2) | Pileas 75' | Verslag | 5' Yamal 22' Oyarzabal 28' Joselu | Stadion: Alphamegastadion, Limasol Toeschouwers: 9.667 Scheidsrechter: Mykola Balakin |
| 16 november 2023 «onderlinge duels» 19.00 (UTC+2) |            |         |                                   | Stadion: Alphamegastadion, Limasol Toeschouwers: 9.667 Scheidsrechter: Mykola Balakin |
| 16 november 2023 «onderlinge duels» 19.00 (UTC+2) |            |         |                                   | Stadion: Alphamegastadion, Limasol Toeschouwers: 9.667 Scheidsrechter: Mykola Balakin |
|                                                   |            |         |                                   |                                                                                       |

|                                                 |                                              |         |                                      |                                                                                    |
| 19 november 2023 «onderlinge duels» 19.45 (UTC) | Schotland                                    | 3 – 3   | Noorwegen                            | Stadion: Hampden Park, Glasgow Toeschouwers: 48.138 Scheidsrechter: Horațiu Feșnic |
| 19 november 2023 «onderlinge duels» 19.45 (UTC) | McGinn 13' Østigård 33' (e.d.) Armstrong 59' | Verslag | 3' Dønnum 20' Larsen 86' Elyounoussi | Stadion: Hampden Park, Glasgow Toeschouwers: 48.138 Scheidsrechter: Horațiu Feșnic |
| 19 november 2023 «onderlinge duels» 19.45 (UTC) |                                              |         |                                      | Stadion: Hampden Park, Glasgow Toeschouwers: 48.138 Scheidsrechter: Horațiu Feșnic |
| 19 november 2023 «onderlinge duels» 19.45 (UTC) |                                              |         |                                      | Stadion: Hampden Park, Glasgow Toeschouwers: 48.138 Scheidsrechter: Horațiu Feșnic |
|                                                 |                                              |         |                                      |                                                                                    |

|                                                   |                                                 |         |                   | |
| 19 november 2023 «onderlinge duels» 20.45 (UTC+1) | Spanje                                          | 3 – 1   | Georgië           | Stadion: Estadio Nuevo José Zorrilla, Valladolid Toeschouwers: 24.146 Scheidsrechter: Ovidiu Haţegan |
| 19 november 2023 «onderlinge duels» 20.45 (UTC+1) | Le Normand 4' Torres 55' Lochosjvili 72' (e.d.) | Verslag | 10' Kvaratschelia | Stadion: Estadio Nuevo José Zorrilla, Valladolid Toeschouwers: 24.146 Scheidsrechter: Ovidiu Haţegan |
| 19 november 2023 «onderlinge duels» 20.45 (UTC+1) |                                                 |         |                   | Stadion: Estadio Nuevo José Zorrilla, Valladolid Toeschouwers: 24.146 Scheidsrechter: Ovidiu Haţegan |
| 19 november 2023 «onderlinge duels» 20.45 (UTC+1) |                                                 |         |                   | Stadion: Estadio Nuevo José Zorrilla, Valladolid Toeschouwers: 24.146 Scheidsrechter: Ovidiu Haţegan |
|                                                   |                                                 |         |                   | |

### Groep B
| Pos | Team        | Wed | W | G | V | Ptn | DV | DT | +/− | Kwalificatie                     |       |       |       |       |       |        |
| --- | ----------- | --- | - | - | - | --- | -- | -- | --- | -------------------------------- | ----- | ----- | ----- | ----- | ----- | ------ |
| 1   | Frankrijk   | 8   | 7 | 1 | 0 | 22  | 29 | 3  | +26 | Geplaatst voor het hoofdtoernooi |       |       | 4 – 0 | 1 – 0 | 2 – 0 | 14 – 0 |
| 2   | Nederland   | 8   | 6 | 0 | 2 | 18  | 17 | 7  | +10 | Geplaatst voor het hoofdtoernooi |       | 1 – 2 |       | 3 – 0 | 1 – 0 | 3 – 0  |
| 3   | Griekenland | 8   | 4 | 1 | 3 | 13  | 14 | 8  | +6  | Geplaatst voor de play-offs      |       | 2 – 2 | 0 – 1 |       | 2 – 1 | 5 – 0  |
| 4   | Ierland     | 8   | 2 | 0 | 6 | 6   | 9  | 10 | −1  |                                  |       | 0 – 1 | 1 – 2 | 0 – 2 |       | 3 – 0  |
| 5   | Gibraltar   | 8   | 0 | 0 | 8 | 0   | 0  | 41 | −41 |                                  | 0 – 3 | 0 – 6 | 0 – 3 | 0 – 4 |       |        |

|                                                |                                           |         |           |                                                                                             |
| 24 maart 2023 «onderlinge duels» 20.45 (UTC+1) | Frankrijk                                 | 4 – 0   | Nederland | Stadion: Stade de France, Saint-Denis Toeschouwers: 77.328 Scheidsrechter: Maurizio Mariani |
| 24 maart 2023 «onderlinge duels» 20.45 (UTC+1) | Griezmann 2' Upamecano 8' Mbappé 21', 88' | Verslag |           | Stadion: Stade de France, Saint-Denis Toeschouwers: 77.328 Scheidsrechter: Maurizio Mariani |
| 24 maart 2023 «onderlinge duels» 20.45 (UTC+1) |                                           |         |           | Stadion: Stade de France, Saint-Denis Toeschouwers: 77.328 Scheidsrechter: Maurizio Mariani |
| 24 maart 2023 «onderlinge duels» 20.45 (UTC+1) |                                           |         |           | Stadion: Stade de France, Saint-Denis Toeschouwers: 77.328 Scheidsrechter: Maurizio Mariani |
|                                                |                                           |         |           |                                                                                             |

|                                                |           |         |                                       |                                                                                               |
| 24 maart 2023 «onderlinge duels» 20.45 (UTC+1) | Gibraltar | 0 – 3   | Griekenland                           | Stadion: Estádio Algarve, Faro/Loulé (Portugal) Toeschouwers: 390 Scheidsrechter: Rohit Saggi |
| 24 maart 2023 «onderlinge duels» 20.45 (UTC+1) |           | Verslag | 11' Masouras 45' Siopis 58' Bakasetas | Stadion: Estádio Algarve, Faro/Loulé (Portugal) Toeschouwers: 390 Scheidsrechter: Rohit Saggi |
| 24 maart 2023 «onderlinge duels» 20.45 (UTC+1) |           |         |                                       | Stadion: Estádio Algarve, Faro/Loulé (Portugal) Toeschouwers: 390 Scheidsrechter: Rohit Saggi |
| 24 maart 2023 «onderlinge duels» 20.45 (UTC+1) |           |         |                                       | Stadion: Estádio Algarve, Faro/Loulé (Portugal) Toeschouwers: 390 Scheidsrechter: Rohit Saggi |
|                                                |           |         |                                       |                                                                                               |

|                                                |                        |         |            |                                                                                          |
| 27 maart 2023 «onderlinge duels» 20.45 (UTC+2) | Nederland              | 3 – 0   | Gibraltar  | Stadion: Stadion Feijenoord, Rotterdam Toeschouwers: 36.327 Scheidsrechter: Morten Krogh |
| 27 maart 2023 «onderlinge duels» 20.45 (UTC+2) | Depay 23' Aké 50', 82' | Verslag | 51' Walker | Stadion: Stadion Feijenoord, Rotterdam Toeschouwers: 36.327 Scheidsrechter: Morten Krogh |
| 27 maart 2023 «onderlinge duels» 20.45 (UTC+2) |                        |         |            | Stadion: Stadion Feijenoord, Rotterdam Toeschouwers: 36.327 Scheidsrechter: Morten Krogh |
| 27 maart 2023 «onderlinge duels» 20.45 (UTC+2) |                        |         |            | Stadion: Stadion Feijenoord, Rotterdam Toeschouwers: 36.327 Scheidsrechter: Morten Krogh |
|                                                |                        |         |            |                                                                                          |

|                                                |         |         |            |                                                                                      |
| 27 maart 2023 «onderlinge duels» 19.45 (UTC+1) | Ierland | 0 – 1   | Frankrijk  | Stadion: Avivastadion, Dublin Toeschouwers: 50.219 Scheidsrechter: Artur Soares Dias |
| 27 maart 2023 «onderlinge duels» 19.45 (UTC+1) |         | Verslag | 50' Pavard | Stadion: Avivastadion, Dublin Toeschouwers: 50.219 Scheidsrechter: Artur Soares Dias |
| 27 maart 2023 «onderlinge duels» 19.45 (UTC+1) |         |         |            | Stadion: Avivastadion, Dublin Toeschouwers: 50.219 Scheidsrechter: Artur Soares Dias |
| 27 maart 2023 «onderlinge duels» 19.45 (UTC+1) |         |         |            | Stadion: Avivastadion, Dublin Toeschouwers: 50.219 Scheidsrechter: Artur Soares Dias |
|                                                |         |         |            |                                                                                      |

|                                               |           |         |                                                  | |
| 16 juni 2023 «onderlinge duels» 20.45 (UTC+2) | Gibraltar | 0 – 3   | Frankrijk                                        | Stadion: Estádio Algarve, Faro/Loulé (Portugal) Toeschouwers: 4.065 Scheidsrechter: Jevhen Aranovsky |
| 16 juni 2023 «onderlinge duels» 20.45 (UTC+2) |           | Verslag | 3' Giroud 45+3' (pen.) Mbappé 78' (e.d.) Mouelhi | Stadion: Estádio Algarve, Faro/Loulé (Portugal) Toeschouwers: 4.065 Scheidsrechter: Jevhen Aranovsky |
| 16 juni 2023 «onderlinge duels» 20.45 (UTC+2) |           |         |                                                  | Stadion: Estádio Algarve, Faro/Loulé (Portugal) Toeschouwers: 4.065 Scheidsrechter: Jevhen Aranovsky |
| 16 juni 2023 «onderlinge duels» 20.45 (UTC+2) |           |         |                                                  | Stadion: Estádio Algarve, Faro/Loulé (Portugal) Toeschouwers: 4.065 Scheidsrechter: Jevhen Aranovsky |
|                                               |           |         |                                                  | |

|                                               |                                   |         |                           |                                                                                        |
| 16 juni 2023 «onderlinge duels» 21.45 (UTC+3) | Griekenland                       | 2 – 1   | Ierland                   | Stadion: Agia Sofiastadion, Athene Toeschouwers: 17.452 Scheidsrechter: Harald Lechner |
| 16 juni 2023 «onderlinge duels» 21.45 (UTC+3) | Bakasetas 15' (pen.) Masouras 49' | Verslag | 27' Collins 90+5' Doherty | Stadion: Agia Sofiastadion, Athene Toeschouwers: 17.452 Scheidsrechter: Harald Lechner |
| 16 juni 2023 «onderlinge duels» 21.45 (UTC+3) |                                   |         |                           | Stadion: Agia Sofiastadion, Athene Toeschouwers: 17.452 Scheidsrechter: Harald Lechner |
| 16 juni 2023 «onderlinge duels» 21.45 (UTC+3) |                                   |         |                           | Stadion: Agia Sofiastadion, Athene Toeschouwers: 17.452 Scheidsrechter: Harald Lechner |
|                                               |                                   |         |                           |                                                                                        |

|                                               |                   |         |                |                                                                                                |
| 19 juni 2023 «onderlinge duels» 20.45 (UTC+2) | Frankrijk         | 1 – 0   | Griekenland    | Stadion: Stade de France, Saint-Denis Toeschouwers: 76.500 Scheidsrechter: Antonio Mateu Lahoz |
| 19 juni 2023 «onderlinge duels» 20.45 (UTC+2) | Mbappe 55' (pen.) | Verslag | 69' Mavropanos | Stadion: Stade de France, Saint-Denis Toeschouwers: 76.500 Scheidsrechter: Antonio Mateu Lahoz |
| 19 juni 2023 «onderlinge duels» 20.45 (UTC+2) |                   |         |                | Stadion: Stade de France, Saint-Denis Toeschouwers: 76.500 Scheidsrechter: Antonio Mateu Lahoz |
| 19 juni 2023 «onderlinge duels» 20.45 (UTC+2) |                   |         |                | Stadion: Stade de France, Saint-Denis Toeschouwers: 76.500 Scheidsrechter: Antonio Mateu Lahoz |
|                                               |                   |         |                |                                                                                                |

|                                               |                                      |         |           |                                                                                           |
| 19 juni 2023 «onderlinge duels» 19.45 (UTC+1) | Ierland                              | 3 – 0   | Gibraltar | Stadion: Avivastadion, Dublin Toeschouwers: 42.156 Scheidsrechter: Marian Alexandru Barbu |
| 19 juni 2023 «onderlinge duels» 19.45 (UTC+1) | Johnston 52' Ferguson 59' Idah 90+2' | Verslag |           | Stadion: Avivastadion, Dublin Toeschouwers: 42.156 Scheidsrechter: Marian Alexandru Barbu |
| 19 juni 2023 «onderlinge duels» 19.45 (UTC+1) |                                      |         |           | Stadion: Avivastadion, Dublin Toeschouwers: 42.156 Scheidsrechter: Marian Alexandru Barbu |
| 19 juni 2023 «onderlinge duels» 19.45 (UTC+1) |                                      |         |           | Stadion: Avivastadion, Dublin Toeschouwers: 42.156 Scheidsrechter: Marian Alexandru Barbu |
|                                               |                                      |         |           |                                                                                           |

|                                                   |                           |         |         |                                                                                     |
| 7 september 2023 «onderlinge duels» 20.45 (UTC+2) | Frankrijk                 | 2 – 0   | Ierland | Stadion: Parc des Princes, Parijs Toeschouwers: 43.995 Scheidsrechter: Urs Schnyder |
| 7 september 2023 «onderlinge duels» 20.45 (UTC+2) | Tchouaméni 19' Thuram 48' | Verslag |         | Stadion: Parc des Princes, Parijs Toeschouwers: 43.995 Scheidsrechter: Urs Schnyder |
| 7 september 2023 «onderlinge duels» 20.45 (UTC+2) |                           |         |         | Stadion: Parc des Princes, Parijs Toeschouwers: 43.995 Scheidsrechter: Urs Schnyder |
| 7 september 2023 «onderlinge duels» 20.45 (UTC+2) |                           |         |         | Stadion: Parc des Princes, Parijs Toeschouwers: 43.995 Scheidsrechter: Urs Schnyder |
|                                                   |                           |         |         |                                                                                     |

|                                                   |                                    |         |             |                                                                                         |
| 7 september 2023 «onderlinge duels» 20.45 (UTC+2) | Nederland                          | 3 – 0   | Griekenland | Stadion: Philips Stadion, Eindhoven Toeschouwers: 32.079 Scheidsrechter: Michael Oliver |
| 7 september 2023 «onderlinge duels» 20.45 (UTC+2) | De Roon 17' Gakpo 31' Weghorst 39' | Verslag |             | Stadion: Philips Stadion, Eindhoven Toeschouwers: 32.079 Scheidsrechter: Michael Oliver |
| 7 september 2023 «onderlinge duels» 20.45 (UTC+2) |                                    |         |             | Stadion: Philips Stadion, Eindhoven Toeschouwers: 32.079 Scheidsrechter: Michael Oliver |
| 7 september 2023 «onderlinge duels» 20.45 (UTC+2) |                                    |         |             | Stadion: Philips Stadion, Eindhoven Toeschouwers: 32.079 Scheidsrechter: Michael Oliver |
|                                                   |                                    |         |             |                                                                                         |

|                                                    |                                                   |         |           |                                                                                              |
| 10 september 2023 «onderlinge duels» 21.45 (UTC+3) | Griekenland                                       | 5 – 0   | Gibraltar | Stadion: Agia Sofiastadion, Athene Toeschouwers: 9.774 Scheidsrechter: Manfredas Lukjančukas |
| 10 september 2023 «onderlinge duels» 21.45 (UTC+3) | Pelkas 9' Mavropanos 23', 82' Masouras 70', 90+1' | Verslag |           | Stadion: Agia Sofiastadion, Athene Toeschouwers: 9.774 Scheidsrechter: Manfredas Lukjančukas |
| 10 september 2023 «onderlinge duels» 21.45 (UTC+3) |                                                   |         |           | Stadion: Agia Sofiastadion, Athene Toeschouwers: 9.774 Scheidsrechter: Manfredas Lukjančukas |
| 10 september 2023 «onderlinge duels» 21.45 (UTC+3) |                                                   |         |           | Stadion: Agia Sofiastadion, Athene Toeschouwers: 9.774 Scheidsrechter: Manfredas Lukjančukas |
|                                                    |                                                   |         |           |                                                                                              |

|                                                    |                |         |                               |                                                                                 |
| 10 september 2023 «onderlinge duels» 19.45 (UTC+1) | Ierland        | 1 – 2   | Nederland                     | Stadion: Avivastadion, Dublin Toeschouwers: 49.807 Scheidsrechter: Irfan Peljto |
| 10 september 2023 «onderlinge duels» 19.45 (UTC+1) | Idah 4' (pen.) | Verslag | 19' (pen.) Gakpo 56' Weghorst | Stadion: Avivastadion, Dublin Toeschouwers: 49.807 Scheidsrechter: Irfan Peljto |
| 10 september 2023 «onderlinge duels» 19.45 (UTC+1) |                |         |                               | Stadion: Avivastadion, Dublin Toeschouwers: 49.807 Scheidsrechter: Irfan Peljto |
| 10 september 2023 «onderlinge duels» 19.45 (UTC+1) |                |         |                               | Stadion: Avivastadion, Dublin Toeschouwers: 49.807 Scheidsrechter: Irfan Peljto |
|                                                    |                |         |                               |                                                                                 |

|                                                  |             |         |                |                                                                                           |
| 13 oktober 2023 «onderlinge duels» 20.45 (UTC+2) | Nederland   | 1 – 2   | Frankrijk      | Stadion: Johan Cruijff ArenA, Amsterdam Toeschouwers: 51.310 Scheidsrechter: Felix Zwayer |
| 13 oktober 2023 «onderlinge duels» 20.45 (UTC+2) | Hartman 83' | Verslag | 7', 53' Mbappé | Stadion: Johan Cruijff ArenA, Amsterdam Toeschouwers: 51.310 Scheidsrechter: Felix Zwayer |
| 13 oktober 2023 «onderlinge duels» 20.45 (UTC+2) |             |         |                | Stadion: Johan Cruijff ArenA, Amsterdam Toeschouwers: 51.310 Scheidsrechter: Felix Zwayer |
| 13 oktober 2023 «onderlinge duels» 20.45 (UTC+2) |             |         |                | Stadion: Johan Cruijff ArenA, Amsterdam Toeschouwers: 51.310 Scheidsrechter: Felix Zwayer |
|                                                  |             |         |                |                                                                                           |

|                                                  |         |         |                                |                                                                                 |
| 13 oktober 2023 «onderlinge duels» 19.45 (UTC+1) | Ierland | 0 – 2   | Griekenland                    | Stadion: Avivastadion, Dublin Toeschouwers: 41.239 Scheidsrechter: Glenn Nyberg |
| 13 oktober 2023 «onderlinge duels» 19.45 (UTC+1) |         | Verslag | 20' Giakoumakis 45+4' Masouras | Stadion: Avivastadion, Dublin Toeschouwers: 41.239 Scheidsrechter: Glenn Nyberg |
| 13 oktober 2023 «onderlinge duels» 19.45 (UTC+1) |         |         |                                | Stadion: Avivastadion, Dublin Toeschouwers: 41.239 Scheidsrechter: Glenn Nyberg |
| 13 oktober 2023 «onderlinge duels» 19.45 (UTC+1) |         |         |                                | Stadion: Avivastadion, Dublin Toeschouwers: 41.239 Scheidsrechter: Glenn Nyberg |
|                                                  |         |         |                                |                                                                                 |

|                                                  |           |         |                                                   | |
| 16 oktober 2023 «onderlinge duels» 20.45 (UTC+2) | Gibraltar | 0 – 4   | Ierland                                           | Stadion: Estádio Algarve, Faro/Loulé (Portugal) Toeschouwers: 4.000 Scheidsrechter: Christian-Petru Ciochirca |
| 16 oktober 2023 «onderlinge duels» 20.45 (UTC+2) |           | Verslag | 8' Ferguson 28' Johnston 60' Doherty 80' Robinson | Stadion: Estádio Algarve, Faro/Loulé (Portugal) Toeschouwers: 4.000 Scheidsrechter: Christian-Petru Ciochirca |
| 16 oktober 2023 «onderlinge duels» 20.45 (UTC+2) |           |         |                                                   | Stadion: Estádio Algarve, Faro/Loulé (Portugal) Toeschouwers: 4.000 Scheidsrechter: Christian-Petru Ciochirca |
| 16 oktober 2023 «onderlinge duels» 20.45 (UTC+2) |           |         |                                                   | Stadion: Estádio Algarve, Faro/Loulé (Portugal) Toeschouwers: 4.000 Scheidsrechter: Christian-Petru Ciochirca |
|                                                  |           |         |                                                   | |

|                                                  |             |         |                       |                                                                                             |
| 16 oktober 2023 «onderlinge duels» 21.45 (UTC+3) | Griekenland | 0 – 1   | Nederland             | Stadion: Agia Sofiastadion, Athene Toeschouwers: 24.967 Scheidsrechter: Alejandro Hernández |
| 16 oktober 2023 «onderlinge duels» 21.45 (UTC+3) |             | Verslag | 90+3' (pen.) Van Dijk | Stadion: Agia Sofiastadion, Athene Toeschouwers: 24.967 Scheidsrechter: Alejandro Hernández |
| 16 oktober 2023 «onderlinge duels» 21.45 (UTC+3) |             |         |                       | Stadion: Agia Sofiastadion, Athene Toeschouwers: 24.967 Scheidsrechter: Alejandro Hernández |
| 16 oktober 2023 «onderlinge duels» 21.45 (UTC+3) |             |         |                       | Stadion: Agia Sofiastadion, Athene Toeschouwers: 24.967 Scheidsrechter: Alejandro Hernández |
|                                                  |             |         |                       |                                                                                             |

|                                                   | |         |            |                                                                                 |
| 18 november 2023 «onderlinge duels» 20.45 (UTC+1) | Frankrijk | 14 – 0  | Gibraltar  | Stadion: Allianz Riviera, Nice Toeschouwers: 32.758 Scheidsrechter: John Brooks |
| 18 november 2023 «onderlinge duels» 20.45 (UTC+1) | Santos 3' (e.d.) M. Thuram 4' Zaïre-Emery 16' Mbappé 30' (pen.), 75', 82' Clauss 34' Coman 36', 66' Fofana 37' Rabiot 64' Dembélé 73' Giroud 89', 90+1' | Verslag | 18' Santos | Stadion: Allianz Riviera, Nice Toeschouwers: 32.758 Scheidsrechter: John Brooks |
| 18 november 2023 «onderlinge duels» 20.45 (UTC+1) | |         |            | Stadion: Allianz Riviera, Nice Toeschouwers: 32.758 Scheidsrechter: John Brooks |
| 18 november 2023 «onderlinge duels» 20.45 (UTC+1) | |         |            | Stadion: Allianz Riviera, Nice Toeschouwers: 32.758 Scheidsrechter: John Brooks |
|                                                   | |         |            |                                                                                 |

|                                                   |              |         |         |                                                                                             |
| 18 november 2023 «onderlinge duels» 20.45 (UTC+1) | Nederland    | 1 – 0   | Ierland | Stadion: Johan Cruijff ArenA, Amsterdam Toeschouwers: 51.811 Scheidsrechter: Marco Di Bello |
| 18 november 2023 «onderlinge duels» 20.45 (UTC+1) | Weghorst 12' | Verslag |         | Stadion: Johan Cruijff ArenA, Amsterdam Toeschouwers: 51.811 Scheidsrechter: Marco Di Bello |
| 18 november 2023 «onderlinge duels» 20.45 (UTC+1) |              |         |         | Stadion: Johan Cruijff ArenA, Amsterdam Toeschouwers: 51.811 Scheidsrechter: Marco Di Bello |
| 18 november 2023 «onderlinge duels» 20.45 (UTC+1) |              |         |         | Stadion: Johan Cruijff ArenA, Amsterdam Toeschouwers: 51.811 Scheidsrechter: Marco Di Bello |
|                                                   |              |         |         |                                                                                             |

|                                                   |           |         |                                                            | |
| 21 november 2023 «onderlinge duels» 20.45 (UTC+1) | Gibraltar | 0 – 6   | Nederland                                                  | Stadion: Estádio Algarve, Faro/Loulé (Portugal) Toeschouwers: 2.280 Scheidsrechter: Arda Kardeşler |
| 21 november 2023 «onderlinge duels» 20.45 (UTC+1) |           | Verslag | 10', 50', 62' Stengs 23' Wieffer 38' Koopmeiners 81' Gakpo | Stadion: Estádio Algarve, Faro/Loulé (Portugal) Toeschouwers: 2.280 Scheidsrechter: Arda Kardeşler |
| 21 november 2023 «onderlinge duels» 20.45 (UTC+1) |           |         |                                                            | Stadion: Estádio Algarve, Faro/Loulé (Portugal) Toeschouwers: 2.280 Scheidsrechter: Arda Kardeşler |
| 21 november 2023 «onderlinge duels» 20.45 (UTC+1) |           |         |                                                            | Stadion: Estádio Algarve, Faro/Loulé (Portugal) Toeschouwers: 2.280 Scheidsrechter: Arda Kardeşler |
|                                                   |           |         |                                                            | |

|                                                   |                             |         |                           |                                                                                        |
| 21 november 2023 «onderlinge duels» 21.45 (UTC+2) | Griekenland                 | 2 – 2   | Frankrijk                 | Stadion: Agia Sofiastadion, Athene Toeschouwers: 24.820 Scheidsrechter: Daniel Siebert |
| 21 november 2023 «onderlinge duels» 21.45 (UTC+2) | Bakasetas 56' Ioannidis 61' | Verslag | 42' Kolo Muani 74' Fofana | Stadion: Agia Sofiastadion, Athene Toeschouwers: 24.820 Scheidsrechter: Daniel Siebert |
| 21 november 2023 «onderlinge duels» 21.45 (UTC+2) |                             |         |                           | Stadion: Agia Sofiastadion, Athene Toeschouwers: 24.820 Scheidsrechter: Daniel Siebert |
| 21 november 2023 «onderlinge duels» 21.45 (UTC+2) |                             |         |                           | Stadion: Agia Sofiastadion, Athene Toeschouwers: 24.820 Scheidsrechter: Daniel Siebert |
|                                                   |                             |         |                           |                                                                                        |

### Groep C
| Pos | Team            | Wed | W | G | V | Ptn | DV | DT | +/− | Kwalificatie                     |       |       |       |       |       |       |
| --- | --------------- | --- | - | - | - | --- | -- | -- | --- | -------------------------------- | ----- | ----- | ----- | ----- | ----- | ----- |
| 1   | Engeland        | 8   | 6 | 2 | 0 | 20  | 22 | 4  | +18 | Geplaatst voor het hoofdtoernooi |       |       | 3 – 1 | 2 – 0 | 7 – 0 | 2 – 0 |
| 2   | Italië          | 8   | 4 | 2 | 2 | 14  | 16 | 9  | +7  | Geplaatst voor het hoofdtoernooi |       | 1 – 2 |       | 2 – 1 | 5 – 2 | 4 – 0 |
| 3   | Oekraïne        | 8   | 4 | 2 | 2 | 14  | 11 | 8  | +3  | Geplaatst voor de play-offs      |       | 1 – 1 | 0 – 0 |       | 2 – 0 | 1 – 0 |
| 4   | Noord-Macedonië | 8   | 2 | 2 | 4 | 8   | 10 | 20 | −10 |                                  |       | 1 – 1 | 1 – 1 | 2 – 3 |       | 2 – 1 |
| 5   | Malta           | 8   | 0 | 0 | 8 | 0   | 2  | 20 | −18 |                                  | 0 – 4 | 0 – 2 | 1 – 3 | 0 – 2 |       |       |

1. 1 2  Gerangschikt op onderling aantal punten: Italië 4, Oekraïne 1.

|                                                |             |         |                                        | |
| 23 maart 2023 «onderlinge duels» 20.45 (UTC+1) | Italië      | 1 – 2   | Engeland                               | Stadion: Stadio Diego Armando Maradona, Napels Toeschouwers: 44.536 Scheidsrechter: Srđan Jovanović |
| 23 maart 2023 «onderlinge duels» 20.45 (UTC+1) | Retegui 56' | Verslag | 13' Rice 44' (pen.) Kane 78', 80' Shaw | Stadion: Stadio Diego Armando Maradona, Napels Toeschouwers: 44.536 Scheidsrechter: Srđan Jovanović |
| 23 maart 2023 «onderlinge duels» 20.45 (UTC+1) |             |         |                                        | Stadion: Stadio Diego Armando Maradona, Napels Toeschouwers: 44.536 Scheidsrechter: Srđan Jovanović |
| 23 maart 2023 «onderlinge duels» 20.45 (UTC+1) |             |         |                                        | Stadion: Stadio Diego Armando Maradona, Napels Toeschouwers: 44.536 Scheidsrechter: Srđan Jovanović |
|                                                |             |         |                                        | |

|                                                |                        |         |            |                                                                                      |
| 23 maart 2023 «onderlinge duels» 20.45 (UTC+1) | Noord-Macedonië        | 2 – 1   | Malta      | Stadion: Toše Proeskiarena, Skopje Toeschouwers: 9.991 Scheidsrechter: Kristo Tohver |
| 23 maart 2023 «onderlinge duels» 20.45 (UTC+1) | Elmas 66' Čurlinov 72' | Verslag | 86' Yankam | Stadion: Toše Proeskiarena, Skopje Toeschouwers: 9.991 Scheidsrechter: Kristo Tohver |
| 23 maart 2023 «onderlinge duels» 20.45 (UTC+1) |                        |         |            | Stadion: Toše Proeskiarena, Skopje Toeschouwers: 9.991 Scheidsrechter: Kristo Tohver |
| 23 maart 2023 «onderlinge duels» 20.45 (UTC+1) |                        |         |            | Stadion: Toše Proeskiarena, Skopje Toeschouwers: 9.991 Scheidsrechter: Kristo Tohver |
|                                                |                        |         |            |                                                                                      |

|                                                |                   |         |          |                                                                                        |
| 26 maart 2023 «onderlinge duels» 17.00 (UTC+1) | Engeland          | 2 – 0   | Oekraïne | Stadion: Wembley Stadium, Londen Toeschouwers: 83.947 Scheidsrechter: Serdar Gözübüyük |
| 26 maart 2023 «onderlinge duels» 17.00 (UTC+1) | Kane 37' Saka 40' | Verslag |          | Stadion: Wembley Stadium, Londen Toeschouwers: 83.947 Scheidsrechter: Serdar Gözübüyük |
| 26 maart 2023 «onderlinge duels» 17.00 (UTC+1) |                   |         |          | Stadion: Wembley Stadium, Londen Toeschouwers: 83.947 Scheidsrechter: Serdar Gözübüyük |
| 26 maart 2023 «onderlinge duels» 17.00 (UTC+1) |                   |         |          | Stadion: Wembley Stadium, Londen Toeschouwers: 83.947 Scheidsrechter: Serdar Gözübüyük |
|                                                |                   |         |          |                                                                                        |

|                                                |       |         |                         |                                                                                        |
| 26 maart 2023 «onderlinge duels» 20.45 (UTC+1) | Malta | 0 – 2   | Italië                  | Stadion: Ta' Qalistadion, Ta' Qali Toeschouwers: 16.015 Scheidsrechter: Georgi Kabakov |
| 26 maart 2023 «onderlinge duels» 20.45 (UTC+1) |       | Verslag | 15' Retegui 27' Pessina | Stadion: Ta' Qalistadion, Ta' Qali Toeschouwers: 16.015 Scheidsrechter: Georgi Kabakov |
| 26 maart 2023 «onderlinge duels» 20.45 (UTC+1) |       |         |                         | Stadion: Ta' Qalistadion, Ta' Qali Toeschouwers: 16.015 Scheidsrechter: Georgi Kabakov |
| 26 maart 2023 «onderlinge duels» 20.45 (UTC+1) |       |         |                         | Stadion: Ta' Qalistadion, Ta' Qali Toeschouwers: 16.015 Scheidsrechter: Georgi Kabakov |
|                                                |       |         |                         |                                                                                        |

|                                               |       |         |                                                                       |                                                                                    |
| 16 juni 2023 «onderlinge duels» 20.45 (UTC+2) | Malta | 0 – 4   | Engeland                                                              | Stadion: Ta' Qalistadion, Ta' Qali Toeschouwers: 16.277 Scheidsrechter: Igor Pajač |
| 16 juni 2023 «onderlinge duels» 20.45 (UTC+2) |       | Verslag | 9' (e.d.) Apap 28' Alexander-Arnold 31' (pen.) Kane 83' (pen.) Wilson | Stadion: Ta' Qalistadion, Ta' Qali Toeschouwers: 16.277 Scheidsrechter: Igor Pajač |
| 16 juni 2023 «onderlinge duels» 20.45 (UTC+2) |       |         |                                                                       | Stadion: Ta' Qalistadion, Ta' Qali Toeschouwers: 16.277 Scheidsrechter: Igor Pajač |
| 16 juni 2023 «onderlinge duels» 20.45 (UTC+2) |       |         |                                                                       | Stadion: Ta' Qalistadion, Ta' Qali Toeschouwers: 16.277 Scheidsrechter: Igor Pajač |
|                                               |       |         |                                                                       |                                                                                    |

|                                               |                                             |         |                                         |                                                                                         |
| 16 juni 2023 «onderlinge duels» 20.45 (UTC+2) | Noord-Macedonië                             | 2 – 3   | Oekraïne                                | Stadion: Toše Proeskiarena, Skopje Toeschouwers: 14.370 Scheidsrechter: Lukas Fähndrich |
| 16 juni 2023 «onderlinge duels» 20.45 (UTC+2) | Bardhi 31' (pen.) Elmas 39' Musliu 54', 72' | Verslag | 62' Zabarnyj 67' Konoplja 83' Tsyhankov | Stadion: Toše Proeskiarena, Skopje Toeschouwers: 14.370 Scheidsrechter: Lukas Fähndrich |
| 16 juni 2023 «onderlinge duels» 20.45 (UTC+2) |                                             |         |                                         | Stadion: Toše Proeskiarena, Skopje Toeschouwers: 14.370 Scheidsrechter: Lukas Fähndrich |
| 16 juni 2023 «onderlinge duels» 20.45 (UTC+2) |                                             |         |                                         | Stadion: Toše Proeskiarena, Skopje Toeschouwers: 14.370 Scheidsrechter: Lukas Fähndrich |
|                                               |                                             |         |                                         |                                                                                         |

|                                               |                      |         |       | |
| 19 juni 2023 «onderlinge duels» 18.00 (UTC+2) | Oekraïne             | 1 – 0   | Malta | Stadion: Štadión Antona Malatinského, Trnava (Slowakije) Toeschouwers: 7.543 Scheidsrechter: Ruddy Buquet |
| 19 juni 2023 «onderlinge duels» 18.00 (UTC+2) | Tsyhankov 72' (pen.) | Verslag |       | Stadion: Štadión Antona Malatinského, Trnava (Slowakije) Toeschouwers: 7.543 Scheidsrechter: Ruddy Buquet |
| 19 juni 2023 «onderlinge duels» 18.00 (UTC+2) |                      |         |       | Stadion: Štadión Antona Malatinského, Trnava (Slowakije) Toeschouwers: 7.543 Scheidsrechter: Ruddy Buquet |
| 19 juni 2023 «onderlinge duels» 18.00 (UTC+2) |                      |         |       | Stadion: Štadión Antona Malatinského, Trnava (Slowakije) Toeschouwers: 7.543 Scheidsrechter: Ruddy Buquet |
|                                               |                      |         |       | |

|                                               |                                                                   |         |                 |                                                                                      |
| 19 juni 2023 «onderlinge duels» 19.45 (UTC+1) | Engeland                                                          | 7 – 0   | Noord-Macedonië | Stadion: Old Trafford, Manchester Toeschouwers: 70.708 Scheidsrechter: István Kovács |
| 19 juni 2023 «onderlinge duels» 19.45 (UTC+1) | Kane 29', 73' (pen.) Saka 38', 47', 51' Rashford 45' Phillips 64' | Verslag |                 | Stadion: Old Trafford, Manchester Toeschouwers: 70.708 Scheidsrechter: István Kovács |
| 19 juni 2023 «onderlinge duels» 19.45 (UTC+1) |                                                                   |         |                 | Stadion: Old Trafford, Manchester Toeschouwers: 70.708 Scheidsrechter: István Kovács |
| 19 juni 2023 «onderlinge duels» 19.45 (UTC+1) |                                                                   |         |                 | Stadion: Old Trafford, Manchester Toeschouwers: 70.708 Scheidsrechter: István Kovács |
|                                               |                                                                   |         |                 |                                                                                      |

|                                                   |                |         |            |                                                                                               |
| 9 september 2023 «onderlinge duels» 18.00 (UTC+2) | Oekraïne       | 1 – 1   | Engeland   | Stadion: Stadion Miejski, Wrocław (Polen) Toeschouwers: 39.000 Scheidsrechter: Georgi Kabakov |
| 9 september 2023 «onderlinge duels» 18.00 (UTC+2) | Zintsjenko 26' | Verslag | 41' Walker | Stadion: Stadion Miejski, Wrocław (Polen) Toeschouwers: 39.000 Scheidsrechter: Georgi Kabakov |
| 9 september 2023 «onderlinge duels» 18.00 (UTC+2) |                |         |            | Stadion: Stadion Miejski, Wrocław (Polen) Toeschouwers: 39.000 Scheidsrechter: Georgi Kabakov |
| 9 september 2023 «onderlinge duels» 18.00 (UTC+2) |                |         |            | Stadion: Stadion Miejski, Wrocław (Polen) Toeschouwers: 39.000 Scheidsrechter: Georgi Kabakov |
|                                                   |                |         |            |                                                                                               |

|                                                   |                 |         |              |                                                                                           |
| 9 september 2023 «onderlinge duels» 20.45 (UTC+2) | Noord-Macedonië | 1 – 1   | Italië       | Stadion: Toše Proeskiarena, Skopje Toeschouwers: 28.126 Scheidsrechter: François Letexier |
| 9 september 2023 «onderlinge duels» 20.45 (UTC+2) | Bardhi 81'      | Verslag | 47' Immobile | Stadion: Toše Proeskiarena, Skopje Toeschouwers: 28.126 Scheidsrechter: François Letexier |
| 9 september 2023 «onderlinge duels» 20.45 (UTC+2) |                 |         |              | Stadion: Toše Proeskiarena, Skopje Toeschouwers: 28.126 Scheidsrechter: François Letexier |
| 9 september 2023 «onderlinge duels» 20.45 (UTC+2) |                 |         |              | Stadion: Toše Proeskiarena, Skopje Toeschouwers: 28.126 Scheidsrechter: François Letexier |
|                                                   |                 |         |              |                                                                                           |

|                                                    |                   |         |                |                                                                                                  |
| 12 september 2023 «onderlinge duels» 20.45 (UTC+2) | Italië            | 2 – 1   | Oekraïne       | Stadion: Stadio Giuseppe Meazza, Milaan Toeschouwers: 58.386 Scheidsrechter: Alejandro Hernández |
| 12 september 2023 «onderlinge duels» 20.45 (UTC+2) | Frattesi 12', 29' | Verslag | 41' Jarmolenko | Stadion: Stadio Giuseppe Meazza, Milaan Toeschouwers: 58.386 Scheidsrechter: Alejandro Hernández |
| 12 september 2023 «onderlinge duels» 20.45 (UTC+2) |                   |         |                | Stadion: Stadio Giuseppe Meazza, Milaan Toeschouwers: 58.386 Scheidsrechter: Alejandro Hernández |
| 12 september 2023 «onderlinge duels» 20.45 (UTC+2) |                   |         |                | Stadion: Stadio Giuseppe Meazza, Milaan Toeschouwers: 58.386 Scheidsrechter: Alejandro Hernández |
|                                                    |                   |         |                |                                                                                                  |

|                                                    |       |         |                    |                                                                                          |
| 12 september 2023 «onderlinge duels» 20.45 (UTC+2) | Malta | 0 – 2   | Noord-Macedonië    | Stadion: Ta' Qalistadion, Ta' Qali Toeschouwers: 3.158 Scheidsrechter: Henrik Nalbandyan |
| 12 september 2023 «onderlinge duels» 20.45 (UTC+2) |       | Verslag | 5' Elmas 41' Manev | Stadion: Ta' Qalistadion, Ta' Qali Toeschouwers: 3.158 Scheidsrechter: Henrik Nalbandyan |
| 12 september 2023 «onderlinge duels» 20.45 (UTC+2) |       |         |                    | Stadion: Ta' Qalistadion, Ta' Qali Toeschouwers: 3.158 Scheidsrechter: Henrik Nalbandyan |
| 12 september 2023 «onderlinge duels» 20.45 (UTC+2) |       |         |                    | Stadion: Ta' Qalistadion, Ta' Qali Toeschouwers: 3.158 Scheidsrechter: Henrik Nalbandyan |
|                                                    |       |         |                    |                                                                                          |

|                                                  |                              |         |                 | |
| 14 oktober 2023 «onderlinge duels» 15.00 (UTC+2) | Oekraïne                     | 2 – 0   | Noord-Macedonië | Stadion: Stadion Sparty na Letné, Praag (Tsjechië) Toeschouwers: 12.939 Scheidsrechter: Slavko Vinčić |
| 14 oktober 2023 «onderlinge duels» 15.00 (UTC+2) | Soedakov 30' Karavajev 90+5' | Verslag |                 | Stadion: Stadion Sparty na Letné, Praag (Tsjechië) Toeschouwers: 12.939 Scheidsrechter: Slavko Vinčić |
| 14 oktober 2023 «onderlinge duels» 15.00 (UTC+2) |                              |         |                 | Stadion: Stadion Sparty na Letné, Praag (Tsjechië) Toeschouwers: 12.939 Scheidsrechter: Slavko Vinčić |
| 14 oktober 2023 «onderlinge duels» 15.00 (UTC+2) |                              |         |                 | Stadion: Stadion Sparty na Letné, Praag (Tsjechië) Toeschouwers: 12.939 Scheidsrechter: Slavko Vinčić |
|                                                  |                              |         |                 | |

|                                                  |                                                   |         |       |                                                                                    |
| 14 oktober 2023 «onderlinge duels» 20.45 (UTC+2) | Italië                                            | 4 – 0   | Malta | Stadion: Stadio San Nicola, Bari Toeschouwers: 56.186 Scheidsrechter: Duje Strukan |
| 14 oktober 2023 «onderlinge duels» 20.45 (UTC+2) | Bonaventura 23' Berardi 45+1', 64' Frattesi 90+3' | Verslag |       | Stadion: Stadio San Nicola, Bari Toeschouwers: 56.186 Scheidsrechter: Duje Strukan |
| 14 oktober 2023 «onderlinge duels» 20.45 (UTC+2) |                                                   |         |       | Stadion: Stadio San Nicola, Bari Toeschouwers: 56.186 Scheidsrechter: Duje Strukan |
| 14 oktober 2023 «onderlinge duels» 20.45 (UTC+2) |                                                   |         |       | Stadion: Stadio San Nicola, Bari Toeschouwers: 56.186 Scheidsrechter: Duje Strukan |
|                                                  |                                                   |         |       |                                                                                    |

|                                                  |                                   |         |              |                                                                                      |
| 17 oktober 2023 «onderlinge duels» 19.45 (UTC+1) | Engeland                          | 3 – 1   | Italië       | Stadion: Wembley Stadium, Londen Toeschouwers: 83.194 Scheidsrechter: Clément Turpin |
| 17 oktober 2023 «onderlinge duels» 19.45 (UTC+1) | Kane 32' (pen.), 77' Rashford 57' | Verslag | 15' Scamacca | Stadion: Wembley Stadium, Londen Toeschouwers: 83.194 Scheidsrechter: Clément Turpin |
| 17 oktober 2023 «onderlinge duels» 19.45 (UTC+1) |                                   |         |              | Stadion: Wembley Stadium, Londen Toeschouwers: 83.194 Scheidsrechter: Clément Turpin |
| 17 oktober 2023 «onderlinge duels» 19.45 (UTC+1) |                                   |         |              | Stadion: Wembley Stadium, Londen Toeschouwers: 83.194 Scheidsrechter: Clément Turpin |
|                                                  |                                   |         |              |                                                                                      |

|                                                  |           |         |                                                    |                                                                                     |
| 17 oktober 2023 «onderlinge duels» 20.45 (UTC+2) | Malta     | 1 – 3   | Oekraïne                                           | Stadion: Ta' Qalistadion, Ta' Qali Toeschouwers: 3.547 Scheidsrechter: Morten Krogh |
| 17 oktober 2023 «onderlinge duels» 20.45 (UTC+2) | Mbong 12' | Verslag | 38' (e.d.) Camenzuli 43' (pen.) Dovbyk 85' Moedryk | Stadion: Ta' Qalistadion, Ta' Qali Toeschouwers: 3.547 Scheidsrechter: Morten Krogh |
| 17 oktober 2023 «onderlinge duels» 20.45 (UTC+2) |           |         |                                                    | Stadion: Ta' Qalistadion, Ta' Qali Toeschouwers: 3.547 Scheidsrechter: Morten Krogh |
| 17 oktober 2023 «onderlinge duels» 20.45 (UTC+2) |           |         |                                                    | Stadion: Ta' Qalistadion, Ta' Qali Toeschouwers: 3.547 Scheidsrechter: Morten Krogh |
|                                                  |           |         |                                                    |                                                                                     |

|                                                 |                         |         |       |                                                                                    |
| 17 november 2023 «onderlinge duels» 19.45 (UTC) | Engeland                | 2 – 0   | Malta | Stadion: Wembley Stadium, Londen Toeschouwers: 81.388 Scheidsrechter: Luís Godinho |
| 17 november 2023 «onderlinge duels» 19.45 (UTC) | Pepe 8' (e.d.) Kane 75' | Verslag |       | Stadion: Wembley Stadium, Londen Toeschouwers: 81.388 Scheidsrechter: Luís Godinho |
| 17 november 2023 «onderlinge duels» 19.45 (UTC) |                         |         |       | Stadion: Wembley Stadium, Londen Toeschouwers: 81.388 Scheidsrechter: Luís Godinho |
| 17 november 2023 «onderlinge duels» 19.45 (UTC) |                         |         |       | Stadion: Wembley Stadium, Londen Toeschouwers: 81.388 Scheidsrechter: Luís Godinho |
|                                                 |                         |         |       |                                                                                    |

|                                                   |                                                               |         |                   |                                                                                  |
| 17 november 2023 «onderlinge duels» 20.45 (UTC+1) | Italië                                                        | 5 – 2   | Noord-Macedonië   | Stadion: Stadio Olimpico, Rome Toeschouwers: 56.364 Scheidsrechter: Felix Zwayer |
| 17 november 2023 «onderlinge duels» 20.45 (UTC+1) | Darmian 17' Chiesa 41', 45+2' Raspadori 81' El Shaarawy 90+3' | Verslag | 52', 74' Atanasov | Stadion: Stadio Olimpico, Rome Toeschouwers: 56.364 Scheidsrechter: Felix Zwayer |
| 17 november 2023 «onderlinge duels» 20.45 (UTC+1) |                                                               |         |                   | Stadion: Stadio Olimpico, Rome Toeschouwers: 56.364 Scheidsrechter: Felix Zwayer |
| 17 november 2023 «onderlinge duels» 20.45 (UTC+1) |                                                               |         |                   | Stadion: Stadio Olimpico, Rome Toeschouwers: 56.364 Scheidsrechter: Felix Zwayer |
|                                                   |                                                               |         |                   |                                                                                  |

|                                                   |                 |         |                     |                                                                                     |
| 20 november 2023 «onderlinge duels» 20.45 (UTC+1) | Noord-Macedonië | 1 – 1   | Engeland            | Stadion: Toše Proeskiarena, Skopje Toeschouwers: 27.982 Scheidsrechter: Filip Glova |
| 20 november 2023 «onderlinge duels» 20.45 (UTC+1) | Bardhi 41'      | Verslag | 59' (e.d.) Atanasov | Stadion: Toše Proeskiarena, Skopje Toeschouwers: 27.982 Scheidsrechter: Filip Glova |
| 20 november 2023 «onderlinge duels» 20.45 (UTC+1) |                 |         |                     | Stadion: Toše Proeskiarena, Skopje Toeschouwers: 27.982 Scheidsrechter: Filip Glova |
| 20 november 2023 «onderlinge duels» 20.45 (UTC+1) |                 |         |                     | Stadion: Toše Proeskiarena, Skopje Toeschouwers: 27.982 Scheidsrechter: Filip Glova |
|                                                   |                 |         |                     |                                                                                     |

|                                                   |          |       |        |                                                                                                  |
| 20 november 2023 «onderlinge duels» 20.45 (UTC+1) | Oekraïne | 0 – 0 | Italië | Stadion: BayArena, Leverkusen (Duitsland) Toeschouwers: 26.403 Scheidsrechter: Jesús Gil Manzano |
| 20 november 2023 «onderlinge duels» 20.45 (UTC+1) | Verslag  |       |        | Stadion: BayArena, Leverkusen (Duitsland) Toeschouwers: 26.403 Scheidsrechter: Jesús Gil Manzano |
| 20 november 2023 «onderlinge duels» 20.45 (UTC+1) |          |       |        | Stadion: BayArena, Leverkusen (Duitsland) Toeschouwers: 26.403 Scheidsrechter: Jesús Gil Manzano |
| 20 november 2023 «onderlinge duels» 20.45 (UTC+1) |          |       |        | Stadion: BayArena, Leverkusen (Duitsland) Toeschouwers: 26.403 Scheidsrechter: Jesús Gil Manzano |
|                                                   |          |       |        |                                                                                                  |

### Groep D
| Pos | Team    | Wed | W | G | V | Ptn | DV | DT | +/− | Kwalificatie                     |       |       |       |       |       |       |
| --- | ------- | --- | - | - | - | --- | -- | -- | --- | -------------------------------- | ----- | ----- | ----- | ----- | ----- | ----- |
| 1   | Turkije | 8   | 5 | 2 | 1 | 17  | 14 | 7  | +7  | Geplaatst voor het hoofdtoernooi |       |       | 0 – 2 | 2 – 0 | 1 – 1 | 4 – 0 |
| 2   | Kroatië | 8   | 5 | 1 | 2 | 16  | 13 | 4  | +9  | Geplaatst voor het hoofdtoernooi |       | 0 – 1 |       | 1 – 1 | 1 – 0 | 5 – 0 |
| 3   | Wales   | 8   | 3 | 3 | 2 | 12  | 10 | 10 | 0   | Geplaatst voor de play-offs      |       | 1 – 1 | 2 – 1 |       | 2 – 4 | 1 – 0 |
| 4   | Armenië | 8   | 2 | 2 | 4 | 8   | 9  | 11 | −2  |                                  |       | 1 – 2 | 0 – 1 | 1 – 1 |       | 2 – 1 |
| 5   | Letland | 8   | 1 | 0 | 7 | 3   | 5  | 19 | −14 |                                  | 2 – 3 | 0 – 2 | 0 – 2 | 2 – 0 |       |       |

|                                                |                  |         |                          | |
| 25 maart 2023 «onderlinge duels» 21.00 (UTC+4) | Armenië          | 1 – 2   | Turkije                  | Stadion: Republikeins Stadion Vazgen Sargsian, Jerevan Toeschouwers: 14.125 Scheidsrechter: José María Sánchez Martínez |
| 25 maart 2023 «onderlinge duels» 21.00 (UTC+4) | Kabak 10' (e.d.) | Verslag | 35' Kökçü 64' Aktürkoğlu | Stadion: Republikeins Stadion Vazgen Sargsian, Jerevan Toeschouwers: 14.125 Scheidsrechter: José María Sánchez Martínez |
| 25 maart 2023 «onderlinge duels» 21.00 (UTC+4) |                  |         |                          | Stadion: Republikeins Stadion Vazgen Sargsian, Jerevan Toeschouwers: 14.125 Scheidsrechter: José María Sánchez Martínez |
| 25 maart 2023 «onderlinge duels» 21.00 (UTC+4) |                  |         |                          | Stadion: Republikeins Stadion Vazgen Sargsian, Jerevan Toeschouwers: 14.125 Scheidsrechter: José María Sánchez Martínez |
|                                                |                  |         |                          | |

|                                                |              |         |                 |                                                                                  |
| 25 maart 2023 «onderlinge duels» 20.45 (UTC+2) | Kroatië      | 1 – 1   | Wales           | Stadion: Poljudstadion, Split Toeschouwers: 33.474 Scheidsrechter: João Pinheiro |
| 25 maart 2023 «onderlinge duels» 20.45 (UTC+2) | Kramarić 28' | Verslag | 90+3' Broadhead | Stadion: Poljudstadion, Split Toeschouwers: 33.474 Scheidsrechter: João Pinheiro |
| 25 maart 2023 «onderlinge duels» 20.45 (UTC+2) |              |         |                 | Stadion: Poljudstadion, Split Toeschouwers: 33.474 Scheidsrechter: João Pinheiro |
| 25 maart 2023 «onderlinge duels» 20.45 (UTC+2) |              |         |                 | Stadion: Poljudstadion, Split Toeschouwers: 33.474 Scheidsrechter: João Pinheiro |
|                                                |              |         |                 |                                                                                  |

|                                                |         |         |                    |                                                                                  |
| 28 maart 2023 «onderlinge duels» 21.45 (UTC+3) | Turkije | 0 – 2   | Kroatië            | Stadion: Timsah Arena, Bursa Toeschouwers: 37.750 Scheidsrechter: Andreas Ekberg |
| 28 maart 2023 «onderlinge duels» 21.45 (UTC+3) |         | Verslag | 20', 45+4' Kovačić | Stadion: Timsah Arena, Bursa Toeschouwers: 37.750 Scheidsrechter: Andreas Ekberg |
| 28 maart 2023 «onderlinge duels» 21.45 (UTC+3) |         |         |                    | Stadion: Timsah Arena, Bursa Toeschouwers: 37.750 Scheidsrechter: Andreas Ekberg |
| 28 maart 2023 «onderlinge duels» 21.45 (UTC+3) |         |         |                    | Stadion: Timsah Arena, Bursa Toeschouwers: 37.750 Scheidsrechter: Andreas Ekberg |
|                                                |         |         |                    |                                                                                  |

|                                                |           |         |         |                                                                                                |
| 28 maart 2023 «onderlinge duels» 19.45 (UTC+1) | Wales     | 1 – 0   | Letland | Stadion: Cardiff City Stadium, Cardiff Toeschouwers: 32.806 Scheidsrechter: Giorgi Kroeasjvili |
| 28 maart 2023 «onderlinge duels» 19.45 (UTC+1) | Moore 41' | Verslag |         | Stadion: Cardiff City Stadium, Cardiff Toeschouwers: 32.806 Scheidsrechter: Giorgi Kroeasjvili |
| 28 maart 2023 «onderlinge duels» 19.45 (UTC+1) |           |         |         | Stadion: Cardiff City Stadium, Cardiff Toeschouwers: 32.806 Scheidsrechter: Giorgi Kroeasjvili |
| 28 maart 2023 «onderlinge duels» 19.45 (UTC+1) |           |         |         | Stadion: Cardiff City Stadium, Cardiff Toeschouwers: 32.806 Scheidsrechter: Giorgi Kroeasjvili |
|                                                |           |         |         |                                                                                                |

|                                               |                                  |         |                                      |                                                                               |
| 16 juni 2023 «onderlinge duels» 21.45 (UTC+3) | Letland                          | 2 – 3   | Turkije                              | Stadion: Skontostadion, Riga Toeschouwers: 6.287 Scheidsrechter: Tamás Bognár |
| 16 juni 2023 «onderlinge duels» 21.45 (UTC+3) | Emsis 51', 52', 82' Tobers 90+4' | Verslag | 23' Bardakcı 61' Ünder 90+5' Kahveci | Stadion: Skontostadion, Riga Toeschouwers: 6.287 Scheidsrechter: Tamás Bognár |
| 16 juni 2023 «onderlinge duels» 21.45 (UTC+3) |                                  |         |                                      | Stadion: Skontostadion, Riga Toeschouwers: 6.287 Scheidsrechter: Tamás Bognár |
| 16 juni 2023 «onderlinge duels» 21.45 (UTC+3) |                                  |         |                                      | Stadion: Skontostadion, Riga Toeschouwers: 6.287 Scheidsrechter: Tamás Bognár |
|                                               |                                  |         |                                      |                                                                               |

|                                               |                                   |         |                                   |                                                                                            |
| 16 juni 2023 «onderlinge duels» 19.45 (UTC+1) | Wales                             | 2 – 4   | Armenië                           | Stadion: Cardiff City Stadium, Cardiff Toeschouwers: 32.774 Scheidsrechter: Georgi Kabakov |
| 16 juni 2023 «onderlinge duels» 19.45 (UTC+1) | D. James 10' Wilson 72' Moore 78' | Verslag | 19', 75' Zelarayán 30', 66' Ranos | Stadion: Cardiff City Stadium, Cardiff Toeschouwers: 32.774 Scheidsrechter: Georgi Kabakov |
| 16 juni 2023 «onderlinge duels» 19.45 (UTC+1) |                                   |         |                                   | Stadion: Cardiff City Stadium, Cardiff Toeschouwers: 32.774 Scheidsrechter: Georgi Kabakov |
| 16 juni 2023 «onderlinge duels» 19.45 (UTC+1) |                                   |         |                                   | Stadion: Cardiff City Stadium, Cardiff Toeschouwers: 32.774 Scheidsrechter: Georgi Kabakov |
|                                               |                                   |         |                                   |                                                                                            |

|                                               |                                       |         |                      | |
| 19 juni 2023 «onderlinge duels» 20.00 (UTC+4) | Armenië                               | 2 – 1   | Letland              | Stadion: Republikeins Stadion Vazgen Sargsian, Jerevan Toeschouwers: 13.450 Scheidsrechter: Peter Kralović |
| 19 juni 2023 «onderlinge duels» 20.00 (UTC+4) | Tiknizjan 35' Barseghyan 90+1' (pen.) | Verslag | 67' (e.d.) Mkrtchyan | Stadion: Republikeins Stadion Vazgen Sargsian, Jerevan Toeschouwers: 13.450 Scheidsrechter: Peter Kralović |
| 19 juni 2023 «onderlinge duels» 20.00 (UTC+4) |                                       |         |                      | Stadion: Republikeins Stadion Vazgen Sargsian, Jerevan Toeschouwers: 13.450 Scheidsrechter: Peter Kralović |
| 19 juni 2023 «onderlinge duels» 20.00 (UTC+4) |                                       |         |                      | Stadion: Republikeins Stadion Vazgen Sargsian, Jerevan Toeschouwers: 13.450 Scheidsrechter: Peter Kralović |
|                                               |                                       |         |                      | |

|                                               |                     |         |             |                                                                                           |
| 19 juni 2023 «onderlinge duels» 21.45 (UTC+3) | Turkije             | 2 – 0   | Wales       | Stadion: Samsun 19 mei-stadion, Samsun Toeschouwers: 28.766 Scheidsrechter: Fabio Maresca |
| 19 juni 2023 «onderlinge duels» 21.45 (UTC+3) | Nayir 72' Güler 80' | Verslag | 41' Morrell | Stadion: Samsun 19 mei-stadion, Samsun Toeschouwers: 28.766 Scheidsrechter: Fabio Maresca |
| 19 juni 2023 «onderlinge duels» 21.45 (UTC+3) |                     |         |             | Stadion: Samsun 19 mei-stadion, Samsun Toeschouwers: 28.766 Scheidsrechter: Fabio Maresca |
| 19 juni 2023 «onderlinge duels» 21.45 (UTC+3) |                     |         |             | Stadion: Samsun 19 mei-stadion, Samsun Toeschouwers: 28.766 Scheidsrechter: Fabio Maresca |
|                                               |                     |         |             |                                                                                           |

|                                                   |                                                        |         |         |                                                                                       |
| 8 september 2023 «onderlinge duels» 20.45 (UTC+2) | Kroatië                                                | 5 – 0   | Letland | Stadion: Stadion Rujevica, Rijeka Toeschouwers: 8.152 Scheidsrechter: Philip Farrugia |
| 8 september 2023 «onderlinge duels» 20.45 (UTC+2) | Petković 3', 44' Ivanušec 13' Kramarić 68' Pašalić 78' | Verslag |         | Stadion: Stadion Rujevica, Rijeka Toeschouwers: 8.152 Scheidsrechter: Philip Farrugia |
| 8 september 2023 «onderlinge duels» 20.45 (UTC+2) |                                                        |         |         | Stadion: Stadion Rujevica, Rijeka Toeschouwers: 8.152 Scheidsrechter: Philip Farrugia |
| 8 september 2023 «onderlinge duels» 20.45 (UTC+2) |                                                        |         |         | Stadion: Stadion Rujevica, Rijeka Toeschouwers: 8.152 Scheidsrechter: Philip Farrugia |
|                                                   |                                                        |         |         |                                                                                       |

|                                                   |              |         |             |                                                                                                |
| 8 september 2023 «onderlinge duels» 21.45 (UTC+3) | Turkije      | 1 – 1   | Armenië     | Stadion: Nieuw Eskişehirstadion, Eskişehir Toeschouwers: 31.740 Scheidsrechter: Daniele Orsato |
| 8 september 2023 «onderlinge duels» 21.45 (UTC+3) | Yıldırım 88' | Verslag | 49' Dashyan | Stadion: Nieuw Eskişehirstadion, Eskişehir Toeschouwers: 31.740 Scheidsrechter: Daniele Orsato |
| 8 september 2023 «onderlinge duels» 21.45 (UTC+3) |              |         |             | Stadion: Nieuw Eskişehirstadion, Eskişehir Toeschouwers: 31.740 Scheidsrechter: Daniele Orsato |
| 8 september 2023 «onderlinge duels» 21.45 (UTC+3) |              |         |             | Stadion: Nieuw Eskişehirstadion, Eskişehir Toeschouwers: 31.740 Scheidsrechter: Daniele Orsato |
|                                                   |              |         |             |                                                                                                |

|                                                    |         |         |              | |
| 11 september 2023 «onderlinge duels» 20.00 (UTC+4) | Armenië | 0 – 1   | Kroatië      | Stadion: Republikeins Stadion Vazgen Sargsian, Jerevan Toeschouwers: 14.233 Scheidsrechter: Clément Turpin |
| 11 september 2023 «onderlinge duels» 20.00 (UTC+4) |         | Verslag | 14' Kramarić | Stadion: Republikeins Stadion Vazgen Sargsian, Jerevan Toeschouwers: 14.233 Scheidsrechter: Clément Turpin |
| 11 september 2023 «onderlinge duels» 20.00 (UTC+4) |         |         |              | Stadion: Republikeins Stadion Vazgen Sargsian, Jerevan Toeschouwers: 14.233 Scheidsrechter: Clément Turpin |
| 11 september 2023 «onderlinge duels» 20.00 (UTC+4) |         |         |              | Stadion: Republikeins Stadion Vazgen Sargsian, Jerevan Toeschouwers: 14.233 Scheidsrechter: Clément Turpin |
|                                                    |         |         |              | |

|                                                    |         |         |                                |                                                                                |
| 11 september 2023 «onderlinge duels» 21.45 (UTC+3) | Letland | 0 – 2   | Wales                          | Stadion: Skontostadion, Riga Toeschouwers: 6.464 Scheidsrechter: Michal Ocenáš |
| 11 september 2023 «onderlinge duels» 21.45 (UTC+3) |         | Verslag | 29' (pen.) Ramsey 90+6' Brooks | Stadion: Skontostadion, Riga Toeschouwers: 6.464 Scheidsrechter: Michal Ocenáš |
| 11 september 2023 «onderlinge duels» 21.45 (UTC+3) |         |         |                                | Stadion: Skontostadion, Riga Toeschouwers: 6.464 Scheidsrechter: Michal Ocenáš |
| 11 september 2023 «onderlinge duels» 21.45 (UTC+3) |         |         |                                | Stadion: Skontostadion, Riga Toeschouwers: 6.464 Scheidsrechter: Michal Ocenáš |
|                                                    |         |         |                                |                                                                                |

|                                                  |                                           |         |         |                                                                                 |
| 12 oktober 2023 «onderlinge duels» 19.00 (UTC+3) | Letland                                   | 2 – 0   | Armenië | Stadion: Skontostadion, Riga Toeschouwers: 5.128 Scheidsrechter: Rade Obrenovič |
| 12 oktober 2023 «onderlinge duels» 19.00 (UTC+3) | J. Ikaunieks 39' Ošs 31', 53' Balodis 68' | Verslag |         | Stadion: Skontostadion, Riga Toeschouwers: 5.128 Scheidsrechter: Rade Obrenovič |
| 12 oktober 2023 «onderlinge duels» 19.00 (UTC+3) |                                           |         |         | Stadion: Skontostadion, Riga Toeschouwers: 5.128 Scheidsrechter: Rade Obrenovič |
| 12 oktober 2023 «onderlinge duels» 19.00 (UTC+3) |                                           |         |         | Stadion: Skontostadion, Riga Toeschouwers: 5.128 Scheidsrechter: Rade Obrenovič |
|                                                  |                                           |         |         |                                                                                 |

|                                                  |         |         |            |                                                                                 |
| 12 oktober 2023 «onderlinge duels» 20.45 (UTC+2) | Kroatië | 0 – 1   | Turkije    | Stadion: Opus Arena, Osijek Toeschouwers: 12.812 Scheidsrechter: Anthony Taylor |
| 12 oktober 2023 «onderlinge duels» 20.45 (UTC+2) |         | Verslag | 30' Yılmaz | Stadion: Opus Arena, Osijek Toeschouwers: 12.812 Scheidsrechter: Anthony Taylor |
| 12 oktober 2023 «onderlinge duels» 20.45 (UTC+2) |         |         |            | Stadion: Opus Arena, Osijek Toeschouwers: 12.812 Scheidsrechter: Anthony Taylor |
| 12 oktober 2023 «onderlinge duels» 20.45 (UTC+2) |         |         |            | Stadion: Opus Arena, Osijek Toeschouwers: 12.812 Scheidsrechter: Anthony Taylor |
|                                                  |         |         |            |                                                                                 |

|                                                  |                                           |         |         |                                                                                                   |
| 15 oktober 2023 «onderlinge duels» 21.45 (UTC+3) | Turkije                                   | 4 – 0   | Letland | Stadion: Konya Büyükşehir Belediyestadion, Konya Toeschouwers: 35.925 Scheidsrechter: Enea Jorgji |
| 15 oktober 2023 «onderlinge duels» 21.45 (UTC+3) | Akgün 58' Tosun 84', 90+2' Aktürkoğlu 87' | Verslag |         | Stadion: Konya Büyükşehir Belediyestadion, Konya Toeschouwers: 35.925 Scheidsrechter: Enea Jorgji |
| 15 oktober 2023 «onderlinge duels» 21.45 (UTC+3) |                                           |         |         | Stadion: Konya Büyükşehir Belediyestadion, Konya Toeschouwers: 35.925 Scheidsrechter: Enea Jorgji |
| 15 oktober 2023 «onderlinge duels» 21.45 (UTC+3) |                                           |         |         | Stadion: Konya Büyükşehir Belediyestadion, Konya Toeschouwers: 35.925 Scheidsrechter: Enea Jorgji |
|                                                  |                                           |         |         |                                                                                                   |

|                                                  |                 |         |             |                                                                                          |
| 15 oktober 2023 «onderlinge duels» 19.45 (UTC+1) | Wales           | 2 – 1   | Kroatië     | Stadion: Cardiff City Stadium, Cardiff Toeschouwers: 31.240 Scheidsrechter: Davide Massa |
| 15 oktober 2023 «onderlinge duels» 19.45 (UTC+1) | Wilson 47', 60' | Verslag | 75' Pašalić | Stadion: Cardiff City Stadium, Cardiff Toeschouwers: 31.240 Scheidsrechter: Davide Massa |
| 15 oktober 2023 «onderlinge duels» 19.45 (UTC+1) |                 |         |             | Stadion: Cardiff City Stadium, Cardiff Toeschouwers: 31.240 Scheidsrechter: Davide Massa |
| 15 oktober 2023 «onderlinge duels» 19.45 (UTC+1) |                 |         |             | Stadion: Cardiff City Stadium, Cardiff Toeschouwers: 31.240 Scheidsrechter: Davide Massa |
|                                                  |                 |         |             |                                                                                          |

|                                                   |              |         |                        | |
| 18 november 2023 «onderlinge duels» 18.00 (UTC+4) | Armenië      | 1 – 1   | Wales                  | Stadion: Republikeins Stadion Vazgen Sargsian, Jerevan Toeschouwers: 14.271 Scheidsrechter: Benoît Bastien |
| 18 november 2023 «onderlinge duels» 18.00 (UTC+4) | Zelarayán 5' | Verslag | 45+2' (e.d.) Tiknizjan | Stadion: Republikeins Stadion Vazgen Sargsian, Jerevan Toeschouwers: 14.271 Scheidsrechter: Benoît Bastien |
| 18 november 2023 «onderlinge duels» 18.00 (UTC+4) |              |         |                        | Stadion: Republikeins Stadion Vazgen Sargsian, Jerevan Toeschouwers: 14.271 Scheidsrechter: Benoît Bastien |
| 18 november 2023 «onderlinge duels» 18.00 (UTC+4) |              |         |                        | Stadion: Republikeins Stadion Vazgen Sargsian, Jerevan Toeschouwers: 14.271 Scheidsrechter: Benoît Bastien |
|                                                   |              |         |                        | |

|                                                   |         |         |                       |                                                                               |
| 18 november 2023 «onderlinge duels» 19.00 (UTC+2) | Letland | 0 – 2   | Kroatië               | Stadion: Skontostadion, Riga Toeschouwers: 6.747 Scheidsrechter: Urs Schnyder |
| 18 november 2023 «onderlinge duels» 19.00 (UTC+2) |         | Verslag | 7' Majer 16' Kramarić | Stadion: Skontostadion, Riga Toeschouwers: 6.747 Scheidsrechter: Urs Schnyder |
| 18 november 2023 «onderlinge duels» 19.00 (UTC+2) |         |         |                       | Stadion: Skontostadion, Riga Toeschouwers: 6.747 Scheidsrechter: Urs Schnyder |
| 18 november 2023 «onderlinge duels» 19.00 (UTC+2) |         |         |                       | Stadion: Skontostadion, Riga Toeschouwers: 6.747 Scheidsrechter: Urs Schnyder |
|                                                   |         |         |                       |                                                                               |

|                                                   |             |         |         |                                                                                     |
| 21 november 2023 «onderlinge duels» 20.45 (UTC+1) | Kroatië     | 1 – 0   | Armenië | Stadion: Maksimirstadion, Zagreb Toeschouwers: 20.398 Scheidsrechter: Ivan Kružliak |
| 21 november 2023 «onderlinge duels» 20.45 (UTC+1) | Budimir 43' | Verslag |         | Stadion: Maksimirstadion, Zagreb Toeschouwers: 20.398 Scheidsrechter: Ivan Kružliak |
| 21 november 2023 «onderlinge duels» 20.45 (UTC+1) |             |         |         | Stadion: Maksimirstadion, Zagreb Toeschouwers: 20.398 Scheidsrechter: Ivan Kružliak |
| 21 november 2023 «onderlinge duels» 20.45 (UTC+1) |             |         |         | Stadion: Maksimirstadion, Zagreb Toeschouwers: 20.398 Scheidsrechter: Ivan Kružliak |
|                                                   |             |         |         |                                                                                     |

|                                                   |             |         |                   |                                                                                       |
| 21 november 2023 «onderlinge duels» 19.45 (UTC+1) | Wales       | 1 – 1   | Turkije           | Stadion: Cardiff City Stadium, Cardiff Toeschouwers: 32.291 Scheidsrechter: Matej Jug |
| 21 november 2023 «onderlinge duels» 19.45 (UTC+1) | Williams 7' | Verslag | 70' (pen.) Yazıcı | Stadion: Cardiff City Stadium, Cardiff Toeschouwers: 32.291 Scheidsrechter: Matej Jug |
| 21 november 2023 «onderlinge duels» 19.45 (UTC+1) |             |         |                   | Stadion: Cardiff City Stadium, Cardiff Toeschouwers: 32.291 Scheidsrechter: Matej Jug |
| 21 november 2023 «onderlinge duels» 19.45 (UTC+1) |             |         |                   | Stadion: Cardiff City Stadium, Cardiff Toeschouwers: 32.291 Scheidsrechter: Matej Jug |
|                                                   |             |         |                   |                                                                                       |

### Groep E
| Pos | Team     | Wed | W | G | V | Ptn | DV | DT | +/− | Kwalificatie                     |       |       |       |       |       |       |
| --- | -------- | --- | - | - | - | --- | -- | -- | --- | -------------------------------- | ----- | ----- | ----- | ----- | ----- | ----- |
| 1   | Albanië  | 8   | 4 | 3 | 1 | 15  | 12 | 4  | +8  | Geplaatst voor het hoofdtoernooi |       |       | 3 – 0 | 2 – 0 | 2 – 0 | 0 – 0 |
| 2   | Tsjechië | 8   | 4 | 3 | 1 | 15  | 12 | 6  | +6  | Geplaatst voor het hoofdtoernooi |       | 1 – 1 |       | 3 – 1 | 3 – 0 | 1 – 0 |
| 3   | Polen    | 8   | 3 | 2 | 3 | 11  | 10 | 10 | 0   | Geplaatst voor de play-offs      |       | 1 – 0 | 1 – 1 |       | 1 – 1 | 2 – 0 |
| 4   | Moldavië | 8   | 2 | 4 | 2 | 10  | 7  | 10 | −3  |                                  |       | 1 – 1 | 0 – 0 | 3 – 2 |       | 1 – 1 |
| 5   | Faeröer  | 8   | 0 | 2 | 6 | 2   | 2  | 13 | −11 |                                  | 1 – 3 | 0 – 3 | 0 – 2 | 0 – 1 |       |       |

1. 1 2  Onderling aantal punten: Albanië 4, Tsjechië 1.

|                                                |                                  |         |                  |                                                                                            |
| 24 maart 2023 «onderlinge duels» 20.45 (UTC+1) | Tsjechië                         | 3 – 1   | Polen            | Stadion: Fortuna arena, Praag Toeschouwers: 19.045 Scheidsrechter: Anastasios Sidiropoulos |
| 24 maart 2023 «onderlinge duels» 20.45 (UTC+1) | Krejčí 1' Čvančara 3' Kuchta 64' | Verslag | 87' D. Szymański | Stadion: Fortuna arena, Praag Toeschouwers: 19.045 Scheidsrechter: Anastasios Sidiropoulos |
| 24 maart 2023 «onderlinge duels» 20.45 (UTC+1) |                                  |         |                  | Stadion: Fortuna arena, Praag Toeschouwers: 19.045 Scheidsrechter: Anastasios Sidiropoulos |
| 24 maart 2023 «onderlinge duels» 20.45 (UTC+1) |                                  |         |                  | Stadion: Fortuna arena, Praag Toeschouwers: 19.045 Scheidsrechter: Anastasios Sidiropoulos |
|                                                |                                  |         |                  |                                                                                            |

|                                                |                       |         |               |                                                                                    |
| 24 maart 2023 «onderlinge duels» 21.45 (UTC+2) | Moldavië              | 1 – 1   | Faeröer       | Stadion: Stadionul Zimbru, Chisinau Toeschouwers: 4.732 Scheidsrechter: Nick Walsh |
| 24 maart 2023 «onderlinge duels» 21.45 (UTC+2) | Nicolaescu 87' (pen.) | Verslag | 27' Mikkelsen | Stadion: Stadionul Zimbru, Chisinau Toeschouwers: 4.732 Scheidsrechter: Nick Walsh |
| 24 maart 2023 «onderlinge duels» 21.45 (UTC+2) |                       |         |               | Stadion: Stadionul Zimbru, Chisinau Toeschouwers: 4.732 Scheidsrechter: Nick Walsh |
| 24 maart 2023 «onderlinge duels» 21.45 (UTC+2) |                       |         |               | Stadion: Stadionul Zimbru, Chisinau Toeschouwers: 4.732 Scheidsrechter: Nick Walsh |
|                                                |                       |         |               |                                                                                    |

|                                                |          |       |          |                                                                                         |
| 27 maart 2023 «onderlinge duels» 21.45 (UTC+3) | Moldavië | 0 – 0 | Tsjechië | Stadion: Stadionul Zimbru, Chisinau Toeschouwers: 5.120 Scheidsrechter: Daniel Schlager |
| 27 maart 2023 «onderlinge duels» 21.45 (UTC+3) | Verslag  |       |          | Stadion: Stadionul Zimbru, Chisinau Toeschouwers: 5.120 Scheidsrechter: Daniel Schlager |
| 27 maart 2023 «onderlinge duels» 21.45 (UTC+3) |          |       |          | Stadion: Stadionul Zimbru, Chisinau Toeschouwers: 5.120 Scheidsrechter: Daniel Schlager |
| 27 maart 2023 «onderlinge duels» 21.45 (UTC+3) |          |       |          | Stadion: Stadionul Zimbru, Chisinau Toeschouwers: 5.120 Scheidsrechter: Daniel Schlager |
|                                                |          |       |          |                                                                                         |

|                                                |               |         |         |                                                                                         |
| 27 maart 2023 «onderlinge duels» 20.45 (UTC+2) | Polen         | 1 – 0   | Albanië | Stadion: Nationaal Stadion, Warschau Toeschouwers: 56.227 Scheidsrechter: Slavko Vinčić |
| 27 maart 2023 «onderlinge duels» 20.45 (UTC+2) | Świderski 41' | Verslag |         | Stadion: Nationaal Stadion, Warschau Toeschouwers: 56.227 Scheidsrechter: Slavko Vinčić |
| 27 maart 2023 «onderlinge duels» 20.45 (UTC+2) |               |         |         | Stadion: Nationaal Stadion, Warschau Toeschouwers: 56.227 Scheidsrechter: Slavko Vinčić |
| 27 maart 2023 «onderlinge duels» 20.45 (UTC+2) |               |         |         | Stadion: Nationaal Stadion, Warschau Toeschouwers: 56.227 Scheidsrechter: Slavko Vinčić |
|                                                |               |         |         |                                                                                         |

|                                               |                       |         |          |                                                                                     |
| 17 juni 2023 «onderlinge duels» 20.45 (UTC+2) | Albanië               | 2 – 0   | Moldavië | Stadion: Arena Kombëtare, Tirana Toeschouwers: 20.944 Scheidsrechter: Dennis Higler |
| 17 juni 2023 «onderlinge duels» 20.45 (UTC+2) | Asani 51' Bajrami 76' | Verslag |          | Stadion: Arena Kombëtare, Tirana Toeschouwers: 20.944 Scheidsrechter: Dennis Higler |
| 17 juni 2023 «onderlinge duels» 20.45 (UTC+2) |                       |         |          | Stadion: Arena Kombëtare, Tirana Toeschouwers: 20.944 Scheidsrechter: Dennis Higler |
| 17 juni 2023 «onderlinge duels» 20.45 (UTC+2) |                       |         |          | Stadion: Arena Kombëtare, Tirana Toeschouwers: 20.944 Scheidsrechter: Dennis Higler |
|                                               |                       |         |          |                                                                                     |

|                                               |         |         |                           |                                                                                  |
| 17 juni 2023 «onderlinge duels» 19.45 (UTC+1) | Faeröer | 0 – 3   | Tsjechië                  | Stadion: Tórsvøllur, Tórshavn Toeschouwers: 2.232 Scheidsrechter: Arda Kardeşler |
| 17 juni 2023 «onderlinge duels» 19.45 (UTC+1) |         | Verslag | 15' Krejčí 44', 75' Černý | Stadion: Tórsvøllur, Tórshavn Toeschouwers: 2.232 Scheidsrechter: Arda Kardeşler |
| 17 juni 2023 «onderlinge duels» 19.45 (UTC+1) |         |         |                           | Stadion: Tórsvøllur, Tórshavn Toeschouwers: 2.232 Scheidsrechter: Arda Kardeşler |
| 17 juni 2023 «onderlinge duels» 19.45 (UTC+1) |         |         |                           | Stadion: Tórsvøllur, Tórshavn Toeschouwers: 2.232 Scheidsrechter: Arda Kardeşler |
|                                               |         |         |                           |                                                                                  |

|                                               |            |         |                                    |                                                                                          |
| 20 juni 2023 «onderlinge duels» 19.45 (UTC+1) | Faeröer    | 1 – 3   | Albanië                            | Stadion: Tórsvøllur, Tórshavn Toeschouwers: 2.507 Scheidsrechter: Chrysovalantis Theouli |
| 20 juni 2023 «onderlinge duels» 19.45 (UTC+1) | Færø 45+1' | Verslag | 20' Bajrami 51' Asllani 90+1' Muçi | Stadion: Tórsvøllur, Tórshavn Toeschouwers: 2.507 Scheidsrechter: Chrysovalantis Theouli |
| 20 juni 2023 «onderlinge duels» 19.45 (UTC+1) |            |         |                                    | Stadion: Tórsvøllur, Tórshavn Toeschouwers: 2.507 Scheidsrechter: Chrysovalantis Theouli |
| 20 juni 2023 «onderlinge duels» 19.45 (UTC+1) |            |         |                                    | Stadion: Tórsvøllur, Tórshavn Toeschouwers: 2.507 Scheidsrechter: Chrysovalantis Theouli |
|                                               |            |         |                                    |                                                                                          |

|                                               |                                 |         |                           |                                                                                     |
| 20 juni 2023 «onderlinge duels» 21.45 (UTC+3) | Moldavië                        | 3 – 2   | Polen                     | Stadion: Stadionul Zimbru, Chisinau Toeschouwers: 9.442 Scheidsrechter: Filip Glova |
| 20 juni 2023 «onderlinge duels» 21.45 (UTC+3) | Nicolaescu 48', 79' Baboglo 85' | Verslag | 12' Milik 34' Lewandowski | Stadion: Stadionul Zimbru, Chisinau Toeschouwers: 9.442 Scheidsrechter: Filip Glova |
| 20 juni 2023 «onderlinge duels» 21.45 (UTC+3) |                                 |         |                           | Stadion: Stadionul Zimbru, Chisinau Toeschouwers: 9.442 Scheidsrechter: Filip Glova |
| 20 juni 2023 «onderlinge duels» 21.45 (UTC+3) |                                 |         |                           | Stadion: Stadionul Zimbru, Chisinau Toeschouwers: 9.442 Scheidsrechter: Filip Glova |
|                                               |                                 |         |                           |                                                                                     |

|                                                   |           |         |             |                                                                                   |
| 7 september 2023 «onderlinge duels» 20.45 (UTC+2) | Tsjechië  | 1 – 1   | Albanië     | Stadion: Fortuna arena, Praag Toeschouwers: 18.641 Scheidsrechter: Anthony Taylor |
| 7 september 2023 «onderlinge duels» 20.45 (UTC+2) | Černý 56' | Verslag | 66' Bajrami | Stadion: Fortuna arena, Praag Toeschouwers: 18.641 Scheidsrechter: Anthony Taylor |
| 7 september 2023 «onderlinge duels» 20.45 (UTC+2) |           |         |             | Stadion: Fortuna arena, Praag Toeschouwers: 18.641 Scheidsrechter: Anthony Taylor |
| 7 september 2023 «onderlinge duels» 20.45 (UTC+2) |           |         |             | Stadion: Fortuna arena, Praag Toeschouwers: 18.641 Scheidsrechter: Anthony Taylor |
|                                                   |           |         |             |                                                                                   |

|                                                   |                             |         |         |                                                                                       |
| 7 september 2023 «onderlinge duels» 20.45 (UTC+2) | Polen                       | 2 – 0   | Faeröer | Stadion: Nationaal Stadion, Warschau Toeschouwers: 54.129 Scheidsrechter: David Šmajc |
| 7 september 2023 «onderlinge duels» 20.45 (UTC+2) | Lewandowski 73' (pen.), 83' | Verslag |         | Stadion: Nationaal Stadion, Warschau Toeschouwers: 54.129 Scheidsrechter: David Šmajc |
| 7 september 2023 «onderlinge duels» 20.45 (UTC+2) |                             |         |         | Stadion: Nationaal Stadion, Warschau Toeschouwers: 54.129 Scheidsrechter: David Šmajc |
| 7 september 2023 «onderlinge duels» 20.45 (UTC+2) |                             |         |         | Stadion: Nationaal Stadion, Warschau Toeschouwers: 54.129 Scheidsrechter: David Šmajc |
|                                                   |                             |         |         |                                                                                       |

|                                                    |         |         |          |                                                                                   |
| 10 september 2023 «onderlinge duels» 17.00 (UTC+1) | Faeröer | 0 – 1   | Moldavië | Stadion: Tórsvøllur, Tórshavn Toeschouwers: 2.710 Scheidsrechter: Vassilis Fotias |
| 10 september 2023 «onderlinge duels» 17.00 (UTC+1) |         | Verslag | 53' Rață | Stadion: Tórsvøllur, Tórshavn Toeschouwers: 2.710 Scheidsrechter: Vassilis Fotias |
| 10 september 2023 «onderlinge duels» 17.00 (UTC+1) |         |         |          | Stadion: Tórsvøllur, Tórshavn Toeschouwers: 2.710 Scheidsrechter: Vassilis Fotias |
| 10 september 2023 «onderlinge duels» 17.00 (UTC+1) |         |         |          | Stadion: Tórsvøllur, Tórshavn Toeschouwers: 2.710 Scheidsrechter: Vassilis Fotias |
|                                                    |         |         |          |                                                                                   |

|                                                    |                    |         |       |                                                                                                   |
| 10 september 2023 «onderlinge duels» 20.45 (UTC+2) | Albanië            | 2 – 0   | Polen | Stadion: Arena Kombëtare, Tirana Toeschouwers: 21.900 Scheidsrechter: José María Sánchez Martínez |
| 10 september 2023 «onderlinge duels» 20.45 (UTC+2) | Asani 37' Daku 62' | Verslag |       | Stadion: Arena Kombëtare, Tirana Toeschouwers: 21.900 Scheidsrechter: José María Sánchez Martínez |
| 10 september 2023 «onderlinge duels» 20.45 (UTC+2) |                    |         |       | Stadion: Arena Kombëtare, Tirana Toeschouwers: 21.900 Scheidsrechter: José María Sánchez Martínez |
| 10 september 2023 «onderlinge duels» 20.45 (UTC+2) |                    |         |       | Stadion: Arena Kombëtare, Tirana Toeschouwers: 21.900 Scheidsrechter: José María Sánchez Martínez |
|                                                    |                    |         |       |                                                                                                   |

|                                                  |                          |         |                 |                                                                                      |
| 12 oktober 2023 «onderlinge duels» 20.45 (UTC+2) | Albanië                  | 3 – 0   | Tsjechië        | Stadion: Arena Kombëtare, Tirana Toeschouwers: 20.917 Scheidsrechter: Danny Makkelie |
| 12 oktober 2023 «onderlinge duels» 20.45 (UTC+2) | Asani 9' Seferi 51', 73' | Verslag | 29', 40' Chytil | Stadion: Arena Kombëtare, Tirana Toeschouwers: 20.917 Scheidsrechter: Danny Makkelie |
| 12 oktober 2023 «onderlinge duels» 20.45 (UTC+2) |                          |         |                 | Stadion: Arena Kombëtare, Tirana Toeschouwers: 20.917 Scheidsrechter: Danny Makkelie |
| 12 oktober 2023 «onderlinge duels» 20.45 (UTC+2) |                          |         |                 | Stadion: Arena Kombëtare, Tirana Toeschouwers: 20.917 Scheidsrechter: Danny Makkelie |
|                                                  |                          |         |                 |                                                                                      |

|                                                  |            |         |                           |                                                                                   |
| 12 oktober 2023 «onderlinge duels» 19.45 (UTC+1) | Faeröer    | 0 – 2   | Polen                     | Stadion: Tórsvøllur, Tórshavn Toeschouwers: 3.220 Scheidsrechter: Allard Lindhout |
| 12 oktober 2023 «onderlinge duels» 19.45 (UTC+1) | Askham 49' | Verslag | 4' S. Szymański 65' Buksa | Stadion: Tórsvøllur, Tórshavn Toeschouwers: 3.220 Scheidsrechter: Allard Lindhout |
| 12 oktober 2023 «onderlinge duels» 19.45 (UTC+1) |            |         |                           | Stadion: Tórsvøllur, Tórshavn Toeschouwers: 3.220 Scheidsrechter: Allard Lindhout |
| 12 oktober 2023 «onderlinge duels» 19.45 (UTC+1) |            |         |                           | Stadion: Tórsvøllur, Tórshavn Toeschouwers: 3.220 Scheidsrechter: Allard Lindhout |
|                                                  |            |         |                           |                                                                                   |

|                                                  |                   |         |         |                                                                                      |
| 15 oktober 2023 «onderlinge duels» 18.00 (UTC+2) | Tsjechië          | 1 – 0   | Faeröer | Stadion: Stadion města Plzně, Pilsen Toeschouwers: 9.115 Scheidsrechter: Rohit Saggi |
| 15 oktober 2023 «onderlinge duels» 18.00 (UTC+2) | Souček 76' (pen.) | Verslag |         | Stadion: Stadion města Plzně, Pilsen Toeschouwers: 9.115 Scheidsrechter: Rohit Saggi |
| 15 oktober 2023 «onderlinge duels» 18.00 (UTC+2) |                   |         |         | Stadion: Stadion města Plzně, Pilsen Toeschouwers: 9.115 Scheidsrechter: Rohit Saggi |
| 15 oktober 2023 «onderlinge duels» 18.00 (UTC+2) |                   |         |         | Stadion: Stadion města Plzně, Pilsen Toeschouwers: 9.115 Scheidsrechter: Rohit Saggi |
|                                                  |                   |         |         |                                                                                      |

|                                                  |               |         |                |                                                                                             |
| 15 oktober 2023 «onderlinge duels» 20.45 (UTC+2) | Polen         | 1 – 1   | Moldavië       | Stadion: Nationaal Stadion, Warschau Toeschouwers: 51.672 Scheidsrechter: Artur Soares Dias |
| 15 oktober 2023 «onderlinge duels» 20.45 (UTC+2) | Świderski 53' | Verslag | 26' Nicolaescu | Stadion: Nationaal Stadion, Warschau Toeschouwers: 51.672 Scheidsrechter: Artur Soares Dias |
| 15 oktober 2023 «onderlinge duels» 20.45 (UTC+2) |               |         |                | Stadion: Nationaal Stadion, Warschau Toeschouwers: 51.672 Scheidsrechter: Artur Soares Dias |
| 15 oktober 2023 «onderlinge duels» 20.45 (UTC+2) |               |         |                | Stadion: Nationaal Stadion, Warschau Toeschouwers: 51.672 Scheidsrechter: Artur Soares Dias |
|                                                  |               |         |                |                                                                                             |

|                                                   |             |         |                       |                                                                                        |
| 17 november 2023 «onderlinge duels» 19.00 (UTC+2) | Moldavië    | 1 – 1   | Albanië               | Stadion: Stadionul Zimbru, Chisinau Toeschouwers: 9.537 Scheidsrechter: William Collum |
| 17 november 2023 «onderlinge duels» 19.00 (UTC+2) | Baboglo 87' | Verslag | 25' (pen.) Cikalleshi | Stadion: Stadionul Zimbru, Chisinau Toeschouwers: 9.537 Scheidsrechter: William Collum |
| 17 november 2023 «onderlinge duels» 19.00 (UTC+2) |             |         |                       | Stadion: Stadionul Zimbru, Chisinau Toeschouwers: 9.537 Scheidsrechter: William Collum |
| 17 november 2023 «onderlinge duels» 19.00 (UTC+2) |             |         |                       | Stadion: Stadionul Zimbru, Chisinau Toeschouwers: 9.537 Scheidsrechter: William Collum |
|                                                   |             |         |                       |                                                                                        |

|                                                   |                |         |            |                                                                                          |
| 17 november 2023 «onderlinge duels» 20.45 (UTC+1) | Polen          | 1 – 1   | Tsjechië   | Stadion: Nationaal Stadion, Warschau Toeschouwers: 56.310 Scheidsrechter: Daniele Orsato |
| 17 november 2023 «onderlinge duels» 20.45 (UTC+1) | Piotrowski 38' | Verslag | 49' Souček | Stadion: Nationaal Stadion, Warschau Toeschouwers: 56.310 Scheidsrechter: Daniele Orsato |
| 17 november 2023 «onderlinge duels» 20.45 (UTC+1) |                |         |            | Stadion: Nationaal Stadion, Warschau Toeschouwers: 56.310 Scheidsrechter: Daniele Orsato |
| 17 november 2023 «onderlinge duels» 20.45 (UTC+1) |                |         |            | Stadion: Nationaal Stadion, Warschau Toeschouwers: 56.310 Scheidsrechter: Daniele Orsato |
|                                                   |                |         |            |                                                                                          |

|                                                   |         |       |         |                                                                                      |
| 20 november 2023 «onderlinge duels» 20.45 (UTC+1) | Albanië | 0 – 0 | Faeröer | Stadion: Arena Kombëtare, Tirana Toeschouwers: 21.456 Scheidsrechter: Sven Jablonski |
| 20 november 2023 «onderlinge duels» 20.45 (UTC+1) | Verslag |       |         | Stadion: Arena Kombëtare, Tirana Toeschouwers: 21.456 Scheidsrechter: Sven Jablonski |
| 20 november 2023 «onderlinge duels» 20.45 (UTC+1) |         |       |         | Stadion: Arena Kombëtare, Tirana Toeschouwers: 21.456 Scheidsrechter: Sven Jablonski |
| 20 november 2023 «onderlinge duels» 20.45 (UTC+1) |         |       |         | Stadion: Arena Kombëtare, Tirana Toeschouwers: 21.456 Scheidsrechter: Sven Jablonski |
|                                                   |         |       |         |                                                                                      |

|                                                   |                                  |         |                  |                                                                                      |
| 20 november 2023 «onderlinge duels» 20.45 (UTC+1) | Tsjechië                         | 3 – 0   | Moldavië         | Stadion: Andrův stadion, Olomouc Toeschouwers: 11.653 Scheidsrechter: Sandro Schärer |
| 20 november 2023 «onderlinge duels» 20.45 (UTC+1) | Douděra 14' Chorý 72' Souček 90' | Verslag | 47', 55' Baboglo | Stadion: Andrův stadion, Olomouc Toeschouwers: 11.653 Scheidsrechter: Sandro Schärer |
| 20 november 2023 «onderlinge duels» 20.45 (UTC+1) |                                  |         |                  | Stadion: Andrův stadion, Olomouc Toeschouwers: 11.653 Scheidsrechter: Sandro Schärer |
| 20 november 2023 «onderlinge duels» 20.45 (UTC+1) |                                  |         |                  | Stadion: Andrův stadion, Olomouc Toeschouwers: 11.653 Scheidsrechter: Sandro Schärer |
|                                                   |                                  |         |                  |                                                                                      |

### Groep F
| Pos | Team         | Wed | W | G | V | Ptn | DV | DT | +/− | Kwalificatie                     |       |       |       |       |       |       |
| --- | ------------ | --- | - | - | - | --- | -- | -- | --- | -------------------------------- | ----- | ----- | ----- | ----- | ----- | ----- |
| 1   | België       | 8   | 6 | 2 | 0 | 20  | 22 | 4  | +18 | Geplaatst voor het hoofdtoernooi |       |       | 1 – 1 | 1 – 1 | 5 – 0 | 5 – 0 |
| 2   | Oostenrijk   | 8   | 6 | 1 | 1 | 19  | 17 | 7  | +10 | Geplaatst voor het hoofdtoernooi |       | 2 – 3 |       | 2 – 0 | 4 – 1 | 2 – 1 |
| 3   | Zweden       | 8   | 3 | 1 | 4 | 10  | 14 | 12 | +2  |                                  |       | 0 – 3 | 1 – 3 |       | 5 – 0 | 2 – 0 |
| 4   | Azerbeidzjan | 8   | 2 | 1 | 5 | 7   | 7  | 17 | −10 |                                  | 0 – 1 | 0 – 1 | 3 – 0 |       | 1 – 1 |       |
| 5   | Estland      | 8   | 0 | 1 | 7 | 1   | 2  | 22 | −20 | Geplaatst voor de play-offs      |       | 0 – 3 | 0 – 2 | 0 – 5 | 0 – 2 |       |

1. ↑  De wedstrijd tussen België en Zweden van 16 oktober 2023 werd om veiligheidsredenen tijdens de rust gestaakt bij een 1 – 1 tussenstand, nadat twee Zweedse supporters in Brussel waren doodgeschoten bij een terreuraanslag.[9] De UEFA besloot op 19 oktober 2023 om de ruststand definitief aan te houden als einduitslag, waarmee de wedstrijd niet meer werd hervat.[10]

|                                                |                                                   |         |              |                                                                                         |
| 24 maart 2023 «onderlinge duels» 20.45 (UTC+1) | Oostenrijk                                        | 4 – 1   | Azerbeidzjan | Stadion: Raiffeisen Arena, Linz Toeschouwers: 16.500 Scheidsrechter: Bartosz Frankowski |
| 24 maart 2023 «onderlinge duels» 20.45 (UTC+1) | Sabitzer 28', 50' Gregoritsch 29' Baumgartner 69' | Verslag | 64' Mahmudov | Stadion: Raiffeisen Arena, Linz Toeschouwers: 16.500 Scheidsrechter: Bartosz Frankowski |
| 24 maart 2023 «onderlinge duels» 20.45 (UTC+1) |                                                   |         |              | Stadion: Raiffeisen Arena, Linz Toeschouwers: 16.500 Scheidsrechter: Bartosz Frankowski |
| 24 maart 2023 «onderlinge duels» 20.45 (UTC+1) |                                                   |         |              | Stadion: Raiffeisen Arena, Linz Toeschouwers: 16.500 Scheidsrechter: Bartosz Frankowski |
|                                                |                                                   |         |              |                                                                                         |

|                                                |        |         |                      |                                                                                   |
| 24 maart 2023 «onderlinge duels» 20.45 (UTC+1) | Zweden | 0 – 3   | België               | Stadion: Friends Arena, Solna Toeschouwers: 49.296 Scheidsrechter: Orel Grinfeeld |
| 24 maart 2023 «onderlinge duels» 20.45 (UTC+1) |        | Verslag | 35', 49', 83' Lukaku | Stadion: Friends Arena, Solna Toeschouwers: 49.296 Scheidsrechter: Orel Grinfeeld |
| 24 maart 2023 «onderlinge duels» 20.45 (UTC+1) |        |         |                      | Stadion: Friends Arena, Solna Toeschouwers: 49.296 Scheidsrechter: Orel Grinfeeld |
| 24 maart 2023 «onderlinge duels» 20.45 (UTC+1) |        |         |                      | Stadion: Friends Arena, Solna Toeschouwers: 49.296 Scheidsrechter: Orel Grinfeeld |
|                                                |        |         |                      |                                                                                   |

|                                                |                           |         |              |                                                                                  |
| 27 maart 2023 «onderlinge duels» 20.45 (UTC+2) | Oostenrijk                | 2 – 1   | Estland      | Stadion: Raiffeisen Arena, Linz Toeschouwers: 16.500 Scheidsrechter: Enea Jorgji |
| 27 maart 2023 «onderlinge duels» 20.45 (UTC+2) | Kainz 68' Gregoritsch 88' | Verslag | 25' Sappinen | Stadion: Raiffeisen Arena, Linz Toeschouwers: 16.500 Scheidsrechter: Enea Jorgji |
| 27 maart 2023 «onderlinge duels» 20.45 (UTC+2) |                           |         |              | Stadion: Raiffeisen Arena, Linz Toeschouwers: 16.500 Scheidsrechter: Enea Jorgji |
| 27 maart 2023 «onderlinge duels» 20.45 (UTC+2) |                           |         |              | Stadion: Raiffeisen Arena, Linz Toeschouwers: 16.500 Scheidsrechter: Enea Jorgji |
|                                                |                           |         |              |                                                                                  |

|                                                |                                                                          |         |              |                                                                                       |
| 27 maart 2023 «onderlinge duels» 20.45 (UTC+2) | Zweden                                                                   | 5 – 0   | Azerbeidzjan | Stadion: Friends Arena, Solna Toeschouwers: 23.674 Scheidsrechter: Stéphanie Frappart |
| 27 maart 2023 «onderlinge duels» 20.45 (UTC+2) | Forsberg 38' Mustafazadə 65' (e.d.) Gyökeres 79' Karlsson 88' Elanga 89' | Verslag |              | Stadion: Friends Arena, Solna Toeschouwers: 23.674 Scheidsrechter: Stéphanie Frappart |
| 27 maart 2023 «onderlinge duels» 20.45 (UTC+2) |                                                                          |         |              | Stadion: Friends Arena, Solna Toeschouwers: 23.674 Scheidsrechter: Stéphanie Frappart |
| 27 maart 2023 «onderlinge duels» 20.45 (UTC+2) |                                                                          |         |              | Stadion: Friends Arena, Solna Toeschouwers: 23.674 Scheidsrechter: Stéphanie Frappart |
|                                                |                                                                          |         |              |                                                                                       |

|                                               |                 |         |              |                                                                              |
| 17 juni 2023 «onderlinge duels» 20.00 (UTC+4) | Azerbeidzjan    | 1 – 1   | Estland      | Stadion: Dalğa Arena, Bakoe Toeschouwers: 3.900 Scheidsrechter: Ondřej Berka |
| 17 juni 2023 «onderlinge duels» 20.00 (UTC+4) | Kryvotsjoek 62' | Verslag | 27' Sappinen | Stadion: Dalğa Arena, Bakoe Toeschouwers: 3.900 Scheidsrechter: Ondřej Berka |
| 17 juni 2023 «onderlinge duels» 20.00 (UTC+4) |                 |         |              | Stadion: Dalğa Arena, Bakoe Toeschouwers: 3.900 Scheidsrechter: Ondřej Berka |
| 17 juni 2023 «onderlinge duels» 20.00 (UTC+4) |                 |         |              | Stadion: Dalğa Arena, Bakoe Toeschouwers: 3.900 Scheidsrechter: Ondřej Berka |
|                                               |                 |         |              |                                                                              |

|                                               |            |         |                    |                                                                                               |
| 17 juni 2023 «onderlinge duels» 20.45 (UTC+2) | België     | 1 – 1   | Oostenrijk         | Stadion: Koning Boudewijnstadion, Brussel Toeschouwers: 39.237 Scheidsrechter: Jérôme Brisard |
| 17 juni 2023 «onderlinge duels» 20.45 (UTC+2) | Lukaku 61' | Verslag | 21' (e.d.) Mangala | Stadion: Koning Boudewijnstadion, Brussel Toeschouwers: 39.237 Scheidsrechter: Jérôme Brisard |
| 17 juni 2023 «onderlinge duels» 20.45 (UTC+2) |            |         |                    | Stadion: Koning Boudewijnstadion, Brussel Toeschouwers: 39.237 Scheidsrechter: Jérôme Brisard |
| 17 juni 2023 «onderlinge duels» 20.45 (UTC+2) |            |         |                    | Stadion: Koning Boudewijnstadion, Brussel Toeschouwers: 39.237 Scheidsrechter: Jérôme Brisard |
|                                               |            |         |                    |                                                                                               |

|                                               |                      |         |        |                                                                                      |
| 20 juni 2023 «onderlinge duels» 20.45 (UTC+2) | Oostenrijk           | 2 – 0   | Zweden | Stadion: Ernst Happelstadion, Wenen Toeschouwers: 46.300 Scheidsrechter: Marco Guida |
| 20 juni 2023 «onderlinge duels» 20.45 (UTC+2) | Baumgartner 81', 89' | Verslag |        | Stadion: Ernst Happelstadion, Wenen Toeschouwers: 46.300 Scheidsrechter: Marco Guida |
| 20 juni 2023 «onderlinge duels» 20.45 (UTC+2) |                      |         |        | Stadion: Ernst Happelstadion, Wenen Toeschouwers: 46.300 Scheidsrechter: Marco Guida |
| 20 juni 2023 «onderlinge duels» 20.45 (UTC+2) |                      |         |        | Stadion: Ernst Happelstadion, Wenen Toeschouwers: 46.300 Scheidsrechter: Marco Guida |
|                                               |                      |         |        |                                                                                      |

|                                               |         |         |                              |                                                                                    |
| 20 juni 2023 «onderlinge duels» 21.45 (UTC+3) | Estland | 0 – 3   | België                       | Stadion: A. Le Coq Arena, Tallinn Toeschouwers: 11.772 Scheidsrechter: John Beaton |
| 20 juni 2023 «onderlinge duels» 21.45 (UTC+3) |         | Verslag | 37', 40' Lukaku 90' Bakayoko | Stadion: A. Le Coq Arena, Tallinn Toeschouwers: 11.772 Scheidsrechter: John Beaton |
| 20 juni 2023 «onderlinge duels» 21.45 (UTC+3) |         |         |                              | Stadion: A. Le Coq Arena, Tallinn Toeschouwers: 11.772 Scheidsrechter: John Beaton |
| 20 juni 2023 «onderlinge duels» 21.45 (UTC+3) |         |         |                              | Stadion: A. Le Coq Arena, Tallinn Toeschouwers: 11.772 Scheidsrechter: John Beaton |
|                                               |         |         |                              |                                                                                    |

|                                                   |              |         |              |                                                                                 |
| 9 september 2023 «onderlinge duels» 17.00 (UTC+4) | Azerbeidzjan | 0 – 1   | België       | Stadion: Dalğa Arena, Bakoe Toeschouwers: 4.500 Scheidsrechter: Nenad Minaković |
| 9 september 2023 «onderlinge duels» 17.00 (UTC+4) |              | Verslag | 38' Carrasco | Stadion: Dalğa Arena, Bakoe Toeschouwers: 4.500 Scheidsrechter: Nenad Minaković |
| 9 september 2023 «onderlinge duels» 17.00 (UTC+4) |              |         |              | Stadion: Dalğa Arena, Bakoe Toeschouwers: 4.500 Scheidsrechter: Nenad Minaković |
| 9 september 2023 «onderlinge duels» 17.00 (UTC+4) |              |         |              | Stadion: Dalğa Arena, Bakoe Toeschouwers: 4.500 Scheidsrechter: Nenad Minaković |
|                                                   |              |         |              |                                                                                 |

|                                                   |         |         |                                                                 |                                                                                      |
| 9 september 2023 «onderlinge duels» 19.00 (UTC+3) | Estland | 0 – 5   | Zweden                                                          | Stadion: A. Le Coq Arena, Tallinn Toeschouwers: 5.192 Scheidsrechter: Horațiu Feșnic |
| 9 september 2023 «onderlinge duels» 19.00 (UTC+3) |         | Verslag | 18' Gyökeres 24' Kulusevski 39' Isak 75' Quaison 90+2' Claesson | Stadion: A. Le Coq Arena, Tallinn Toeschouwers: 5.192 Scheidsrechter: Horațiu Feșnic |
| 9 september 2023 «onderlinge duels» 19.00 (UTC+3) |         |         |                                                                 | Stadion: A. Le Coq Arena, Tallinn Toeschouwers: 5.192 Scheidsrechter: Horațiu Feșnic |
| 9 september 2023 «onderlinge duels» 19.00 (UTC+3) |         |         |                                                                 | Stadion: A. Le Coq Arena, Tallinn Toeschouwers: 5.192 Scheidsrechter: Horațiu Feșnic |
|                                                   |         |         |                                                                 |                                                                                      |

|                                                    |                                                             |         |         |                                                                                                   |
| 12 september 2023 «onderlinge duels» 20.45 (UTC+2) | België                                                      | 5 – 0   | Estland | Stadion: Koning Boudewijnstadion, Brussel Toeschouwers: 24.127 Scheidsrechter: Bartosz Frankowski |
| 12 september 2023 «onderlinge duels» 20.45 (UTC+2) | Vertonghen 4' Trossard 18' Lukaku 56', 58' De Ketelaere 88' | Verslag |         | Stadion: Koning Boudewijnstadion, Brussel Toeschouwers: 24.127 Scheidsrechter: Bartosz Frankowski |
| 12 september 2023 «onderlinge duels» 20.45 (UTC+2) |                                                             |         |         | Stadion: Koning Boudewijnstadion, Brussel Toeschouwers: 24.127 Scheidsrechter: Bartosz Frankowski |
| 12 september 2023 «onderlinge duels» 20.45 (UTC+2) |                                                             |         |         | Stadion: Koning Boudewijnstadion, Brussel Toeschouwers: 24.127 Scheidsrechter: Bartosz Frankowski |
|                                                    |                                                             |         |         |                                                                                                   |

|                                                    |          |         |                                            |                                                                                     |
| 12 september 2023 «onderlinge duels» 20.45 (UTC+2) | Zweden   | 1 – 3   | Oostenrijk                                 | Stadion: Friends Arena, Solna Toeschouwers: 43.228 Scheidsrechter: Serdar Gözübüyük |
| 12 september 2023 «onderlinge duels» 20.45 (UTC+2) | Holm 90' | Verslag | 53' Gregoritsch 56', 69' (pen.) Arnautović | Stadion: Friends Arena, Solna Toeschouwers: 43.228 Scheidsrechter: Serdar Gözübüyük |
| 12 september 2023 «onderlinge duels» 20.45 (UTC+2) |          |         |                                            | Stadion: Friends Arena, Solna Toeschouwers: 43.228 Scheidsrechter: Serdar Gözübüyük |
| 12 september 2023 «onderlinge duels» 20.45 (UTC+2) |          |         |                                            | Stadion: Friends Arena, Solna Toeschouwers: 43.228 Scheidsrechter: Serdar Gözübüyük |
|                                                    |          |         |                                            |                                                                                     |

|                                                  |         |         |                                    |                                                                                       |
| 13 oktober 2023 «onderlinge duels» 19.00 (UTC+3) | Estland | 0 – 2   | Azerbeidzjan                       | Stadion: A. Le Coq Arena, Tallinn Toeschouwers: 5.652 Scheidsrechter: Robert Schröder |
| 13 oktober 2023 «onderlinge duels» 19.00 (UTC+3) |         | Verslag | 9' Bajramov 45+4' (pen.) Sjejdajev | Stadion: A. Le Coq Arena, Tallinn Toeschouwers: 5.652 Scheidsrechter: Robert Schröder |
| 13 oktober 2023 «onderlinge duels» 19.00 (UTC+3) |         |         |                                    | Stadion: A. Le Coq Arena, Tallinn Toeschouwers: 5.652 Scheidsrechter: Robert Schröder |
| 13 oktober 2023 «onderlinge duels» 19.00 (UTC+3) |         |         |                                    | Stadion: A. Le Coq Arena, Tallinn Toeschouwers: 5.652 Scheidsrechter: Robert Schröder |
|                                                  |         |         |                                    |                                                                                       |

|                                                  |                                |         |                                              |                                                                                            |
| 13 oktober 2023 «onderlinge duels» 20.45 (UTC+2) | Oostenrijk                     | 2 – 3   | België                                       | Stadion: Ernst Happelstadion, Wenen Toeschouwers: 47.000 Scheidsrechter: Jesús Gil Manzano |
| 13 oktober 2023 «onderlinge duels» 20.45 (UTC+2) | Laimer 72' Sabitzer 84' (pen.) | Verslag | 12', 55' Lukebakio 58' Lukaku 36', 78' Onana | Stadion: Ernst Happelstadion, Wenen Toeschouwers: 47.000 Scheidsrechter: Jesús Gil Manzano |
| 13 oktober 2023 «onderlinge duels» 20.45 (UTC+2) |                                |         |                                              | Stadion: Ernst Happelstadion, Wenen Toeschouwers: 47.000 Scheidsrechter: Jesús Gil Manzano |
| 13 oktober 2023 «onderlinge duels» 20.45 (UTC+2) |                                |         |                                              | Stadion: Ernst Happelstadion, Wenen Toeschouwers: 47.000 Scheidsrechter: Jesús Gil Manzano |
|                                                  |                                |         |                                              |                                                                                            |

|                                                  |              |         |                                              | |
| 16 oktober 2023 «onderlinge duels» 20.00 (UTC+4) | Azerbeidzjan | 0 – 1   | Oostenrijk                                   | Stadion: Tofikh Bakhramovstadion, Bakoe Toeschouwers: 4.446 Scheidsrechter: Aristotelis Diamantopoulos |
| 16 oktober 2023 «onderlinge duels» 20.00 (UTC+4) |              | Verslag | 48' (pen.) Sabitzer 90+2', 90+4' Burgstaller | Stadion: Tofikh Bakhramovstadion, Bakoe Toeschouwers: 4.446 Scheidsrechter: Aristotelis Diamantopoulos |
| 16 oktober 2023 «onderlinge duels» 20.00 (UTC+4) |              |         |                                              | Stadion: Tofikh Bakhramovstadion, Bakoe Toeschouwers: 4.446 Scheidsrechter: Aristotelis Diamantopoulos |
| 16 oktober 2023 «onderlinge duels» 20.00 (UTC+4) |              |         |                                              | Stadion: Tofikh Bakhramovstadion, Bakoe Toeschouwers: 4.446 Scheidsrechter: Aristotelis Diamantopoulos |
|                                                  |              |         |                                              | |

|                                                  |                   |         |              |                                                                                                   |
| 16 oktober 2023 «onderlinge duels» 20.45 (UTC+2) | België            | 1 – 1   | Zweden       | Stadion: Koning Boudewijnstadion, Brussel Toeschouwers: onbekend Scheidsrechter: Maurizio Mariani |
| 16 oktober 2023 «onderlinge duels» 20.45 (UTC+2) | Lukaku 31' (pen.) | Verslag | 15' Gyökeres | Stadion: Koning Boudewijnstadion, Brussel Toeschouwers: onbekend Scheidsrechter: Maurizio Mariani |
| 16 oktober 2023 «onderlinge duels» 20.45 (UTC+2) |                   |         |              | Stadion: Koning Boudewijnstadion, Brussel Toeschouwers: onbekend Scheidsrechter: Maurizio Mariani |
| 16 oktober 2023 «onderlinge duels» 20.45 (UTC+2) |                   |         |              | Stadion: Koning Boudewijnstadion, Brussel Toeschouwers: onbekend Scheidsrechter: Maurizio Mariani |
|                                                  |                   |         |              |                                                                                                   |

|                                                   |                                              |         |        |                                                                                            |
| 16 november 2023 «onderlinge duels» 21.00 (UTC+4) | Azerbeidzjan                                 | 3 – 0   | Zweden | Stadion: Tofikh Bakhramovstadion, Bakoe Toeschouwers: 5.570 Scheidsrechter: Esther Staubli |
| 16 november 2023 «onderlinge duels» 21.00 (UTC+4) | Mahmudov 3', 89' Dadashov 6' Mustafazadə 57' | Verslag |        | Stadion: Tofikh Bakhramovstadion, Bakoe Toeschouwers: 5.570 Scheidsrechter: Esther Staubli |
| 16 november 2023 «onderlinge duels» 21.00 (UTC+4) |                                              |         |        | Stadion: Tofikh Bakhramovstadion, Bakoe Toeschouwers: 5.570 Scheidsrechter: Esther Staubli |
| 16 november 2023 «onderlinge duels» 21.00 (UTC+4) |                                              |         |        | Stadion: Tofikh Bakhramovstadion, Bakoe Toeschouwers: 5.570 Scheidsrechter: Esther Staubli |
|                                                   |                                              |         |        |                                                                                            |

|                                                   |         |         |                         |                                                                                        |
| 16 november 2023 «onderlinge duels» 19.00 (UTC+2) | Estland | 0 – 2   | Oostenrijk              | Stadion: A. Le Coq Arena, Tallinn Toeschouwers: 4.488 Scheidsrechter: Nikola Dabanović |
| 16 november 2023 «onderlinge duels» 19.00 (UTC+2) |         | Verslag | 25' Laimer 39' Lienhart | Stadion: A. Le Coq Arena, Tallinn Toeschouwers: 4.488 Scheidsrechter: Nikola Dabanović |
| 16 november 2023 «onderlinge duels» 19.00 (UTC+2) |         |         |                         | Stadion: A. Le Coq Arena, Tallinn Toeschouwers: 4.488 Scheidsrechter: Nikola Dabanović |
| 16 november 2023 «onderlinge duels» 19.00 (UTC+2) |         |         |                         | Stadion: A. Le Coq Arena, Tallinn Toeschouwers: 4.488 Scheidsrechter: Nikola Dabanović |
|                                                   |         |         |                         |                                                                                        |

|                                                   |                                        |         |               |                                                                                            |
| 19 november 2023 «onderlinge duels» 18.00 (UTC+1) | België                                 | 5 – 0   | Azerbeidzjan  | Stadion: Koning Boudewijnstadion, Brussel Toeschouwers: 30.276 Scheidsrechter: Gergő Bogár |
| 19 november 2023 «onderlinge duels» 18.00 (UTC+1) | Lukaku 17', 26', 30', 37' Trossard 90' | Verslag | 20', 24' Eddy | Stadion: Koning Boudewijnstadion, Brussel Toeschouwers: 30.276 Scheidsrechter: Gergő Bogár |
| 19 november 2023 «onderlinge duels» 18.00 (UTC+1) |                                        |         |               | Stadion: Koning Boudewijnstadion, Brussel Toeschouwers: 30.276 Scheidsrechter: Gergő Bogár |
| 19 november 2023 «onderlinge duels» 18.00 (UTC+1) |                                        |         |               | Stadion: Koning Boudewijnstadion, Brussel Toeschouwers: 30.276 Scheidsrechter: Gergő Bogár |
|                                                   |                                        |         |               |                                                                                            |

|                                                   |                           |         |         |                                                                                  |
| 19 november 2023 «onderlinge duels» 18.00 (UTC+1) | Zweden                    | 2 – 0   | Estland | Stadion: Friends Arena, Solna Toeschouwers: 11.201 Scheidsrechter: Fabio Maresca |
| 19 november 2023 «onderlinge duels» 18.00 (UTC+1) | Claesson 22' Forsberg 55' | Verslag |         | Stadion: Friends Arena, Solna Toeschouwers: 11.201 Scheidsrechter: Fabio Maresca |
| 19 november 2023 «onderlinge duels» 18.00 (UTC+1) |                           |         |         | Stadion: Friends Arena, Solna Toeschouwers: 11.201 Scheidsrechter: Fabio Maresca |
| 19 november 2023 «onderlinge duels» 18.00 (UTC+1) |                           |         |         | Stadion: Friends Arena, Solna Toeschouwers: 11.201 Scheidsrechter: Fabio Maresca |
|                                                   |                           |         |         |                                                                                  |

### Groep G
| Pos | Team       | Wed | W | G | V | Ptn | DV | DT | +/− | Kwalificatie                     |       |       |       |       |       |       |
| --- | ---------- | --- | - | - | - | --- | -- | -- | --- | -------------------------------- | ----- | ----- | ----- | ----- | ----- | ----- |
| 1   | Hongarije  | 8   | 5 | 3 | 0 | 18  | 16 | 7  | +9  | Geplaatst voor het hoofdtoernooi |       |       | 2 – 1 | 3 – 1 | 2 – 0 | 3 – 0 |
| 2   | Servië     | 8   | 4 | 2 | 2 | 14  | 15 | 9  | +6  | Geplaatst voor het hoofdtoernooi |       | 1 – 2 |       | 3 – 1 | 2 – 0 | 2 – 2 |
| 3   | Montenegro | 8   | 3 | 2 | 3 | 11  | 9  | 11 | −2  |                                  |       | 0 – 0 | 0 – 2 |       | 2 – 0 | 2 – 1 |
| 4   | Litouwen   | 8   | 1 | 3 | 4 | 6   | 8  | 14 | −6  |                                  | 2 – 2 | 1 – 3 | 2 – 2 |       | 1 – 1 |       |
| 5   | Bulgarije  | 8   | 0 | 4 | 4 | 4   | 7  | 14 | −7  |                                  | 2 – 2 | 1 – 1 | 0 – 1 | 0 – 2 |       |       |

|                                                |           |         |              |                                                                                      |
| 24 maart 2023 «onderlinge duels» 19.00 (UTC+2) | Bulgarije | 0 – 1   | Montenegro   | Stadion: Huvepharma Arena, Razgrad Toeschouwers: 9.234 Scheidsrechter: Aliyar Ağayev |
| 24 maart 2023 «onderlinge duels» 19.00 (UTC+2) |           | Verslag | 70' Krstović | Stadion: Huvepharma Arena, Razgrad Toeschouwers: 9.234 Scheidsrechter: Aliyar Ağayev |
| 24 maart 2023 «onderlinge duels» 19.00 (UTC+2) |           |         |              | Stadion: Huvepharma Arena, Razgrad Toeschouwers: 9.234 Scheidsrechter: Aliyar Ağayev |
| 24 maart 2023 «onderlinge duels» 19.00 (UTC+2) |           |         |              | Stadion: Huvepharma Arena, Razgrad Toeschouwers: 9.234 Scheidsrechter: Aliyar Ağayev |
|                                                |           |         |              |                                                                                      |

|                                                |                        |         |          |                                                                                          |
| 24 maart 2023 «onderlinge duels» 20.45 (UTC+1) | Servië                 | 2 – 0   | Litouwen | Stadion: Rode Sterstadion, Belgrado Toeschouwers: 21.125 Scheidsrechter: Lawrence Visser |
| 24 maart 2023 «onderlinge duels» 20.45 (UTC+1) | Tadić 16' Vlahović 53' | Verslag |          | Stadion: Rode Sterstadion, Belgrado Toeschouwers: 21.125 Scheidsrechter: Lawrence Visser |
| 24 maart 2023 «onderlinge duels» 20.45 (UTC+1) |                        |         |          | Stadion: Rode Sterstadion, Belgrado Toeschouwers: 21.125 Scheidsrechter: Lawrence Visser |
| 24 maart 2023 «onderlinge duels» 20.45 (UTC+1) |                        |         |          | Stadion: Rode Sterstadion, Belgrado Toeschouwers: 21.125 Scheidsrechter: Lawrence Visser |
|                                                |                        |         |          |                                                                                          |

|                                                |                                   |         |           |                                                                                        |
| 27 maart 2023 «onderlinge duels» 20.45 (UTC+1) | Hongarije                         | 3 – 0   | Bulgarije | Stadion: Puskás Aréna, Boedapest Toeschouwers: 53.000 Scheidsrechter: Halil Umut Meler |
| 27 maart 2023 «onderlinge duels» 20.45 (UTC+1) | Vécsei 7' Szoboszlai 26' Ádám 39' | Verslag |           | Stadion: Puskás Aréna, Boedapest Toeschouwers: 53.000 Scheidsrechter: Halil Umut Meler |
| 27 maart 2023 «onderlinge duels» 20.45 (UTC+1) |                                   |         |           | Stadion: Puskás Aréna, Boedapest Toeschouwers: 53.000 Scheidsrechter: Halil Umut Meler |
| 27 maart 2023 «onderlinge duels» 20.45 (UTC+1) |                                   |         |           | Stadion: Puskás Aréna, Boedapest Toeschouwers: 53.000 Scheidsrechter: Halil Umut Meler |
|                                                |                                   |         |           |                                                                                        |

|                                                |            |         |                     |                                                                                           |
| 27 maart 2023 «onderlinge duels» 20.45 (UTC+2) | Montenegro | 0 – 2   | Servië              | Stadion: Pod Goricomstadion, Podgorica Toeschouwers: 9.831 Scheidsrechter: Clément Turpin |
| 27 maart 2023 «onderlinge duels» 20.45 (UTC+2) |            | Verslag | 78', 90+6' Vlahović | Stadion: Pod Goricomstadion, Podgorica Toeschouwers: 9.831 Scheidsrechter: Clément Turpin |
| 27 maart 2023 «onderlinge duels» 20.45 (UTC+2) |            |         |                     | Stadion: Pod Goricomstadion, Podgorica Toeschouwers: 9.831 Scheidsrechter: Clément Turpin |
| 27 maart 2023 «onderlinge duels» 20.45 (UTC+2) |            |         |                     | Stadion: Pod Goricomstadion, Podgorica Toeschouwers: 9.831 Scheidsrechter: Clément Turpin |
|                                                |            |         |                     |                                                                                           |

|                                               |                             |         |               | |
| 17 juni 2023 «onderlinge duels» 16.00 (UTC+3) | Litouwen                    | 1 – 1   | Bulgarije     | Stadion: S. Dariaus- en S. Girėnostadion, Kaunas Toeschouwers: 14.230 Scheidsrechter: Jakob Alexander Sundberg |
| 17 juni 2023 «onderlinge duels» 16.00 (UTC+3) | Girdvainis 15' Lasickas 17' | Verslag | 27' M. Petkov | Stadion: S. Dariaus- en S. Girėnostadion, Kaunas Toeschouwers: 14.230 Scheidsrechter: Jakob Alexander Sundberg |
| 17 juni 2023 «onderlinge duels» 16.00 (UTC+3) |                             |         |               | Stadion: S. Dariaus- en S. Girėnostadion, Kaunas Toeschouwers: 14.230 Scheidsrechter: Jakob Alexander Sundberg |
| 17 juni 2023 «onderlinge duels» 16.00 (UTC+3) |                             |         |               | Stadion: S. Dariaus- en S. Girėnostadion, Kaunas Toeschouwers: 14.230 Scheidsrechter: Jakob Alexander Sundberg |
|                                               |                             |         |               | |

|                                               |            |       |           |                                                                                              |
| 17 juni 2023 «onderlinge duels» 18.00 (UTC+2) | Montenegro | 0 – 0 | Hongarije | Stadion: Pod Goricomstadion, Podgorica Toeschouwers: 6.761 Scheidsrechter: Jesús Gil Manzano |
| 17 juni 2023 «onderlinge duels» 18.00 (UTC+2) | Verslag    |       |           | Stadion: Pod Goricomstadion, Podgorica Toeschouwers: 6.761 Scheidsrechter: Jesús Gil Manzano |
| 17 juni 2023 «onderlinge duels» 18.00 (UTC+2) |            |       |           | Stadion: Pod Goricomstadion, Podgorica Toeschouwers: 6.761 Scheidsrechter: Jesús Gil Manzano |
| 17 juni 2023 «onderlinge duels» 18.00 (UTC+2) |            |       |           | Stadion: Pod Goricomstadion, Podgorica Toeschouwers: 6.761 Scheidsrechter: Jesús Gil Manzano |
|                                               |            |       |           |                                                                                              |

|                                               |              |         |               |                                                                                     |
| 20 juni 2023 «onderlinge duels» 21.45 (UTC+3) | Bulgarije    | 1 – 1   | Servië        | Stadion: Huvepharma Arena, Razgrad Toeschouwers: 6.700 Scheidsrechter: Craig Pawson |
| 20 juni 2023 «onderlinge duels» 21.45 (UTC+3) | Despodov 47' | Verslag | 90+6' Lazović | Stadion: Huvepharma Arena, Razgrad Toeschouwers: 6.700 Scheidsrechter: Craig Pawson |
| 20 juni 2023 «onderlinge duels» 21.45 (UTC+3) |              |         |               | Stadion: Huvepharma Arena, Razgrad Toeschouwers: 6.700 Scheidsrechter: Craig Pawson |
| 20 juni 2023 «onderlinge duels» 21.45 (UTC+3) |              |         |               | Stadion: Huvepharma Arena, Razgrad Toeschouwers: 6.700 Scheidsrechter: Craig Pawson |
|                                               |              |         |               |                                                                                     |

|                                               |                      |         |          |                                                                                     |
| 20 juni 2023 «onderlinge duels» 20.45 (UTC+2) | Hongarije            | 2 – 0   | Litouwen | Stadion: Puskás Aréna, Boedapest Toeschouwers: 58.274 Scheidsrechter: António Nobre |
| 20 juni 2023 «onderlinge duels» 20.45 (UTC+2) | Varga 32' Sallai 83' | Verslag |          | Stadion: Puskás Aréna, Boedapest Toeschouwers: 58.274 Scheidsrechter: António Nobre |
| 20 juni 2023 «onderlinge duels» 20.45 (UTC+2) |                      |         |          | Stadion: Puskás Aréna, Boedapest Toeschouwers: 58.274 Scheidsrechter: António Nobre |
| 20 juni 2023 «onderlinge duels» 20.45 (UTC+2) |                      |         |          | Stadion: Puskás Aréna, Boedapest Toeschouwers: 58.274 Scheidsrechter: António Nobre |
|                                               |                      |         |          |                                                                                     |

|                                                   |                              |         |                        | |
| 7 september 2023 «onderlinge duels» 19.00 (UTC+3) | Litouwen                     | 2 – 2   | Montenegro             | Stadion: S. Dariaus- en S. Girėnostadion, Kaunas Toeschouwers: 11.328 Scheidsrechter: Mohammed Al-Hakim |
| 7 september 2023 «onderlinge duels» 19.00 (UTC+3) | Paulauskas 71' Černych 90+4' | Verslag | 78' Krstović 89' Savić | Stadion: S. Dariaus- en S. Girėnostadion, Kaunas Toeschouwers: 11.328 Scheidsrechter: Mohammed Al-Hakim |
| 7 september 2023 «onderlinge duels» 19.00 (UTC+3) |                              |         |                        | Stadion: S. Dariaus- en S. Girėnostadion, Kaunas Toeschouwers: 11.328 Scheidsrechter: Mohammed Al-Hakim |
| 7 september 2023 «onderlinge duels» 19.00 (UTC+3) |                              |         |                        | Stadion: S. Dariaus- en S. Girėnostadion, Kaunas Toeschouwers: 11.328 Scheidsrechter: Mohammed Al-Hakim |
|                                                   |                              |         |                        | |

|                                                   |                      |         |                     |                                                                                               |
| 7 september 2023 «onderlinge duels» 20.45 (UTC+2) | Servië               | 1 – 2   | Hongarije           | Stadion: Rode Sterstadion, Belgrado Toeschouwers: 6.924 Scheidsrechter: Juan Martínez Munuera |
| 7 september 2023 «onderlinge duels» 20.45 (UTC+2) | A. Szalai 10' (e.d.) | Verslag | 34' Varga 36' Orbán | Stadion: Rode Sterstadion, Belgrado Toeschouwers: 6.924 Scheidsrechter: Juan Martínez Munuera |
| 7 september 2023 «onderlinge duels» 20.45 (UTC+2) |                      |         |                     | Stadion: Rode Sterstadion, Belgrado Toeschouwers: 6.924 Scheidsrechter: Juan Martínez Munuera |
| 7 september 2023 «onderlinge duels» 20.45 (UTC+2) |                      |         |                     | Stadion: Rode Sterstadion, Belgrado Toeschouwers: 6.924 Scheidsrechter: Juan Martínez Munuera |
|                                                   |                      |         |                     |                                                                                               |

|                                                    |                                            |         |             |                                                                                        |
| 10 september 2023 «onderlinge duels» 18.00 (UTC+2) | Montenegro                                 | 2 – 1   | Bulgarije   | Stadion: Pod Goricomstadion, Podgorica Toeschouwers: 4.232 Scheidsrechter: Harm Osmers |
| 10 september 2023 «onderlinge duels» 18.00 (UTC+2) | Savić 45+1' Vujačić 24', 59' Jovetić 90+6' | Verslag | 79' Borukov | Stadion: Pod Goricomstadion, Podgorica Toeschouwers: 4.232 Scheidsrechter: Harm Osmers |
| 10 september 2023 «onderlinge duels» 18.00 (UTC+2) |                                            |         |             | Stadion: Pod Goricomstadion, Podgorica Toeschouwers: 4.232 Scheidsrechter: Harm Osmers |
| 10 september 2023 «onderlinge duels» 18.00 (UTC+2) |                                            |         |             | Stadion: Pod Goricomstadion, Podgorica Toeschouwers: 4.232 Scheidsrechter: Harm Osmers |
|                                                    |                                            |         |             |                                                                                        |

|                                                    |                |         |                           | |
| 10 september 2023 «onderlinge duels» 21.45 (UTC+3) | Litouwen       | 1 – 3   | Servië                    | Stadion: S. Dariaus- en S. Girėnostadion, Kaunas Toeschouwers: 8.586 Scheidsrechter: Sascha Stegemann |
| 10 september 2023 «onderlinge duels» 21.45 (UTC+3) | Paulauskas 45' | Verslag | 21', 32', 43' A. Mitrović | Stadion: S. Dariaus- en S. Girėnostadion, Kaunas Toeschouwers: 8.586 Scheidsrechter: Sascha Stegemann |
| 10 september 2023 «onderlinge duels» 21.45 (UTC+3) |                |         |                           | Stadion: S. Dariaus- en S. Girėnostadion, Kaunas Toeschouwers: 8.586 Scheidsrechter: Sascha Stegemann |
| 10 september 2023 «onderlinge duels» 21.45 (UTC+3) |                |         |                           | Stadion: S. Dariaus- en S. Girėnostadion, Kaunas Toeschouwers: 8.586 Scheidsrechter: Sascha Stegemann |
|                                                    |                |         |                           | |

|                                                  |                 |         |                 | |
| 14 oktober 2023 «onderlinge duels» 19.00 (UTC+3) | Bulgarije       | 0 – 2   | Litouwen        | Stadion: Vasil Levski Nationaal Stadion, Sofia Toeschouwers: 6.916 Scheidsrechter: Giorgi Kroeasjvili |
| 14 oktober 2023 «onderlinge duels» 19.00 (UTC+3) | Krajev 21', 42' | Verslag | 45', 55' Širvys | Stadion: Vasil Levski Nationaal Stadion, Sofia Toeschouwers: 6.916 Scheidsrechter: Giorgi Kroeasjvili |
| 14 oktober 2023 «onderlinge duels» 19.00 (UTC+3) |                 |         |                 | Stadion: Vasil Levski Nationaal Stadion, Sofia Toeschouwers: 6.916 Scheidsrechter: Giorgi Kroeasjvili |
| 14 oktober 2023 «onderlinge duels» 19.00 (UTC+3) |                 |         |                 | Stadion: Vasil Levski Nationaal Stadion, Sofia Toeschouwers: 6.916 Scheidsrechter: Giorgi Kroeasjvili |
|                                                  |                 |         |                 | |

|                                                  |                      |         |              |                                                                                         |
| 14 oktober 2023 «onderlinge duels» 20.45 (UTC+2) | Hongarije            | 2 – 1   | Servië       | Stadion: Puskás Aréna, Boedapest Toeschouwers: 58.215 Scheidsrechter: François Letexier |
| 14 oktober 2023 «onderlinge duels» 20.45 (UTC+2) | Varga 20' Sallai 34' | Verslag | 33' Pavlović | Stadion: Puskás Aréna, Boedapest Toeschouwers: 58.215 Scheidsrechter: François Letexier |
| 14 oktober 2023 «onderlinge duels» 20.45 (UTC+2) |                      |         |              | Stadion: Puskás Aréna, Boedapest Toeschouwers: 58.215 Scheidsrechter: François Letexier |
| 14 oktober 2023 «onderlinge duels» 20.45 (UTC+2) |                      |         |              | Stadion: Puskás Aréna, Boedapest Toeschouwers: 58.215 Scheidsrechter: François Letexier |
|                                                  |                      |         |              |                                                                                         |

|                                                  |                        |         |                                 |                                                                                                   |
| 17 oktober 2023 «onderlinge duels» 21.45 (UTC+3) | Litouwen               | 2 – 2   | Hongarije                       | Stadion: S. Dariaus- en S. Girėnostadion, Kaunas Toeschouwers: 5.349 Scheidsrechter: Juxhin Xhaja |
| 17 oktober 2023 «onderlinge duels» 21.45 (UTC+3) | Černych 20' Širvys 36' | Verslag | 67' (pen.) Szoboszlai 82' Varga | Stadion: S. Dariaus- en S. Girėnostadion, Kaunas Toeschouwers: 5.349 Scheidsrechter: Juxhin Xhaja |
| 17 oktober 2023 «onderlinge duels» 21.45 (UTC+3) |                        |         |                                 | Stadion: S. Dariaus- en S. Girėnostadion, Kaunas Toeschouwers: 5.349 Scheidsrechter: Juxhin Xhaja |
| 17 oktober 2023 «onderlinge duels» 21.45 (UTC+3) |                        |         |                                 | Stadion: S. Dariaus- en S. Girėnostadion, Kaunas Toeschouwers: 5.349 Scheidsrechter: Juxhin Xhaja |
|                                                  |                        |         |                                 |                                                                                                   |

|                                                  |                               |         |             |                                                                                           |
| 17 oktober 2023 «onderlinge duels» 20.45 (UTC+2) | Servië                        | 3 – 1   | Montenegro  | Stadion: Rode Sterstadion, Belgrado Toeschouwers: 25.884 Scheidsrechter: Szymon Marciniak |
| 17 oktober 2023 «onderlinge duels» 20.45 (UTC+2) | A. Mitrović 9', 73' Tadić 77' | Verslag | 36' Jovetić | Stadion: Rode Sterstadion, Belgrado Toeschouwers: 25.884 Scheidsrechter: Szymon Marciniak |
| 17 oktober 2023 «onderlinge duels» 20.45 (UTC+2) |                               |         |             | Stadion: Rode Sterstadion, Belgrado Toeschouwers: 25.884 Scheidsrechter: Szymon Marciniak |
| 17 oktober 2023 «onderlinge duels» 20.45 (UTC+2) |                               |         |             | Stadion: Rode Sterstadion, Belgrado Toeschouwers: 25.884 Scheidsrechter: Szymon Marciniak |
|                                                  |                               |         |             |                                                                                           |

|                                                   |                                             |         |                                                 |                                                                                                   |
| 16 november 2023 «onderlinge duels» 19.00 (UTC+2) | Bulgarije                                   | 2 – 2   | Hongarije                                       | Stadion: Vasil Levski Nationaal Stadion, Sofia Toeschouwers: 230 Scheidsrechter: Daniel Stefański |
| 16 november 2023 «onderlinge duels» 19.00 (UTC+2) | Delev 24' Antov 8', 37' Despodov 78' (pen.) | Verslag | 10' Ádám 44', 57' Kerkez 90+7' (e.d.) A. Petkov | Stadion: Vasil Levski Nationaal Stadion, Sofia Toeschouwers: 230 Scheidsrechter: Daniel Stefański |
| 16 november 2023 «onderlinge duels» 19.00 (UTC+2) |                                             |         |                                                 | Stadion: Vasil Levski Nationaal Stadion, Sofia Toeschouwers: 230 Scheidsrechter: Daniel Stefański |
| 16 november 2023 «onderlinge duels» 19.00 (UTC+2) |                                             |         |                                                 | Stadion: Vasil Levski Nationaal Stadion, Sofia Toeschouwers: 230 Scheidsrechter: Daniel Stefański |
|                                                   |                                             |         |                                                 |                                                                                                   |

|                                                   |                    |         |          |                                                                                              |
| 16 november 2023 «onderlinge duels» 20.45 (UTC+1) | Montenegro         | 2 – 0   | Litouwen | Stadion: Pod Goricomstadion, Podgorica Toeschouwers: 3.647 Scheidsrechter: Artur Soares Dias |
| 16 november 2023 «onderlinge duels» 20.45 (UTC+1) | Kuč 3' Jovetić 48' | Verslag |          | Stadion: Pod Goricomstadion, Podgorica Toeschouwers: 3.647 Scheidsrechter: Artur Soares Dias |
| 16 november 2023 «onderlinge duels» 20.45 (UTC+1) |                    |         |          | Stadion: Pod Goricomstadion, Podgorica Toeschouwers: 3.647 Scheidsrechter: Artur Soares Dias |
| 16 november 2023 «onderlinge duels» 20.45 (UTC+1) |                    |         |          | Stadion: Pod Goricomstadion, Podgorica Toeschouwers: 3.647 Scheidsrechter: Artur Soares Dias |
|                                                   |                    |         |          |                                                                                              |

|                                                   |                                   |         |             |                                                                                      |
| 19 november 2023 «onderlinge duels» 15.00 (UTC+1) | Hongarije                         | 3 – 1   | Montenegro  | Stadion: Puskás Aréna, Boedapest Toeschouwers: 59.600 Scheidsrechter: Danny Makkelie |
| 19 november 2023 «onderlinge duels» 15.00 (UTC+1) | Szoboszlai 66', 68' A. Nagy 90+3' | Verslag | 36' Rubežić | Stadion: Puskás Aréna, Boedapest Toeschouwers: 59.600 Scheidsrechter: Danny Makkelie |
| 19 november 2023 «onderlinge duels» 15.00 (UTC+1) |                                   |         |             | Stadion: Puskás Aréna, Boedapest Toeschouwers: 59.600 Scheidsrechter: Danny Makkelie |
| 19 november 2023 «onderlinge duels» 15.00 (UTC+1) |                                   |         |             | Stadion: Puskás Aréna, Boedapest Toeschouwers: 59.600 Scheidsrechter: Danny Makkelie |
|                                                   |                                   |         |             |                                                                                      |

|                                                   |                         |         |                         |                                                                                        |
| 19 november 2023 «onderlinge duels» 15.00 (UTC+1) | Servië                  | 2 – 2   | Bulgarije               | Stadion: Dubočicastadion, Leskovac Toeschouwers: 7.325 Scheidsrechter: Erik Lambrechts |
| 19 november 2023 «onderlinge duels» 15.00 (UTC+1) | Veljković 16' Babić 82' | Verslag | 59' Roesev 69' Despodov | Stadion: Dubočicastadion, Leskovac Toeschouwers: 7.325 Scheidsrechter: Erik Lambrechts |
| 19 november 2023 «onderlinge duels» 15.00 (UTC+1) |                         |         |                         | Stadion: Dubočicastadion, Leskovac Toeschouwers: 7.325 Scheidsrechter: Erik Lambrechts |
| 19 november 2023 «onderlinge duels» 15.00 (UTC+1) |                         |         |                         | Stadion: Dubočicastadion, Leskovac Toeschouwers: 7.325 Scheidsrechter: Erik Lambrechts |
|                                                   |                         |         |                         |                                                                                        |

### Groep H
| Pos | Team          | Wed | W | G | V  | Ptn | DV | DT | +/− | Kwalificatie                     |       |       |       |       |       |       |       |
| --- | ------------- | --- | - | - | -- | --- | -- | -- | --- | -------------------------------- | ----- | ----- | ----- | ----- | ----- | ----- | ----- |
| 1   | Denemarken    | 10  | 7 | 1 | 2  | 22  | 19 | 10 | +9  | Geplaatst voor het hoofdtoernooi |       |       | 2 – 1 | 3 – 1 | 3 – 1 | 1 – 0 | 4 – 0 |
| 2   | Slovenië      | 10  | 7 | 1 | 2  | 22  | 20 | 9  | +11 | Geplaatst voor het hoofdtoernooi |       | 1 – 1 |       | 3 – 0 | 2 – 1 | 4 – 2 | 2 – 0 |
| 3   | Finland       | 10  | 6 | 0 | 4  | 18  | 18 | 10 | +8  | Geplaatst voor de play-offs      |       | 0 – 1 | 2 – 0 |       | 1 – 2 | 4 – 0 | 6 – 0 |
| 4   | Kazachstan    | 10  | 6 | 0 | 4  | 18  | 16 | 12 | +4  | Geplaatst voor de play-offs      |       | 3 – 2 | 1 – 2 | 0 – 1 |       | 1 – 0 | 3 – 1 |
| 5   | Noord-Ierland | 10  | 3 | 0 | 7  | 9   | 9  | 13 | −4  |                                  |       | 2 – 0 | 0 – 1 | 0 – 1 | 0 – 1 |       | 3 – 0 |
| 6   | San Marino    | 10  | 0 | 0 | 10 | 0   | 3  | 31 | −28 |                                  | 1 – 2 | 0 – 4 | 1 – 2 | 0 – 3 | 0 – 2 |       |       |

1. 1 2  Onderling aantal punten: Denemarken 4, Slovenië 1
2. 1 2  Doelsaldo in alle groepswedstrijden: Finland +8, Kazachstan +4

|                                                |               |         |                          |                                                                                 |
| 23 maart 2023 «onderlinge duels» 21.00 (UTC+6) | Kazachstan    | 1 – 2   | Slovenië                 | Stadion: Astana Arena, Astana Toeschouwers: 27.122 Scheidsrechter: Glenn Nyberg |
| 23 maart 2023 «onderlinge duels» 21.00 (UTC+6) | Samorodov 24' | Verslag | 47' Brekalo 78' Vipotnik | Stadion: Astana Arena, Astana Toeschouwers: 27.122 Scheidsrechter: Glenn Nyberg |
| 23 maart 2023 «onderlinge duels» 21.00 (UTC+6) |               |         |                          | Stadion: Astana Arena, Astana Toeschouwers: 27.122 Scheidsrechter: Glenn Nyberg |
| 23 maart 2023 «onderlinge duels» 21.00 (UTC+6) |               |         |                          | Stadion: Astana Arena, Astana Toeschouwers: 27.122 Scheidsrechter: Glenn Nyberg |
|                                                |               |         |                          |                                                                                 |

|                                                |                         |         |            |                                                                                 |
| 23 maart 2023 «onderlinge duels» 20.45 (UTC+1) | Denemarken              | 3 – 1   | Finland    | Stadion: Parken, Kopenhagen Toeschouwers: 35.851 Scheidsrechter: Daniel Siebert |
| 23 maart 2023 «onderlinge duels» 20.45 (UTC+1) | Højlund 21', 82', 90+3' | Verslag | 53' Antman | Stadion: Parken, Kopenhagen Toeschouwers: 35.851 Scheidsrechter: Daniel Siebert |
| 23 maart 2023 «onderlinge duels» 20.45 (UTC+1) |                         |         |            | Stadion: Parken, Kopenhagen Toeschouwers: 35.851 Scheidsrechter: Daniel Siebert |
| 23 maart 2023 «onderlinge duels» 20.45 (UTC+1) |                         |         |            | Stadion: Parken, Kopenhagen Toeschouwers: 35.851 Scheidsrechter: Daniel Siebert |
|                                                |                         |         |            |                                                                                 |

|                                                |            |         |                     |                                                                                      |
| 23 maart 2023 «onderlinge duels» 20.45 (UTC+1) | San Marino | 0 – 2   | Noord-Ierland       | Stadion: Stadio Olimpico, Serravalle Toeschouwers: 2.099 Scheidsrechter: Gergő Bogár |
| 23 maart 2023 «onderlinge duels» 20.45 (UTC+1) |            | Verslag | 24', 55' D. Charles | Stadion: Stadio Olimpico, Serravalle Toeschouwers: 2.099 Scheidsrechter: Gergő Bogár |
| 23 maart 2023 «onderlinge duels» 20.45 (UTC+1) |            |         |                     | Stadion: Stadio Olimpico, Serravalle Toeschouwers: 2.099 Scheidsrechter: Gergő Bogár |
| 23 maart 2023 «onderlinge duels» 20.45 (UTC+1) |            |         |                     | Stadion: Stadio Olimpico, Serravalle Toeschouwers: 2.099 Scheidsrechter: Gergő Bogár |
|                                                |            |         |                     |                                                                                      |

|                                                |                                                    |         |                  |                                                                                  |
| 26 maart 2023 «onderlinge duels» 19.00 (UTC+6) | Kazachstan                                         | 3 – 2   | Denemarken       | Stadion: Astana Arena, Astana Toeschouwers: 28.697 Scheidsrechter: Novak Simović |
| 26 maart 2023 «onderlinge duels» 19.00 (UTC+6) | Zaynutdinov 73' (pen.) Tagybergen 86' Aymbetov 89' | Verslag | 21', 36' Højlund | Stadion: Astana Arena, Astana Toeschouwers: 28.697 Scheidsrechter: Novak Simović |
| 26 maart 2023 «onderlinge duels» 19.00 (UTC+6) |                                                    |         |                  | Stadion: Astana Arena, Astana Toeschouwers: 28.697 Scheidsrechter: Novak Simović |
| 26 maart 2023 «onderlinge duels» 19.00 (UTC+6) |                                                    |         |                  | Stadion: Astana Arena, Astana Toeschouwers: 28.697 Scheidsrechter: Novak Simović |
|                                                |                                                    |         |                  |                                                                                  |

|                                                |                              |         |            |                                                                                          |
| 26 maart 2023 «onderlinge duels» 18.00 (UTC+1) | Slovenië                     | 2 – 0   | San Marino | Stadion: Stožicestadion, Ljubljana Toeschouwers: 10.282 Scheidsrechter: Nathan Verboomen |
| 26 maart 2023 «onderlinge duels» 18.00 (UTC+1) | Šeško 56' Di Maio 60' (e.d.) | Verslag |            | Stadion: Stožicestadion, Ljubljana Toeschouwers: 10.282 Scheidsrechter: Nathan Verboomen |
| 26 maart 2023 «onderlinge duels» 18.00 (UTC+1) |                              |         |            | Stadion: Stožicestadion, Ljubljana Toeschouwers: 10.282 Scheidsrechter: Nathan Verboomen |
| 26 maart 2023 «onderlinge duels» 18.00 (UTC+1) |                              |         |            | Stadion: Stožicestadion, Ljubljana Toeschouwers: 10.282 Scheidsrechter: Nathan Verboomen |
|                                                |                              |         |            |                                                                                          |

|                                                |               |         |             |                                                                                   |
| 26 maart 2023 «onderlinge duels» 19.45 (UTC+1) | Noord-Ierland | 0 – 1   | Finland     | Stadion: Windsor Park, Belfast Toeschouwers: 17.936 Scheidsrechter: Ivan Kružliak |
| 26 maart 2023 «onderlinge duels» 19.45 (UTC+1) |               | Verslag | 28' Källman | Stadion: Windsor Park, Belfast Toeschouwers: 17.936 Scheidsrechter: Ivan Kružliak |
| 26 maart 2023 «onderlinge duels» 19.45 (UTC+1) |               |         |             | Stadion: Windsor Park, Belfast Toeschouwers: 17.936 Scheidsrechter: Ivan Kružliak |
| 26 maart 2023 «onderlinge duels» 19.45 (UTC+1) |               |         |             | Stadion: Windsor Park, Belfast Toeschouwers: 17.936 Scheidsrechter: Ivan Kružliak |
|                                                |               |         |             |                                                                                   |

|                                               |                           |         |          |                                                                                                   |
| 16 juni 2023 «onderlinge duels» 19.00 (UTC+3) | Finland                   | 2 – 0   | Slovenië | Stadion: Olympiastadion, Helsinki Toeschouwers: 32.560 Scheidsrechter: Guillermo Cuadra Fernández |
| 16 juni 2023 «onderlinge duels» 19.00 (UTC+3) | Pohjanpalo 13' Antman 64' | Verslag |          | Stadion: Olympiastadion, Helsinki Toeschouwers: 32.560 Scheidsrechter: Guillermo Cuadra Fernández |
| 16 juni 2023 «onderlinge duels» 19.00 (UTC+3) |                           |         |          | Stadion: Olympiastadion, Helsinki Toeschouwers: 32.560 Scheidsrechter: Guillermo Cuadra Fernández |
| 16 juni 2023 «onderlinge duels» 19.00 (UTC+3) |                           |         |          | Stadion: Olympiastadion, Helsinki Toeschouwers: 32.560 Scheidsrechter: Guillermo Cuadra Fernández |
|                                               |                           |         |          |                                                                                                   |

|                                               |            |         |               |                                                                                   |
| 16 juni 2023 «onderlinge duels» 20.45 (UTC+2) | Denemarken | 1 – 0   | Noord-Ierland | Stadion: Parken, Kopenhagen Toeschouwers: 35.701 Scheidsrechter: Daniel Stefański |
| 16 juni 2023 «onderlinge duels» 20.45 (UTC+2) | Wind 47'   | Verslag |               | Stadion: Parken, Kopenhagen Toeschouwers: 35.701 Scheidsrechter: Daniel Stefański |
| 16 juni 2023 «onderlinge duels» 20.45 (UTC+2) |            |         |               | Stadion: Parken, Kopenhagen Toeschouwers: 35.701 Scheidsrechter: Daniel Stefański |
| 16 juni 2023 «onderlinge duels» 20.45 (UTC+2) |            |         |               | Stadion: Parken, Kopenhagen Toeschouwers: 35.701 Scheidsrechter: Daniel Stefański |
|                                               |            |         |               |                                                                                   |

|                                               |            |         |                                                         | |
| 16 juni 2023 «onderlinge duels» 20.45 (UTC+2) | San Marino | 0 – 3   | Kazachstan                                              | Stadion: Stadio Ennio Tardini, Parma (Italië) Toeschouwers: 528 Scheidsrechter: Anastasios Papapetrou |
| 16 juni 2023 «onderlinge duels» 20.45 (UTC+2) |            | Verslag | 37' Vorogovskiy 64' (pen.) Tagybergen 90+5' Zaynutdinov | Stadion: Stadio Ennio Tardini, Parma (Italië) Toeschouwers: 528 Scheidsrechter: Anastasios Papapetrou |
| 16 juni 2023 «onderlinge duels» 20.45 (UTC+2) |            |         |                                                         | Stadion: Stadio Ennio Tardini, Parma (Italië) Toeschouwers: 528 Scheidsrechter: Anastasios Papapetrou |
| 16 juni 2023 «onderlinge duels» 20.45 (UTC+2) |            |         |                                                         | Stadion: Stadio Ennio Tardini, Parma (Italië) Toeschouwers: 528 Scheidsrechter: Anastasios Papapetrou |
|                                               |            |         |                                                         | |

|                                               |                                                       |         |            |                                                                                  |
| 19 juni 2023 «onderlinge duels» 19.00 (UTC+3) | Finland                                               | 6 – 0   | San Marino | Stadion: Olympiastadion, Helsinki Toeschouwers: 32.812 Scheidsrechter: Genc Nuza |
| 19 juni 2023 «onderlinge duels» 19.00 (UTC+3) | Kamara 16' Källman 39' Håkans 65', 72', 74' Pukki 76' | Verslag |            | Stadion: Olympiastadion, Helsinki Toeschouwers: 32.812 Scheidsrechter: Genc Nuza |
| 19 juni 2023 «onderlinge duels» 19.00 (UTC+3) |                                                       |         |            | Stadion: Olympiastadion, Helsinki Toeschouwers: 32.812 Scheidsrechter: Genc Nuza |
| 19 juni 2023 «onderlinge duels» 19.00 (UTC+3) |                                                       |         |            | Stadion: Olympiastadion, Helsinki Toeschouwers: 32.812 Scheidsrechter: Genc Nuza |
|                                               |                                                       |         |            |                                                                                  |

|                                               |               |         |              |                                                                                      |
| 19 juni 2023 «onderlinge duels» 19.45 (UTC+1) | Noord-Ierland | 0 – 1   | Kazachstan   | Stadion: Windsor Park, Belfast Toeschouwers: 18.002 Scheidsrechter: Roi Reinshreiber |
| 19 juni 2023 «onderlinge duels» 19.45 (UTC+1) |               | Verslag | 88' Aymbetov | Stadion: Windsor Park, Belfast Toeschouwers: 18.002 Scheidsrechter: Roi Reinshreiber |
| 19 juni 2023 «onderlinge duels» 19.45 (UTC+1) |               |         |              | Stadion: Windsor Park, Belfast Toeschouwers: 18.002 Scheidsrechter: Roi Reinshreiber |
| 19 juni 2023 «onderlinge duels» 19.45 (UTC+1) |               |         |              | Stadion: Windsor Park, Belfast Toeschouwers: 18.002 Scheidsrechter: Roi Reinshreiber |
|                                               |               |         |              |                                                                                      |

|                                               |            |         |             |                                                                                           |
| 19 juni 2023 «onderlinge duels» 20.45 (UTC+2) | Slovenië   | 1 – 1   | Denemarken  | Stadion: Stožicestadion, Ljubljana Toeschouwers: 14.382 Scheidsrechter: François Letexier |
| 19 juni 2023 «onderlinge duels» 20.45 (UTC+2) | Šporar 25' | Verslag | 42' Højlund | Stadion: Stožicestadion, Ljubljana Toeschouwers: 14.382 Scheidsrechter: François Letexier |
| 19 juni 2023 «onderlinge duels» 20.45 (UTC+2) |            |         |             | Stadion: Stožicestadion, Ljubljana Toeschouwers: 14.382 Scheidsrechter: François Letexier |
| 19 juni 2023 «onderlinge duels» 20.45 (UTC+2) |            |         |             | Stadion: Stožicestadion, Ljubljana Toeschouwers: 14.382 Scheidsrechter: François Letexier |
|                                               |            |         |             |                                                                                           |

|                                                   |            |         |            |                                                                                  |
| 7 september 2023 «onderlinge duels» 20.00 (UTC+6) | Kazachstan | 0 – 1   | Finland    | Stadion: Astana Arena, Astana Toeschouwers: 30.019 Scheidsrechter: Radu Petrescu |
| 7 september 2023 «onderlinge duels» 20.00 (UTC+6) |            | Verslag | 78' Antman | Stadion: Astana Arena, Astana Toeschouwers: 30.019 Scheidsrechter: Radu Petrescu |
| 7 september 2023 «onderlinge duels» 20.00 (UTC+6) |            |         |            | Stadion: Astana Arena, Astana Toeschouwers: 30.019 Scheidsrechter: Radu Petrescu |
| 7 september 2023 «onderlinge duels» 20.00 (UTC+6) |            |         |            | Stadion: Astana Arena, Astana Toeschouwers: 30.019 Scheidsrechter: Radu Petrescu |
|                                                   |            |         |            |                                                                                  |

|                                                   |                                               |         |            |                                                                                         |
| 7 september 2023 «onderlinge duels» 20.45 (UTC+2) | Denemarken                                    | 4 – 0   | San Marino | Stadion: Parken, Kopenhagen Toeschouwers: 36.262 Scheidsrechter: Vitālijs Spasjoņņikovs |
| 7 september 2023 «onderlinge duels» 20.45 (UTC+2) | Højbjerg 26' Mæhle 28' Wind 40' Eriksen 90+4' | Verslag |            | Stadion: Parken, Kopenhagen Toeschouwers: 36.262 Scheidsrechter: Vitālijs Spasjoņņikovs |
| 7 september 2023 «onderlinge duels» 20.45 (UTC+2) |                                               |         |            | Stadion: Parken, Kopenhagen Toeschouwers: 36.262 Scheidsrechter: Vitālijs Spasjoņņikovs |
| 7 september 2023 «onderlinge duels» 20.45 (UTC+2) |                                               |         |            | Stadion: Parken, Kopenhagen Toeschouwers: 36.262 Scheidsrechter: Vitālijs Spasjoņņikovs |
|                                                   |                                               |         |            |                                                                                         |

|                                                   |                                           |         |                    |                                                                                     |
| 7 september 2023 «onderlinge duels» 20.45 (UTC+2) | Slovenië                                  | 4 – 2   | Noord-Ierland      | Stadion: Stožicestadion, Ljubljana Toeschouwers: 12.587 Scheidsrechter: Marco Guida |
| 7 september 2023 «onderlinge duels» 20.45 (UTC+2) | Šporar 3', 56' Evans 17' (e.d.) Šeško 42' | Verslag | 7' Price 53' Evans | Stadion: Stožicestadion, Ljubljana Toeschouwers: 12.587 Scheidsrechter: Marco Guida |
| 7 september 2023 «onderlinge duels» 20.45 (UTC+2) |                                           |         |                    | Stadion: Stožicestadion, Ljubljana Toeschouwers: 12.587 Scheidsrechter: Marco Guida |
| 7 september 2023 «onderlinge duels» 20.45 (UTC+2) |                                           |         |                    | Stadion: Stožicestadion, Ljubljana Toeschouwers: 12.587 Scheidsrechter: Marco Guida |
|                                                   |                                           |         |                    |                                                                                     |

|                                                    |               |         |               |                                                                                    |
| 10 september 2023 «onderlinge duels» 19.00 (UTC+6) | Kazachstan    | 1 – 0   | Noord-Ierland | Stadion: Astana Arena, Astana Toeschouwers: 28.458 Scheidsrechter: Daniel Schlager |
| 10 september 2023 «onderlinge duels» 19.00 (UTC+6) | Samorodov 27' | Verslag |               | Stadion: Astana Arena, Astana Toeschouwers: 28.458 Scheidsrechter: Daniel Schlager |
| 10 september 2023 «onderlinge duels» 19.00 (UTC+6) |               |         |               | Stadion: Astana Arena, Astana Toeschouwers: 28.458 Scheidsrechter: Daniel Schlager |
| 10 september 2023 «onderlinge duels» 19.00 (UTC+6) |               |         |               | Stadion: Astana Arena, Astana Toeschouwers: 28.458 Scheidsrechter: Daniel Schlager |
|                                                    |               |         |               |                                                                                    |

|                                                    |         |         |              |                                                                                         |
| 10 september 2023 «onderlinge duels» 19.00 (UTC+3) | Finland | 0 – 1   | Denemarken   | Stadion: Olympiastadion, Helsinki Toeschouwers: 32.571 Scheidsrechter: Szymon Marciniak |
| 10 september 2023 «onderlinge duels» 19.00 (UTC+3) |         | Verslag | 86' Højbjerg | Stadion: Olympiastadion, Helsinki Toeschouwers: 32.571 Scheidsrechter: Szymon Marciniak |
| 10 september 2023 «onderlinge duels» 19.00 (UTC+3) |         |         |              | Stadion: Olympiastadion, Helsinki Toeschouwers: 32.571 Scheidsrechter: Szymon Marciniak |
| 10 september 2023 «onderlinge duels» 19.00 (UTC+3) |         |         |              | Stadion: Olympiastadion, Helsinki Toeschouwers: 32.571 Scheidsrechter: Szymon Marciniak |
|                                                    |         |         |              |                                                                                         |

|                                                    |            |         |                                                 |                                                                                       |
| 10 september 2023 «onderlinge duels» 20.45 (UTC+2) | San Marino | 0 – 4   | Slovenië                                        | Stadion: Stadio Olimpico, Serravalle Toeschouwers: 844 Scheidsrechter: Mykola Balakin |
| 10 september 2023 «onderlinge duels» 20.45 (UTC+2) |            | Verslag | 4' Vipotnik 16' Mlakar 61' Lovrić 67' Karničnik | Stadion: Stadio Olimpico, Serravalle Toeschouwers: 844 Scheidsrechter: Mykola Balakin |
| 10 september 2023 «onderlinge duels» 20.45 (UTC+2) |            |         |                                                 | Stadion: Stadio Olimpico, Serravalle Toeschouwers: 844 Scheidsrechter: Mykola Balakin |
| 10 september 2023 «onderlinge duels» 20.45 (UTC+2) |            |         |                                                 | Stadion: Stadio Olimpico, Serravalle Toeschouwers: 844 Scheidsrechter: Mykola Balakin |
|                                                    |            |         |                                                 |                                                                                       |

|                                                  |                                     |         |            |                                                                                        |
| 14 oktober 2023 «onderlinge duels» 14.00 (UTC+1) | Noord-Ierland                       | 3 – 0   | San Marino | Stadion: Windsor Park, Belfast Toeschouwers: 17.886 Scheidsrechter: Bram Van Driessche |
| 14 oktober 2023 «onderlinge duels» 14.00 (UTC+1) | Smyth 5' Magennis 11' McMenamin 81' | Verslag |            | Stadion: Windsor Park, Belfast Toeschouwers: 17.886 Scheidsrechter: Bram Van Driessche |
| 14 oktober 2023 «onderlinge duels» 14.00 (UTC+1) |                                     |         |            | Stadion: Windsor Park, Belfast Toeschouwers: 17.886 Scheidsrechter: Bram Van Driessche |
| 14 oktober 2023 «onderlinge duels» 14.00 (UTC+1) |                                     |         |            | Stadion: Windsor Park, Belfast Toeschouwers: 17.886 Scheidsrechter: Bram Van Driessche |
|                                                  |                                     |         |            |                                                                                        |

|                                                  |                                   |         |         |                                                                                        |
| 14 oktober 2023 «onderlinge duels» 18.00 (UTC+2) | Slovenië                          | 3 – 0   | Finland | Stadion: Stožicestadion, Ljubljana Toeschouwers: 15.823 Scheidsrechter: Daniele Orsato |
| 14 oktober 2023 «onderlinge duels» 18.00 (UTC+2) | Šeško 16' (pen.), 28' Janža 90+3' | Verslag |         | Stadion: Stožicestadion, Ljubljana Toeschouwers: 15.823 Scheidsrechter: Daniele Orsato |
| 14 oktober 2023 «onderlinge duels» 18.00 (UTC+2) |                                   |         |         | Stadion: Stožicestadion, Ljubljana Toeschouwers: 15.823 Scheidsrechter: Daniele Orsato |
| 14 oktober 2023 «onderlinge duels» 18.00 (UTC+2) |                                   |         |         | Stadion: Stožicestadion, Ljubljana Toeschouwers: 15.823 Scheidsrechter: Daniele Orsato |
|                                                  |                                   |         |         |                                                                                        |

|                                                  |                          |         |                 |                                                                                 |
| 14 oktober 2023 «onderlinge duels» 20.45 (UTC+2) | Denemarken               | 3 – 1   | Kazachstan      | Stadion: Parken, Kopenhagen Toeschouwers: 35.845 Scheidsrechter: Michael Oliver |
| 14 oktober 2023 «onderlinge duels» 20.45 (UTC+2) | Wind 36' Skov 45+1', 48' | Verslag | 58' Vorogovskiy | Stadion: Parken, Kopenhagen Toeschouwers: 35.845 Scheidsrechter: Michael Oliver |
| 14 oktober 2023 «onderlinge duels» 20.45 (UTC+2) |                          |         |                 | Stadion: Parken, Kopenhagen Toeschouwers: 35.845 Scheidsrechter: Michael Oliver |
| 14 oktober 2023 «onderlinge duels» 20.45 (UTC+2) |                          |         |                 | Stadion: Parken, Kopenhagen Toeschouwers: 35.845 Scheidsrechter: Michael Oliver |
|                                                  |                          |         |                 |                                                                                 |

|                                                  |            |         |                             |                                                                                     |
| 17 oktober 2023 «onderlinge duels» 19.00 (UTC+3) | Finland    | 1 – 2   | Kazachstan                  | Stadion: Olympiastadion, Helsinki Toeschouwers: 30.375 Scheidsrechter: Irfan Peljto |
| 17 oktober 2023 «onderlinge duels» 19.00 (UTC+3) | Taylor 28' | Verslag | 77' (pen.), 89' Zaynutdinov | Stadion: Olympiastadion, Helsinki Toeschouwers: 30.375 Scheidsrechter: Irfan Peljto |
| 17 oktober 2023 «onderlinge duels» 19.00 (UTC+3) |            |         |                             | Stadion: Olympiastadion, Helsinki Toeschouwers: 30.375 Scheidsrechter: Irfan Peljto |
| 17 oktober 2023 «onderlinge duels» 19.00 (UTC+3) |            |         |                             | Stadion: Olympiastadion, Helsinki Toeschouwers: 30.375 Scheidsrechter: Irfan Peljto |
|                                                  |            |         |                             |                                                                                     |

|                                                  |                    |         |                 |                                                                                   |
| 17 oktober 2023 «onderlinge duels» 19.45 (UTC+1) | Noord-Ierland      | 0 – 1   | Slovenië        | Stadion: Windsor Park, Belfast Toeschouwers: 16.332 Scheidsrechter: István Kovács |
| 17 oktober 2023 «onderlinge duels» 19.45 (UTC+1) | S. Charles 4', 58' | Verslag | 5' Gnezda Čerin | Stadion: Windsor Park, Belfast Toeschouwers: 16.332 Scheidsrechter: István Kovács |
| 17 oktober 2023 «onderlinge duels» 19.45 (UTC+1) |                    |         |                 | Stadion: Windsor Park, Belfast Toeschouwers: 16.332 Scheidsrechter: István Kovács |
| 17 oktober 2023 «onderlinge duels» 19.45 (UTC+1) |                    |         |                 | Stadion: Windsor Park, Belfast Toeschouwers: 16.332 Scheidsrechter: István Kovács |
|                                                  |                    |         |                 |                                                                                   |

|                                                  |               |         |                         |                                                                                             |
| 17 oktober 2023 «onderlinge duels» 20.45 (UTC+2) | San Marino    | 1 – 2   | Denemarken              | Stadion: Stadio Olimpico, Serravalle Toeschouwers: 2.984 Scheidsrechter: Viktor Kopijevskyj |
| 17 oktober 2023 «onderlinge duels» 20.45 (UTC+2) | Golinucci 61' | Verslag | 42' Højlund 70' Poulsen | Stadion: Stadio Olimpico, Serravalle Toeschouwers: 2.984 Scheidsrechter: Viktor Kopijevskyj |
| 17 oktober 2023 «onderlinge duels» 20.45 (UTC+2) |               |         |                         | Stadion: Stadio Olimpico, Serravalle Toeschouwers: 2.984 Scheidsrechter: Viktor Kopijevskyj |
| 17 oktober 2023 «onderlinge duels» 20.45 (UTC+2) |               |         |                         | Stadion: Stadio Olimpico, Serravalle Toeschouwers: 2.984 Scheidsrechter: Viktor Kopijevskyj |
|                                                  |               |         |                         |                                                                                             |

|                                                   |                                           |         |               |                                                                                   |
| 17 november 2023 «onderlinge duels» 21.00 (UTC+6) | Kazachstan                                | 3 – 1   | San Marino    | Stadion: Astana Arena, Astana Toeschouwers: 30.100 Scheidsrechter: Harald Lechner |
| 17 november 2023 «onderlinge duels» 21.00 (UTC+6) | Tsjesnokov 19', 51' Aymbetov 90+2' (pen.) | Verslag | 60' Franciosi | Stadion: Astana Arena, Astana Toeschouwers: 30.100 Scheidsrechter: Harald Lechner |
| 17 november 2023 «onderlinge duels» 21.00 (UTC+6) |                                           |         |               | Stadion: Astana Arena, Astana Toeschouwers: 30.100 Scheidsrechter: Harald Lechner |
| 17 november 2023 «onderlinge duels» 21.00 (UTC+6) |                                           |         |               | Stadion: Astana Arena, Astana Toeschouwers: 30.100 Scheidsrechter: Harald Lechner |
|                                                   |                                           |         |               |                                                                                   |

|                                                   |                                                    |         |               |                                                                                      |
| 17 november 2023 «onderlinge duels» 19.00 (UTC+2) | Finland                                            | 4 – 0   | Noord-Ierland | Stadion: Olympiastadion, Helsinki Toeschouwers: 28.711 Scheidsrechter: Aliyar Ağayev |
| 17 november 2023 «onderlinge duels» 19.00 (UTC+2) | Pohjanpalo 42' (pen.) Håkans 48' Pukki 73' Lod 88' | Verslag |               | Stadion: Olympiastadion, Helsinki Toeschouwers: 28.711 Scheidsrechter: Aliyar Ağayev |
| 17 november 2023 «onderlinge duels» 19.00 (UTC+2) |                                                    |         |               | Stadion: Olympiastadion, Helsinki Toeschouwers: 28.711 Scheidsrechter: Aliyar Ağayev |
| 17 november 2023 «onderlinge duels» 19.00 (UTC+2) |                                                    |         |               | Stadion: Olympiastadion, Helsinki Toeschouwers: 28.711 Scheidsrechter: Aliyar Ağayev |
|                                                   |                                                    |         |               |                                                                                      |

|                                                   |                       |         |           |                                                                                              |
| 17 november 2023 «onderlinge duels» 20.45 (UTC+1) | Denemarken            | 2 – 1   | Slovenië  | Stadion: Parken, Kopenhagen Toeschouwers: 35.608 Scheidsrechter: José María Sánchez Martínez |
| 17 november 2023 «onderlinge duels» 20.45 (UTC+1) | Mæhle 26' Delaney 54' | Verslag | 30' Janža | Stadion: Parken, Kopenhagen Toeschouwers: 35.608 Scheidsrechter: José María Sánchez Martínez |
| 17 november 2023 «onderlinge duels» 20.45 (UTC+1) |                       |         |           | Stadion: Parken, Kopenhagen Toeschouwers: 35.608 Scheidsrechter: José María Sánchez Martínez |
| 17 november 2023 «onderlinge duels» 20.45 (UTC+1) |                       |         |           | Stadion: Parken, Kopenhagen Toeschouwers: 35.608 Scheidsrechter: José María Sánchez Martínez |
|                                                   |                       |         |           |                                                                                              |

|                                                 |                          |         |            |                                                                                    |
| 20 november 2022 «onderlinge duels» 19.45 (UTC) | Noord-Ierland            | 2 – 0   | Denemarken | Stadion: Windsor Park, Belfast Toeschouwers: 17.366 Scheidsrechter: Jérôme Brisard |
| 20 november 2022 «onderlinge duels» 19.45 (UTC) | Price 60' D. Charles 81' | Verslag |            | Stadion: Windsor Park, Belfast Toeschouwers: 17.366 Scheidsrechter: Jérôme Brisard |
| 20 november 2022 «onderlinge duels» 19.45 (UTC) |                          |         |            | Stadion: Windsor Park, Belfast Toeschouwers: 17.366 Scheidsrechter: Jérôme Brisard |
| 20 november 2022 «onderlinge duels» 19.45 (UTC) |                          |         |            | Stadion: Windsor Park, Belfast Toeschouwers: 17.366 Scheidsrechter: Jérôme Brisard |
|                                                 |                          |         |            |                                                                                    |

|                                                   |                      |         |                |                                                                                                |
| 20 november 2023 «onderlinge duels» 20.45 (UTC+1) | San Marino           | 1 – 2   | Finland        | Stadion: Stadio Olimpico, Serravalle Toeschouwers: 1.427 Scheidsrechter: Manfredas Lukjančukas |
| 20 november 2023 «onderlinge duels» 20.45 (UTC+1) | Berardi 90+7' (pen.) | Verslag | 50', 58' Soiri | Stadion: Stadio Olimpico, Serravalle Toeschouwers: 1.427 Scheidsrechter: Manfredas Lukjančukas |
| 20 november 2023 «onderlinge duels» 20.45 (UTC+1) |                      |         |                | Stadion: Stadio Olimpico, Serravalle Toeschouwers: 1.427 Scheidsrechter: Manfredas Lukjančukas |
| 20 november 2023 «onderlinge duels» 20.45 (UTC+1) |                      |         |                | Stadion: Stadio Olimpico, Serravalle Toeschouwers: 1.427 Scheidsrechter: Manfredas Lukjančukas |
|                                                   |                      |         |                |                                                                                                |

|                                                   |                             |         |            |                                                                                          |
| 20 november 2023 «onderlinge duels» 20.45 (UTC+1) | Slovenië                    | 2 – 1   | Kazachstan | Stadion: Stožicestadion, Ljubljana Toeschouwers: 16.432 Scheidsrechter: Szymon Marciniak |
| 20 november 2023 «onderlinge duels» 20.45 (UTC+1) | Šeško 41' (pen.) Verbič 86' | Verslag | 48' Orazov | Stadion: Stožicestadion, Ljubljana Toeschouwers: 16.432 Scheidsrechter: Szymon Marciniak |
| 20 november 2023 «onderlinge duels» 20.45 (UTC+1) |                             |         |            | Stadion: Stožicestadion, Ljubljana Toeschouwers: 16.432 Scheidsrechter: Szymon Marciniak |
| 20 november 2023 «onderlinge duels» 20.45 (UTC+1) |                             |         |            | Stadion: Stožicestadion, Ljubljana Toeschouwers: 16.432 Scheidsrechter: Szymon Marciniak |
|                                                   |                             |         |            |                                                                                          |

### Groep I
| Pos | Team        | Wed | W | G | V | Ptn | DV | DT | +/− | Kwalificatie                     |       |       |       |       |       |       |       |
| --- | ----------- | --- | - | - | - | --- | -- | -- | --- | -------------------------------- | ----- | ----- | ----- | ----- | ----- | ----- | ----- |
| 1   | Roemenië    | 10  | 6 | 4 | 0 | 22  | 16 | 5  | +11 | Geplaatst voor het hoofdtoernooi |       |       | 1 – 0 | 1 – 1 | 2 – 1 | 2 – 0 | 4 – 0 |
| 2   | Zwitserland | 10  | 4 | 5 | 1 | 17  | 22 | 11 | +11 | Geplaatst voor het hoofdtoernooi |       | 2 – 2 |       | 3 – 0 | 3 – 3 | 1 – 1 | 3 – 0 |
| 3   | Israël      | 10  | 4 | 3 | 3 | 15  | 11 | 11 | 0   | Geplaatst voor de play-offs      |       | 1 – 2 | 1 – 1 |       | 1 – 0 | 1 – 1 | 2 – 1 |
| 4   | Wit-Rusland | 10  | 3 | 3 | 4 | 12  | 9  | 14 | −5  |                                  |       | 0 – 0 | 0 – 5 | 1 – 2 |       | 2 – 1 | 1 – 0 |
| 5   | Kosovo      | 10  | 2 | 5 | 3 | 11  | 10 | 10 | 0   |                                  | 0 – 0 | 2 – 2 | 1 – 0 | 0 – 1 |       | 1 – 1 |       |
| 6   | Andorra     | 10  | 0 | 2 | 8 | 2   | 3  | 20 | −17 |                                  | 0 – 2 | 1 – 2 | 0 – 2 | 0 – 0 | 0 – 3 |       |       |

|                                                |             |         |                                            | |
| 25 maart 2023 «onderlinge duels» 18.00 (UTC+1) | Wit-Rusland | 0 – 5   | Zwitserland                                | Stadion: Karadjordjestadion, Novi Sad (Servië) Toeschouwers: 0 Scheidsrechter: Alejandro Hernández |
| 25 maart 2023 «onderlinge duels» 18.00 (UTC+1) |             | Verslag | 4', 17', 29' Steffen 62' Xhaka 65' Amdouni | Stadion: Karadjordjestadion, Novi Sad (Servië) Toeschouwers: 0 Scheidsrechter: Alejandro Hernández |
| 25 maart 2023 «onderlinge duels» 18.00 (UTC+1) |             |         |                                            | Stadion: Karadjordjestadion, Novi Sad (Servië) Toeschouwers: 0 Scheidsrechter: Alejandro Hernández |
| 25 maart 2023 «onderlinge duels» 18.00 (UTC+1) |             |         |                                            | Stadion: Karadjordjestadion, Novi Sad (Servië) Toeschouwers: 0 Scheidsrechter: Alejandro Hernández |
|                                                |             |         |                                            | |

|                                                |            |         |                 |                                                                                          |
| 25 maart 2023 «onderlinge duels» 19.00 (UTC+3) | Israël     | 1 – 1   | Kosovo          | Stadion: Bloomfieldstadion, Tel Aviv Toeschouwers: 28.935 Scheidsrechter: William Collum |
| 25 maart 2023 «onderlinge duels» 19.00 (UTC+3) | Peretz 56' | Verslag | 36' (e.d.) Dasa | Stadion: Bloomfieldstadion, Tel Aviv Toeschouwers: 28.935 Scheidsrechter: William Collum |
| 25 maart 2023 «onderlinge duels» 19.00 (UTC+3) |            |         |                 | Stadion: Bloomfieldstadion, Tel Aviv Toeschouwers: 28.935 Scheidsrechter: William Collum |
| 25 maart 2023 «onderlinge duels» 19.00 (UTC+3) |            |         |                 | Stadion: Bloomfieldstadion, Tel Aviv Toeschouwers: 28.935 Scheidsrechter: William Collum |
|                                                |            |         |                 |                                                                                          |

|                                                |                |         |                    |                                                                                          |
| 25 maart 2023 «onderlinge duels» 20.45 (UTC+1) | Andorra        | 0 – 2   | Roemenië           | Stadion: Estadi Nacional, Andorra la Vella Toeschouwers: 2.927 Scheidsrechter: Dario Bel |
| 25 maart 2023 «onderlinge duels» 20.45 (UTC+1) | Rebés 59', 61' | Verslag | 35' Man 50' Alibec | Stadion: Estadi Nacional, Andorra la Vella Toeschouwers: 2.927 Scheidsrechter: Dario Bel |
| 25 maart 2023 «onderlinge duels» 20.45 (UTC+1) |                |         |                    | Stadion: Estadi Nacional, Andorra la Vella Toeschouwers: 2.927 Scheidsrechter: Dario Bel |
| 25 maart 2023 «onderlinge duels» 20.45 (UTC+1) |                |         |                    | Stadion: Estadi Nacional, Andorra la Vella Toeschouwers: 2.927 Scheidsrechter: Dario Bel |
|                                                |                |         |                    |                                                                                          |

|                                                |                                   |         |        |                                                                                        |
| 28 maart 2023 «onderlinge duels» 20.45 (UTC+2) | Zwitserland                       | 3 – 0   | Israël | Stadion: Stade de Genève, Genève Toeschouwers: 14.819 Scheidsrechter: Nikola Dabanović |
| 28 maart 2023 «onderlinge duels» 20.45 (UTC+2) | Vargas 39' Amdouni 48' Widmer 52' | Verslag |        | Stadion: Stade de Genève, Genève Toeschouwers: 14.819 Scheidsrechter: Nikola Dabanović |
| 28 maart 2023 «onderlinge duels» 20.45 (UTC+2) |                                   |         |        | Stadion: Stade de Genève, Genève Toeschouwers: 14.819 Scheidsrechter: Nikola Dabanović |
| 28 maart 2023 «onderlinge duels» 20.45 (UTC+2) |                                   |         |        | Stadion: Stade de Genève, Genève Toeschouwers: 14.819 Scheidsrechter: Nikola Dabanović |
|                                                |                                   |         |        |                                                                                        |

|                                                |                       |         |             |                                                                                          |
| 28 maart 2023 «onderlinge duels» 21.45 (UTC+3) | Roemenië              | 2 – 1   | Wit-Rusland | Stadion: Arena Națională, Boekarest Toeschouwers: 27.837 Scheidsrechter: Allard Lindhout |
| 28 maart 2023 «onderlinge duels» 21.45 (UTC+3) | Stanciu 17' Burcă 19' | Verslag | 86' Morozov | Stadion: Arena Națională, Boekarest Toeschouwers: 27.837 Scheidsrechter: Allard Lindhout |
| 28 maart 2023 «onderlinge duels» 21.45 (UTC+3) |                       |         |             | Stadion: Arena Națională, Boekarest Toeschouwers: 27.837 Scheidsrechter: Allard Lindhout |
| 28 maart 2023 «onderlinge duels» 21.45 (UTC+3) |                       |         |             | Stadion: Arena Națională, Boekarest Toeschouwers: 27.837 Scheidsrechter: Allard Lindhout |
|                                                |                       |         |             |                                                                                          |

|                                                |              |         |           |                                                                                                |
| 28 maart 2023 «onderlinge duels» 20.45 (UTC+2) | Kosovo       | 1 – 1   | Andorra   | Stadion: Fadil Vokrristadion, Pristina Toeschouwers: 12.600 Scheidsrechter: Sebastian Gishamer |
| 28 maart 2023 «onderlinge duels» 20.45 (UTC+2) | Zhegrova 59' | Verslag | 61' Rosas | Stadion: Fadil Vokrristadion, Pristina Toeschouwers: 12.600 Scheidsrechter: Sebastian Gishamer |
| 28 maart 2023 «onderlinge duels» 20.45 (UTC+2) |              |         |           | Stadion: Fadil Vokrristadion, Pristina Toeschouwers: 12.600 Scheidsrechter: Sebastian Gishamer |
| 28 maart 2023 «onderlinge duels» 20.45 (UTC+2) |              |         |           | Stadion: Fadil Vokrristadion, Pristina Toeschouwers: 12.600 Scheidsrechter: Sebastian Gishamer |
|                                                |              |         |           |                                                                                                |

|                                               |            |         |                        |                                                                                             |
| 16 juni 2023 «onderlinge duels» 20.45 (UTC+2) | Andorra    | 1 – 2   | Zwitserland            | Stadion: Estadi Nacional, Andorra la Vella Toeschouwers: 2.490 Scheidsrechter: Balázs Berke |
| 16 juni 2023 «onderlinge duels» 20.45 (UTC+2) | Vieira 67' | Verslag | 7' Freuler 33' Amdouni | Stadion: Estadi Nacional, Andorra la Vella Toeschouwers: 2.490 Scheidsrechter: Balázs Berke |
| 16 juni 2023 «onderlinge duels» 20.45 (UTC+2) |            |         |                        | Stadion: Estadi Nacional, Andorra la Vella Toeschouwers: 2.490 Scheidsrechter: Balázs Berke |
| 16 juni 2023 «onderlinge duels» 20.45 (UTC+2) |            |         |                        | Stadion: Estadi Nacional, Andorra la Vella Toeschouwers: 2.490 Scheidsrechter: Balázs Berke |
|                                               |            |         |                        |                                                                                             |

|                                               |             |         |                                  | |
| 16 juni 2023 «onderlinge duels» 20.45 (UTC+2) | Wit-Rusland | 1 – 2   | Israël                           | Stadion: Szusza Ferencstadion, Boedapest (Hongarije) Toeschouwers: 0 Scheidsrechter: Jarred Gillett |
| 16 juni 2023 «onderlinge duels» 20.45 (UTC+2) | Ebong 16'   | Verslag | 85' (pen.) Weissman 90+2' Gloukh | Stadion: Szusza Ferencstadion, Boedapest (Hongarije) Toeschouwers: 0 Scheidsrechter: Jarred Gillett |
| 16 juni 2023 «onderlinge duels» 20.45 (UTC+2) |             |         |                                  | Stadion: Szusza Ferencstadion, Boedapest (Hongarije) Toeschouwers: 0 Scheidsrechter: Jarred Gillett |
| 16 juni 2023 «onderlinge duels» 20.45 (UTC+2) |             |         |                                  | Stadion: Szusza Ferencstadion, Boedapest (Hongarije) Toeschouwers: 0 Scheidsrechter: Jarred Gillett |
|                                               |             |         |                                  | |

|                                               |         |       |          |                                                                                            |
| 16 juni 2023 «onderlinge duels» 20.45 (UTC+2) | Kosovo  | 0 – 0 | Roemenië | Stadion: Fadil Vokrristadion, Pristina Toeschouwers: 11.000 Scheidsrechter: Danny Makkelie |
| 16 juni 2023 «onderlinge duels» 20.45 (UTC+2) | Verslag |       |          | Stadion: Fadil Vokrristadion, Pristina Toeschouwers: 11.000 Scheidsrechter: Danny Makkelie |
| 16 juni 2023 «onderlinge duels» 20.45 (UTC+2) |         |       |          | Stadion: Fadil Vokrristadion, Pristina Toeschouwers: 11.000 Scheidsrechter: Danny Makkelie |
| 16 juni 2023 «onderlinge duels» 20.45 (UTC+2) |         |       |          | Stadion: Fadil Vokrristadion, Pristina Toeschouwers: 11.000 Scheidsrechter: Danny Makkelie |
|                                               |         |       |          |                                                                                            |

|                                               |                       |         |                   | |
| 19 juni 2023 «onderlinge duels» 20.45 (UTC+2) | Wit-Rusland           | 2 – 1   | Kosovo            | Stadion: Szusza Ferencstadion, Boedapest (Hongarije) Toeschouwers: 0 Scheidsrechter: Julian Weinberger |
| 19 juni 2023 «onderlinge duels» 20.45 (UTC+2) | Morozov 73' Ebong 75' | Verslag | 87' (pen.) Muriqi | Stadion: Szusza Ferencstadion, Boedapest (Hongarije) Toeschouwers: 0 Scheidsrechter: Julian Weinberger |
| 19 juni 2023 «onderlinge duels» 20.45 (UTC+2) |                       |         |                   | Stadion: Szusza Ferencstadion, Boedapest (Hongarije) Toeschouwers: 0 Scheidsrechter: Julian Weinberger |
| 19 juni 2023 «onderlinge duels» 20.45 (UTC+2) |                       |         |                   | Stadion: Szusza Ferencstadion, Boedapest (Hongarije) Toeschouwers: 0 Scheidsrechter: Julian Weinberger |
|                                               |                       |         |                   | |

|                                               |                        |         |           |                                                                                         |
| 19 juni 2023 «onderlinge duels» 21.45 (UTC+3) | Israël                 | 2 – 1   | Andorra   | Stadion: Teddystadion, Jeruzalem Toeschouwers: 13.300 Scheidsrechter: Dragomir Draganov |
| 19 juni 2023 «onderlinge duels» 21.45 (UTC+3) | Shlomo 42' Solomon 61' | Verslag | 52' Rosas | Stadion: Teddystadion, Jeruzalem Toeschouwers: 13.300 Scheidsrechter: Dragomir Draganov |
| 19 juni 2023 «onderlinge duels» 21.45 (UTC+3) |                        |         |           | Stadion: Teddystadion, Jeruzalem Toeschouwers: 13.300 Scheidsrechter: Dragomir Draganov |
| 19 juni 2023 «onderlinge duels» 21.45 (UTC+3) |                        |         |           | Stadion: Teddystadion, Jeruzalem Toeschouwers: 13.300 Scheidsrechter: Dragomir Draganov |
|                                               |                        |         |           |                                                                                         |

|                                               |                  |         |                    |                                                                                    |
| 19 juni 2023 «onderlinge duels» 20.45 (UTC+2) | Zwitserland      | 2 – 2   | Roemenië           | Stadion: Swissporarena, Luzern Toeschouwers: 14.400 Scheidsrechter: Daniele Orsato |
| 19 juni 2023 «onderlinge duels» 20.45 (UTC+2) | Amdouni 28', 41' | Verslag | 89', 90+2' Mihăilă | Stadion: Swissporarena, Luzern Toeschouwers: 14.400 Scheidsrechter: Daniele Orsato |
| 19 juni 2023 «onderlinge duels» 20.45 (UTC+2) |                  |         |                    | Stadion: Swissporarena, Luzern Toeschouwers: 14.400 Scheidsrechter: Daniele Orsato |
| 19 juni 2023 «onderlinge duels» 20.45 (UTC+2) |                  |         |                    | Stadion: Swissporarena, Luzern Toeschouwers: 14.400 Scheidsrechter: Daniele Orsato |
|                                               |                  |         |                    |                                                                                    |

|                                                   |         |       |             |                                                                                                |
| 9 september 2023 «onderlinge duels» 18.00 (UTC+2) | Andorra | 0 – 0 | Wit-Rusland | Stadion: Estadi Nacional, Andorra la Vella Toeschouwers: 1.026 Scheidsrechter: Eldorjan Hamiti |
| 9 september 2023 «onderlinge duels» 18.00 (UTC+2) | Verslag |       |             | Stadion: Estadi Nacional, Andorra la Vella Toeschouwers: 1.026 Scheidsrechter: Eldorjan Hamiti |
| 9 september 2023 «onderlinge duels» 18.00 (UTC+2) |         |       |             | Stadion: Estadi Nacional, Andorra la Vella Toeschouwers: 1.026 Scheidsrechter: Eldorjan Hamiti |
| 9 september 2023 «onderlinge duels» 18.00 (UTC+2) |         |       |             | Stadion: Estadi Nacional, Andorra la Vella Toeschouwers: 1.026 Scheidsrechter: Eldorjan Hamiti |
|                                                   |         |       |             |                                                                                                |

|                                                   |                   |         |                                     |                                                                                          |
| 9 september 2023 «onderlinge duels» 20.45 (UTC+2) | Kosovo            | 2 – 2   | Zwitserland                         | Stadion: Fadil Vokrristadion, Pristina Toeschouwers: 12.700 Scheidsrechter: Jakob Kehlet |
| 9 september 2023 «onderlinge duels» 20.45 (UTC+2) | Muriqi 65', 90+4' | Verslag | 14' Freuler 79' (e.d.) Am. Rrahmani | Stadion: Fadil Vokrristadion, Pristina Toeschouwers: 12.700 Scheidsrechter: Jakob Kehlet |
| 9 september 2023 «onderlinge duels» 20.45 (UTC+2) |                   |         |                                     | Stadion: Fadil Vokrristadion, Pristina Toeschouwers: 12.700 Scheidsrechter: Jakob Kehlet |
| 9 september 2023 «onderlinge duels» 20.45 (UTC+2) |                   |         |                                     | Stadion: Fadil Vokrristadion, Pristina Toeschouwers: 12.700 Scheidsrechter: Jakob Kehlet |
|                                                   |                   |         |                                     |                                                                                          |

|                                                   |            |         |            |                                                                                        |
| 9 september 2023 «onderlinge duels» 21.45 (UTC+3) | Roemenië   | 1 – 1   | Israël     | Stadion: Arena Națională, Boekarest Toeschouwers: 49.193 Scheidsrechter: Slavko Vinčić |
| 9 september 2023 «onderlinge duels» 21.45 (UTC+3) | Alibec 27' | Verslag | 53' Gloukh | Stadion: Arena Națională, Boekarest Toeschouwers: 49.193 Scheidsrechter: Slavko Vinčić |
| 9 september 2023 «onderlinge duels» 21.45 (UTC+3) |            |         |            | Stadion: Arena Națională, Boekarest Toeschouwers: 49.193 Scheidsrechter: Slavko Vinčić |
| 9 september 2023 «onderlinge duels» 21.45 (UTC+3) |            |         |            | Stadion: Arena Națională, Boekarest Toeschouwers: 49.193 Scheidsrechter: Slavko Vinčić |
|                                                   |            |         |            |                                                                                        |

|                                                    |                   |         |             | |
| 12 september 2023 «onderlinge duels» 21.45 (UTC+3) | Israël            | 1 – 0   | Wit-Rusland | Stadion: Bloomfieldstadion, Tel Aviv Toeschouwers: 28.435 Scheidsrechter: Ricardo de Burgos Bengoetxea |
| 12 september 2023 «onderlinge duels» 21.45 (UTC+3) | Kanichowsky 90+3' | Verslag |             | Stadion: Bloomfieldstadion, Tel Aviv Toeschouwers: 28.435 Scheidsrechter: Ricardo de Burgos Bengoetxea |
| 12 september 2023 «onderlinge duels» 21.45 (UTC+3) |                   |         |             | Stadion: Bloomfieldstadion, Tel Aviv Toeschouwers: 28.435 Scheidsrechter: Ricardo de Burgos Bengoetxea |
| 12 september 2023 «onderlinge duels» 21.45 (UTC+3) |                   |         |             | Stadion: Bloomfieldstadion, Tel Aviv Toeschouwers: 28.435 Scheidsrechter: Ricardo de Burgos Bengoetxea |
|                                                    |                   |         |             | |

|                                                    |                           |         |                 |                                                                                        |
| 12 september 2023 «onderlinge duels» 21.45 (UTC+3) | Roemenië                  | 2 – 0   | Kosovo          | Stadion: Arena Națională, Boekarest Toeschouwers: 29.982 Scheidsrechter: Willy Delajod |
| 12 september 2023 «onderlinge duels» 21.45 (UTC+3) | Stanciu 83' Mihăilă 90+3' | Verslag | 18', 42' Muriqi | Stadion: Arena Națională, Boekarest Toeschouwers: 29.982 Scheidsrechter: Willy Delajod |
| 12 september 2023 «onderlinge duels» 21.45 (UTC+3) |                           |         |                 | Stadion: Arena Națională, Boekarest Toeschouwers: 29.982 Scheidsrechter: Willy Delajod |
| 12 september 2023 «onderlinge duels» 21.45 (UTC+3) |                           |         |                 | Stadion: Arena Națională, Boekarest Toeschouwers: 29.982 Scheidsrechter: Willy Delajod |
|                                                    |                           |         |                 |                                                                                        |

|                                                    |                                          |         |         |                                                                                       |
| 12 september 2023 «onderlinge duels» 20.45 (UTC+2) | Zwitserland                              | 3 – 0   | Andorra | Stadion: Stade de Tourbillon, Sion Toeschouwers: 9.000 Scheidsrechter: Elchin Masiyev |
| 12 september 2023 «onderlinge duels» 20.45 (UTC+2) | Itten 49' Xhaka 84' Shaqiri 90+3' (pen.) | Verslag |         | Stadion: Stade de Tourbillon, Sion Toeschouwers: 9.000 Scheidsrechter: Elchin Masiyev |
| 12 september 2023 «onderlinge duels» 20.45 (UTC+2) |                                          |         |         | Stadion: Stade de Tourbillon, Sion Toeschouwers: 9.000 Scheidsrechter: Elchin Masiyev |
| 12 september 2023 «onderlinge duels» 20.45 (UTC+2) |                                          |         |         | Stadion: Stade de Tourbillon, Sion Toeschouwers: 9.000 Scheidsrechter: Elchin Masiyev |
|                                                    |                                          |         |         |                                                                                       |

|                                                  |         |         |                             |                                                                                           |
| 12 oktober 2023 «onderlinge duels» 20.45 (UTC+2) | Andorra | 0 – 3   | Kosovo                      | Stadion: Estadi Nacional, Andorra la Vella Toeschouwers: 1.207 Scheidsrechter: Nick Walsh |
| 12 oktober 2023 «onderlinge duels» 20.45 (UTC+2) |         | Verslag | 26', 71' Rashica 83' Zeqiri | Stadion: Estadi Nacional, Andorra la Vella Toeschouwers: 1.207 Scheidsrechter: Nick Walsh |
| 12 oktober 2023 «onderlinge duels» 20.45 (UTC+2) |         |         |                             | Stadion: Estadi Nacional, Andorra la Vella Toeschouwers: 1.207 Scheidsrechter: Nick Walsh |
| 12 oktober 2023 «onderlinge duels» 20.45 (UTC+2) |         |         |                             | Stadion: Estadi Nacional, Andorra la Vella Toeschouwers: 1.207 Scheidsrechter: Nick Walsh |
|                                                  |         |         |                             |                                                                                           |

|                                                  |             |       |          |                                                                                                  |
| 12 oktober 2023 «onderlinge duels» 20.45 (UTC+2) | Wit-Rusland | 0 – 0 | Roemenië | Stadion: Szusza Ferencstadion, Boedapest (Hongarije) Toeschouwers: 0 Scheidsrechter: Espen Eskås |
| 12 oktober 2023 «onderlinge duels» 20.45 (UTC+2) | Verslag     |       |          | Stadion: Szusza Ferencstadion, Boedapest (Hongarije) Toeschouwers: 0 Scheidsrechter: Espen Eskås |
| 12 oktober 2023 «onderlinge duels» 20.45 (UTC+2) |             |       |          | Stadion: Szusza Ferencstadion, Boedapest (Hongarije) Toeschouwers: 0 Scheidsrechter: Espen Eskås |
| 12 oktober 2023 «onderlinge duels» 20.45 (UTC+2) |             |       |          | Stadion: Szusza Ferencstadion, Boedapest (Hongarije) Toeschouwers: 0 Scheidsrechter: Espen Eskås |
|                                                  |             |       |          |                                                                                                  |

|                                                  |                                    |         |                                       |                                                                                     |
| 15 oktober 2023 «onderlinge duels» 18.00 (UTC+2) | Zwitserland                        | 3 – 3   | Wit-Rusland                           | Stadion: Kybunpark, Sankt Gallen Toeschouwers: 17.000 Scheidsrechter: João Pinheiro |
| 15 oktober 2023 «onderlinge duels» 18.00 (UTC+2) | Shaqiri 28' Akanji 89' Amdouni 90' | Verslag | 61' Ebong 69' Poljakov 84' Antilevski | Stadion: Kybunpark, Sankt Gallen Toeschouwers: 17.000 Scheidsrechter: João Pinheiro |
| 15 oktober 2023 «onderlinge duels» 18.00 (UTC+2) |                                    |         |                                       | Stadion: Kybunpark, Sankt Gallen Toeschouwers: 17.000 Scheidsrechter: João Pinheiro |
| 15 oktober 2023 «onderlinge duels» 18.00 (UTC+2) |                                    |         |                                       | Stadion: Kybunpark, Sankt Gallen Toeschouwers: 17.000 Scheidsrechter: João Pinheiro |
|                                                  |                                    |         |                                       |                                                                                     |

|                                                  |                                                    |         |                        |                                                                                        |
| 15 oktober 2023 «onderlinge duels» 21.45 (UTC+3) | Roemenië                                           | 4 – 0   | Andorra                | Stadion: Arena Națională, Boekarest Toeschouwers: 21.723 Scheidsrechter: Kristo Tohver |
| 15 oktober 2023 «onderlinge duels» 21.45 (UTC+3) | Stanciu 23' Hagi 28' R. Marin 44' (pen.) Coman 50' | Verslag | 19', 90+1' San Nicolás | Stadion: Arena Națională, Boekarest Toeschouwers: 21.723 Scheidsrechter: Kristo Tohver |
| 15 oktober 2023 «onderlinge duels» 21.45 (UTC+3) |                                                    |         |                        | Stadion: Arena Națională, Boekarest Toeschouwers: 21.723 Scheidsrechter: Kristo Tohver |
| 15 oktober 2023 «onderlinge duels» 21.45 (UTC+3) |                                                    |         |                        | Stadion: Arena Națională, Boekarest Toeschouwers: 21.723 Scheidsrechter: Kristo Tohver |
|                                                  |                                                    |         |                        |                                                                                        |

|                                                   |             |         |                   |                                                                                          |
| 12 november 2023 «onderlinge duels» 20.45 (UTC+1) | Kosovo      | 1 – 0   | Israël            | Stadion: Fadil Vokrristadion, Pristina Toeschouwers: 5.245 Scheidsrechter: Ivan Kružliak |
| 12 november 2023 «onderlinge duels» 20.45 (UTC+1) | Rashica 41' | Verslag | 24', 90+7' Revivo | Stadion: Fadil Vokrristadion, Pristina Toeschouwers: 5.245 Scheidsrechter: Ivan Kružliak |
| 12 november 2023 «onderlinge duels» 20.45 (UTC+1) |             |         |                   | Stadion: Fadil Vokrristadion, Pristina Toeschouwers: 5.245 Scheidsrechter: Ivan Kružliak |
| 12 november 2023 «onderlinge duels» 20.45 (UTC+1) |             |         |                   | Stadion: Fadil Vokrristadion, Pristina Toeschouwers: 5.245 Scheidsrechter: Ivan Kružliak |
|                                                   |             |         |                   |                                                                                          |

|                                                   |              |         |                            |                                                                                               |
| 15 november 2023 «onderlinge duels» 20.45 (UTC+1) | Israël       | 1 – 1   | Zwitserland                | Stadion: Pancho Arena, Felcsút (Hongarije) Toeschouwers: 2.024 Scheidsrechter: Anthony Taylor |
| 15 november 2023 «onderlinge duels» 20.45 (UTC+1) | Weissman 88' | Verslag | 36' Vargas 90+4' Fernandes | Stadion: Pancho Arena, Felcsút (Hongarije) Toeschouwers: 2.024 Scheidsrechter: Anthony Taylor |
| 15 november 2023 «onderlinge duels» 20.45 (UTC+1) |              |         |                            | Stadion: Pancho Arena, Felcsút (Hongarije) Toeschouwers: 2.024 Scheidsrechter: Anthony Taylor |
| 15 november 2023 «onderlinge duels» 20.45 (UTC+1) |              |         |                            | Stadion: Pancho Arena, Felcsút (Hongarije) Toeschouwers: 2.024 Scheidsrechter: Anthony Taylor |
|                                                   |              |         |                            |                                                                                               |

|                                                   |             |         |         | |
| 18 november 2023 «onderlinge duels» 18.00 (UTC+1) | Wit-Rusland | 1 – 0   | Andorra | Stadion: Szusza Ferencstadion, Boedapest (Hongarije) Toeschouwers: 0 Scheidsrechter: Boelat Sarijev |
| 18 november 2023 «onderlinge duels» 18.00 (UTC+1) | Laptev 83'  | Verslag |         | Stadion: Szusza Ferencstadion, Boedapest (Hongarije) Toeschouwers: 0 Scheidsrechter: Boelat Sarijev |
| 18 november 2023 «onderlinge duels» 18.00 (UTC+1) |             |         |         | Stadion: Szusza Ferencstadion, Boedapest (Hongarije) Toeschouwers: 0 Scheidsrechter: Boelat Sarijev |
| 18 november 2023 «onderlinge duels» 18.00 (UTC+1) |             |         |         | Stadion: Szusza Ferencstadion, Boedapest (Hongarije) Toeschouwers: 0 Scheidsrechter: Boelat Sarijev |
|                                                   |             |         |         | |

|                                                   |           |         |                                 |                                                                                                  |
| 18 november 2023 «onderlinge duels» 20.45 (UTC+1) | Israël    | 1 – 2   | Roemenië                        | Stadion: Pancho Arena, Felcsút (Hongarije) Toeschouwers: 2.921 Scheidsrechter: François Letexier |
| 18 november 2023 «onderlinge duels» 20.45 (UTC+1) | Zahavi 2' | Verslag | 10' Pușcaș 63' Hagi 85' Mihăilă | Stadion: Pancho Arena, Felcsút (Hongarije) Toeschouwers: 2.921 Scheidsrechter: François Letexier |
| 18 november 2023 «onderlinge duels» 20.45 (UTC+1) |           |         |                                 | Stadion: Pancho Arena, Felcsút (Hongarije) Toeschouwers: 2.921 Scheidsrechter: François Letexier |
| 18 november 2023 «onderlinge duels» 20.45 (UTC+1) |           |         |                                 | Stadion: Pancho Arena, Felcsút (Hongarije) Toeschouwers: 2.921 Scheidsrechter: François Letexier |
|                                                   |           |         |                                 |                                                                                                  |

|                                                   |             |         |            |                                                                                   |
| 18 november 2023 «onderlinge duels» 20.45 (UTC+1) | Zwitserland | 1 – 1   | Kosovo     | Stadion: St. Jakob-Park, Bazel Toeschouwers: 33.000 Scheidsrechter: António Nobre |
| 18 november 2023 «onderlinge duels» 20.45 (UTC+1) | Vargas 47'  | Verslag | 82' Hyseni | Stadion: St. Jakob-Park, Bazel Toeschouwers: 33.000 Scheidsrechter: António Nobre |
| 18 november 2023 «onderlinge duels» 20.45 (UTC+1) |             |         |            | Stadion: St. Jakob-Park, Bazel Toeschouwers: 33.000 Scheidsrechter: António Nobre |
| 18 november 2023 «onderlinge duels» 20.45 (UTC+1) |             |         |            | Stadion: St. Jakob-Park, Bazel Toeschouwers: 33.000 Scheidsrechter: António Nobre |
|                                                   |             |         |            |                                                                                   |

|                                                   |         |         |                             |                                                                                               |
| 21 november 2023 «onderlinge duels» 20.45 (UTC+1) | Andorra | 0 – 2   | Israël                      | Stadion: Estadi Nacional, Andorra la Vella Toeschouwers: 568 Scheidsrechter: Sascha Stegemann |
| 21 november 2023 «onderlinge duels» 20.45 (UTC+1) |         | Verslag | 29' (e.d.) Cervós 81' Kinda | Stadion: Estadi Nacional, Andorra la Vella Toeschouwers: 568 Scheidsrechter: Sascha Stegemann |
| 21 november 2023 «onderlinge duels» 20.45 (UTC+1) |         |         |                             | Stadion: Estadi Nacional, Andorra la Vella Toeschouwers: 568 Scheidsrechter: Sascha Stegemann |
| 21 november 2023 «onderlinge duels» 20.45 (UTC+1) |         |         |                             | Stadion: Estadi Nacional, Andorra la Vella Toeschouwers: 568 Scheidsrechter: Sascha Stegemann |
|                                                   |         |         |                             |                                                                                               |

|                                                   |        |         |                |                                                                                           |
| 21 november 2023 «onderlinge duels» 20.45 (UTC+1) | Kosovo | 0 – 1   | Wit-Rusland    | Stadion: Fadil Vokrristadion, Pristina Toeschouwers: 5.026 Scheidsrechter: Georgi Kabakov |
| 21 november 2023 «onderlinge duels» 20.45 (UTC+1) |        | Verslag | 43' Antilevski | Stadion: Fadil Vokrristadion, Pristina Toeschouwers: 5.026 Scheidsrechter: Georgi Kabakov |
| 21 november 2023 «onderlinge duels» 20.45 (UTC+1) |        |         |                | Stadion: Fadil Vokrristadion, Pristina Toeschouwers: 5.026 Scheidsrechter: Georgi Kabakov |
| 21 november 2023 «onderlinge duels» 20.45 (UTC+1) |        |         |                | Stadion: Fadil Vokrristadion, Pristina Toeschouwers: 5.026 Scheidsrechter: Georgi Kabakov |
|                                                   |        |         |                |                                                                                           |

|                                                   |            |         |             |                                                                                       |
| 21 november 2023 «onderlinge duels» 21.45 (UTC+2) | Roemenië   | 1 – 0   | Zwitserland | Stadion: Arena Națională, Boekarest Toeschouwers: 50.224 Scheidsrechter: Davide Massa |
| 21 november 2023 «onderlinge duels» 21.45 (UTC+2) | Alibec 50' | Verslag |             | Stadion: Arena Națională, Boekarest Toeschouwers: 50.224 Scheidsrechter: Davide Massa |
| 21 november 2023 «onderlinge duels» 21.45 (UTC+2) |            |         |             | Stadion: Arena Națională, Boekarest Toeschouwers: 50.224 Scheidsrechter: Davide Massa |
| 21 november 2023 «onderlinge duels» 21.45 (UTC+2) |            |         |             | Stadion: Arena Națională, Boekarest Toeschouwers: 50.224 Scheidsrechter: Davide Massa |
|                                                   |            |         |             |                                                                                       |

### Groep J
| Pos | Team                  | Wed | W  | G | V  | Ptn | DV | DT | +/− | Kwalificatie                     |  |       |       |       |       |       |       |
| --- | --------------------- | --- | -- | - | -- | --- | -- | -- | --- | -------------------------------- |  | ----- | ----- | ----- | ----- | ----- | ----- |
| 1   | Portugal              | 10  | 10 | 0 | 0  | 30  | 36 | 2  | +34 | Geplaatst voor het hoofdtoernooi |  |       | 3 – 2 | 9 – 0 | 2 – 0 | 3 – 0 | 4 – 0 |
| 2   | Slowakije             | 10  | 7  | 1 | 2  | 22  | 17 | 8  | +9  | Geplaatst voor het hoofdtoernooi |  | 0 – 1 |       | 0 – 0 | 4 – 2 | 2 – 0 | 3 – 0 |
| 3   | Luxemburg             | 10  | 5  | 2 | 3  | 17  | 13 | 19 | −6  | Geplaatst voor de play-offs      |  | 0 – 6 | 0 – 1 |       | 3 – 1 | 4 – 1 | 2 – 0 |
| 4   | IJsland               | 10  | 3  | 1 | 6  | 10  | 17 | 16 | +1  | Geplaatst voor de play-offs      |  | 0 – 1 | 1 – 2 | 1 – 1 |       | 1 – 0 | 4 – 0 |
| 5   | Bosnië en Herzegovina | 10  | 3  | 0 | 7  | 9   | 9  | 20 | −11 | Geplaatst voor de play-offs      |  | 0 – 5 | 1 – 2 | 0 – 2 | 3 – 0 |       | 2 – 1 |
| 6   | Liechtenstein         | 10  | 0  | 0 | 10 | 0   | 1  | 28 | −27 |                                  |  | 0 – 2 | 0 – 1 | 0 – 1 | 0 – 7 | 0 – 2 |       |

|                                                |                           |         |         |                                                                                  |
| 23 maart 2023 «onderlinge duels» 20.45 (UTC+1) | Bosnië en Herzegovina     | 3 – 0   | IJsland | Stadion: Bilino Polje, Zenica Toeschouwers: 9.234 Scheidsrechter: Donatas Rumšas |
| 23 maart 2023 «onderlinge duels» 20.45 (UTC+1) | Krunić 14', 40' Dedić 63' | Verslag |         | Stadion: Bilino Polje, Zenica Toeschouwers: 9.234 Scheidsrechter: Donatas Rumšas |
| 23 maart 2023 «onderlinge duels» 20.45 (UTC+1) |                           |         |         | Stadion: Bilino Polje, Zenica Toeschouwers: 9.234 Scheidsrechter: Donatas Rumšas |
| 23 maart 2023 «onderlinge duels» 20.45 (UTC+1) |                           |         |         | Stadion: Bilino Polje, Zenica Toeschouwers: 9.234 Scheidsrechter: Donatas Rumšas |
|                                                |                           |         |         |                                                                                  |

|                                              |                                                 |         |               |                                                                                           |
| 23 maart 2023 «onderlinge duels» 19.45 (UTC) | Portugal                                        | 4 – 0   | Liechtenstein | Stadion: Estádio José Alvalade, Lissabon Toeschouwers: 45.378 Scheidsrechter: Espen Eskås |
| 23 maart 2023 «onderlinge duels» 19.45 (UTC) | Cancelo 8' B. Silva 47' Ronaldo 51' (pen.), 63' | Verslag |               | Stadion: Estádio José Alvalade, Lissabon Toeschouwers: 45.378 Scheidsrechter: Espen Eskås |
| 23 maart 2023 «onderlinge duels» 19.45 (UTC) |                                                 |         |               | Stadion: Estádio José Alvalade, Lissabon Toeschouwers: 45.378 Scheidsrechter: Espen Eskås |
| 23 maart 2023 «onderlinge duels» 19.45 (UTC) |                                                 |         |               | Stadion: Estádio José Alvalade, Lissabon Toeschouwers: 45.378 Scheidsrechter: Espen Eskås |
|                                              |                                                 |         |               |                                                                                           |

|                                                |           |       |           |                                                                                                 |
| 23 maart 2023 «onderlinge duels» 20.45 (UTC+1) | Slowakije | 0 – 0 | Luxemburg | Stadion: Štadión Antona Malatinského, Trnava Toeschouwers: 3.523 Scheidsrechter: Rade Obrenovič |
| 23 maart 2023 «onderlinge duels» 20.45 (UTC+1) | Verslag   |       |           | Stadion: Štadión Antona Malatinského, Trnava Toeschouwers: 3.523 Scheidsrechter: Rade Obrenovič |
| 23 maart 2023 «onderlinge duels» 20.45 (UTC+1) |           |       |           | Stadion: Štadión Antona Malatinského, Trnava Toeschouwers: 3.523 Scheidsrechter: Rade Obrenovič |
| 23 maart 2023 «onderlinge duels» 20.45 (UTC+1) |           |       |           | Stadion: Štadión Antona Malatinského, Trnava Toeschouwers: 3.523 Scheidsrechter: Rade Obrenovič |
|                                                |           |       |           |                                                                                                 |

|                                                |               |         |                                                                                                |                                                                                   |
| 26 maart 2023 «onderlinge duels» 18.00 (UTC+2) | Liechtenstein | 0 – 7   | IJsland                                                                                        | Stadion: Rheinparkstadion, Vaduz Toeschouwers: 1.692 Scheidsrechter: Jakob Kehlet |
| 26 maart 2023 «onderlinge duels» 18.00 (UTC+2) |               | Verslag | 3' Ólafsson 38' Haraldsson 48', 68', 73' (pen.) A. Gunnarsson 85' A. Guðjohnsen 87' Ellertsson | Stadion: Rheinparkstadion, Vaduz Toeschouwers: 1.692 Scheidsrechter: Jakob Kehlet |
| 26 maart 2023 «onderlinge duels» 18.00 (UTC+2) |               |         |                                                                                                | Stadion: Rheinparkstadion, Vaduz Toeschouwers: 1.692 Scheidsrechter: Jakob Kehlet |
| 26 maart 2023 «onderlinge duels» 18.00 (UTC+2) |               |         |                                                                                                | Stadion: Rheinparkstadion, Vaduz Toeschouwers: 1.692 Scheidsrechter: Jakob Kehlet |
|                                                |               |         |                                                                                                |                                                                                   |

|                                                |           |         |                                                            |                                                                                           |
| 26 maart 2023 «onderlinge duels» 20.45 (UTC+2) | Luxemburg | 0 – 6   | Portugal                                                   | Stadion: Stade de Luxembourg, Luxemburg Toeschouwers: 9.231 Scheidsrechter: Radu Petrescu |
| 26 maart 2023 «onderlinge duels» 20.45 (UTC+2) |           | Verslag | 9', 31' Ronaldo 15' Félix 18' B. Silva 77' Otávio 88' Leão | Stadion: Stade de Luxembourg, Luxemburg Toeschouwers: 9.231 Scheidsrechter: Radu Petrescu |
| 26 maart 2023 «onderlinge duels» 20.45 (UTC+2) |           |         |                                                            | Stadion: Stade de Luxembourg, Luxemburg Toeschouwers: 9.231 Scheidsrechter: Radu Petrescu |
| 26 maart 2023 «onderlinge duels» 20.45 (UTC+2) |           |         |                                                            | Stadion: Stade de Luxembourg, Luxemburg Toeschouwers: 9.231 Scheidsrechter: Radu Petrescu |
|                                                |           |         |                                                            |                                                                                           |

|                                                |                      |         |                       |                                                                                      |
| 26 maart 2023 «onderlinge duels» 20.45 (UTC+2) | Slowakije            | 2 – 0   | Bosnië en Herzegovina | Stadion: Tehelné pole, Bratislava Toeschouwers: 6.052 Scheidsrechter: Marco Di Bello |
| 26 maart 2023 «onderlinge duels» 20.45 (UTC+2) | Mak 13' Haraslín 40' | Verslag |                       | Stadion: Tehelné pole, Bratislava Toeschouwers: 6.052 Scheidsrechter: Marco Di Bello |
| 26 maart 2023 «onderlinge duels» 20.45 (UTC+2) |                      |         |                       | Stadion: Tehelné pole, Bratislava Toeschouwers: 6.052 Scheidsrechter: Marco Di Bello |
| 26 maart 2023 «onderlinge duels» 20.45 (UTC+2) |                      |         |                       | Stadion: Tehelné pole, Bratislava Toeschouwers: 6.052 Scheidsrechter: Marco Di Bello |
|                                                |                      |         |                       |                                                                                      |

|                                               |                             |         |               |                                                                                                 |
| 17 juni 2023 «onderlinge duels» 15.00 (UTC+2) | Luxemburg                   | 2 – 0   | Liechtenstein | Stadion: Stade de Luxembourg, Luxemburg Toeschouwers: 6.806 Scheidsrechter: Oleksij Derevinskyj |
| 17 juni 2023 «onderlinge duels» 15.00 (UTC+2) | Sinani 59' G. Rodrigues 89' | Verslag |               | Stadion: Stade de Luxembourg, Luxemburg Toeschouwers: 6.806 Scheidsrechter: Oleksij Derevinskyj |
| 17 juni 2023 «onderlinge duels» 15.00 (UTC+2) |                             |         |               | Stadion: Stade de Luxembourg, Luxemburg Toeschouwers: 6.806 Scheidsrechter: Oleksij Derevinskyj |
| 17 juni 2023 «onderlinge duels» 15.00 (UTC+2) |                             |         |               | Stadion: Stade de Luxembourg, Luxemburg Toeschouwers: 6.806 Scheidsrechter: Oleksij Derevinskyj |
|                                               |                             |         |               |                                                                                                 |

|                                             |                        |         |                      |                                                                                           |
| 17 juni 2023 «onderlinge duels» 18.45 (UTC) | IJsland                | 1 – 2   | Slowakije            | Stadion: Laugardalsvöllur, Reykjavik Toeschouwers: 7.555 Scheidsrechter: Donald Robertson |
| 17 juni 2023 «onderlinge duels» 18.45 (UTC) | Finnbogason 41' (pen.) | Verslag | 27' Kucka 70' Suslov | Stadion: Laugardalsvöllur, Reykjavik Toeschouwers: 7.555 Scheidsrechter: Donald Robertson |
| 17 juni 2023 «onderlinge duels» 18.45 (UTC) |                        |         |                      | Stadion: Laugardalsvöllur, Reykjavik Toeschouwers: 7.555 Scheidsrechter: Donald Robertson |
| 17 juni 2023 «onderlinge duels» 18.45 (UTC) |                        |         |                      | Stadion: Laugardalsvöllur, Reykjavik Toeschouwers: 7.555 Scheidsrechter: Donald Robertson |
|                                             |                        |         |                      |                                                                                           |

|                                               |                                   |         |                       |                                                                                     |
| 17 juni 2023 «onderlinge duels» 19.45 (UTC+1) | Portugal                          | 3 – 0   | Bosnië en Herzegovina | Stadion: Estádio da Luz, Lissabon Toeschouwers: 55.058 Scheidsrechter: Davide Massa |
| 17 juni 2023 «onderlinge duels» 19.45 (UTC+1) | B. Silva 44' Fernandes 77', 90+3' | Verslag |                       | Stadion: Estádio da Luz, Lissabon Toeschouwers: 55.058 Scheidsrechter: Davide Massa |
| 17 juni 2023 «onderlinge duels» 19.45 (UTC+1) |                                   |         |                       | Stadion: Estádio da Luz, Lissabon Toeschouwers: 55.058 Scheidsrechter: Davide Massa |
| 17 juni 2023 «onderlinge duels» 19.45 (UTC+1) |                                   |         |                       | Stadion: Estádio da Luz, Lissabon Toeschouwers: 55.058 Scheidsrechter: Davide Massa |
|                                               |                                   |         |                       |                                                                                     |

|                                               |                       |         |                              |                                                                                 |
| 20 juni 2023 «onderlinge duels» 20.45 (UTC+2) | Bosnië en Herzegovina | 0 – 2   | Luxemburg                    | Stadion: Bilino Polje, Zenica Toeschouwers: 9.517 Scheidsrechter: Gal Leibovitz |
| 20 juni 2023 «onderlinge duels» 20.45 (UTC+2) |                       | Verslag | 4' Borges Sanches 74' Sinani | Stadion: Bilino Polje, Zenica Toeschouwers: 9.517 Scheidsrechter: Gal Leibovitz |
| 20 juni 2023 «onderlinge duels» 20.45 (UTC+2) |                       |         |                              | Stadion: Bilino Polje, Zenica Toeschouwers: 9.517 Scheidsrechter: Gal Leibovitz |
| 20 juni 2023 «onderlinge duels» 20.45 (UTC+2) |                       |         |                              | Stadion: Bilino Polje, Zenica Toeschouwers: 9.517 Scheidsrechter: Gal Leibovitz |
|                                               |                       |         |                              |                                                                                 |

|                                             |                     |         |             |                                                                                         |
| 20 juni 2023 «onderlinge duels» 18.45 (UTC) | IJsland             | 0 – 1   | Portugal    | Stadion: Laugardalsvöllur, Reykjavik Toeschouwers: 8.600 Scheidsrechter: Daniel Siebert |
| 20 juni 2023 «onderlinge duels» 18.45 (UTC) | Willumsson 70', 84' | Verslag | 89' Ronaldo | Stadion: Laugardalsvöllur, Reykjavik Toeschouwers: 8.600 Scheidsrechter: Daniel Siebert |
| 20 juni 2023 «onderlinge duels» 18.45 (UTC) |                     |         |             | Stadion: Laugardalsvöllur, Reykjavik Toeschouwers: 8.600 Scheidsrechter: Daniel Siebert |
| 20 juni 2023 «onderlinge duels» 18.45 (UTC) |                     |         |             | Stadion: Laugardalsvöllur, Reykjavik Toeschouwers: 8.600 Scheidsrechter: Daniel Siebert |
|                                             |                     |         |             |                                                                                         |

|                                               |               |         |             |                                                                                 |
| 20 juni 2023 «onderlinge duels» 20.45 (UTC+2) | Liechtenstein | 0 – 1   | Slowakije   | Stadion: Rheinparkstadion, Vaduz Toeschouwers: 2.316 Scheidsrechter: Yigal Frid |
| 20 juni 2023 «onderlinge duels» 20.45 (UTC+2) |               | Verslag | 45+1' Vavro | Stadion: Rheinparkstadion, Vaduz Toeschouwers: 2.316 Scheidsrechter: Yigal Frid |
| 20 juni 2023 «onderlinge duels» 20.45 (UTC+2) |               |         |             | Stadion: Rheinparkstadion, Vaduz Toeschouwers: 2.316 Scheidsrechter: Yigal Frid |
| 20 juni 2023 «onderlinge duels» 20.45 (UTC+2) |               |         |             | Stadion: Rheinparkstadion, Vaduz Toeschouwers: 2.316 Scheidsrechter: Yigal Frid |
|                                               |               |         |             |                                                                                 |

|                                                   |                               |         |               |                                                                                   |
| 8 september 2023 «onderlinge duels» 20.45 (UTC+2) | Bosnië en Herzegovina         | 2 – 1   | Liechtenstein | Stadion: Bilino Polje, Zenica Toeschouwers: 6.189 Scheidsrechter: Sayat Karabajev |
| 8 september 2023 «onderlinge duels» 20.45 (UTC+2) | Džeko 3' Lüchinger 19' (e.d.) | Verslag | 21' Wolfinger | Stadion: Bilino Polje, Zenica Toeschouwers: 6.189 Scheidsrechter: Sayat Karabajev |
| 8 september 2023 «onderlinge duels» 20.45 (UTC+2) |                               |         |               | Stadion: Bilino Polje, Zenica Toeschouwers: 6.189 Scheidsrechter: Sayat Karabajev |
| 8 september 2023 «onderlinge duels» 20.45 (UTC+2) |                               |         |               | Stadion: Bilino Polje, Zenica Toeschouwers: 6.189 Scheidsrechter: Sayat Karabajev |
|                                                   |                               |         |               |                                                                                   |

|                                                   |                                         |         |                                   |                                                                                                |
| 8 september 2023 «onderlinge duels» 20.45 (UTC+2) | Luxemburg                               | 3 – 1   | IJsland                           | Stadion: Stade de Luxembourg, Luxemburg Toeschouwers: 7.427 Scheidsrechter: Goga Kikatsjisvili |
| 8 september 2023 «onderlinge duels» 20.45 (UTC+2) | Chanot 9' (pen.) Sanches 70' Sinani 89' | Verslag | 39', 73' Magnússon 88' Haraldsson | Stadion: Stade de Luxembourg, Luxemburg Toeschouwers: 7.427 Scheidsrechter: Goga Kikatsjisvili |
| 8 september 2023 «onderlinge duels» 20.45 (UTC+2) |                                         |         |                                   | Stadion: Stade de Luxembourg, Luxemburg Toeschouwers: 7.427 Scheidsrechter: Goga Kikatsjisvili |
| 8 september 2023 «onderlinge duels» 20.45 (UTC+2) |                                         |         |                                   | Stadion: Stade de Luxembourg, Luxemburg Toeschouwers: 7.427 Scheidsrechter: Goga Kikatsjisvili |
|                                                   |                                         |         |                                   |                                                                                                |

|                                                   |           |         |               |                                                                                     |
| 8 september 2023 «onderlinge duels» 20.45 (UTC+2) | Slowakije | 0 – 1   | Portugal      | Stadion: Tehelné pole, Bratislava Toeschouwers: 21.473 Scheidsrechter: Glenn Nyberg |
| 8 september 2023 «onderlinge duels» 20.45 (UTC+2) |           | Verslag | 43' Fernandes | Stadion: Tehelné pole, Bratislava Toeschouwers: 21.473 Scheidsrechter: Glenn Nyberg |
| 8 september 2023 «onderlinge duels» 20.45 (UTC+2) |           |         |               | Stadion: Tehelné pole, Bratislava Toeschouwers: 21.473 Scheidsrechter: Glenn Nyberg |
| 8 september 2023 «onderlinge duels» 20.45 (UTC+2) |           |         |               | Stadion: Tehelné pole, Bratislava Toeschouwers: 21.473 Scheidsrechter: Glenn Nyberg |
|                                                   |           |         |               |                                                                                     |

|                                                  |                   |         |                       |                                                                                          |
| 11 september 2023 «onderlinge duels» 18.45 (UTC) | IJsland           | 1 – 0   | Bosnië en Herzegovina | Stadion: Laugardalsvöllur, Reykjavik Toeschouwers: 5.229 Scheidsrechter: Erik Lambrechts |
| 11 september 2023 «onderlinge duels» 18.45 (UTC) | Finnbogason 90+1' | Verslag |                       | Stadion: Laugardalsvöllur, Reykjavik Toeschouwers: 5.229 Scheidsrechter: Erik Lambrechts |
| 11 september 2023 «onderlinge duels» 18.45 (UTC) |                   |         |                       | Stadion: Laugardalsvöllur, Reykjavik Toeschouwers: 5.229 Scheidsrechter: Erik Lambrechts |
| 11 september 2023 «onderlinge duels» 18.45 (UTC) |                   |         |                       | Stadion: Laugardalsvöllur, Reykjavik Toeschouwers: 5.229 Scheidsrechter: Erik Lambrechts |
|                                                  |                   |         |                       |                                                                                          |

|                                                    |                                                                                  |         |           |                                                                                       |
| 11 september 2023 «onderlinge duels» 19.45 (UTC+1) | Portugal                                                                         | 9 – 0   | Luxemburg | Stadion: Estádio Algarve, Faro/Loulé Toeschouwers: 18.932 Scheidsrechter: John Brooks |
| 11 september 2023 «onderlinge duels» 19.45 (UTC+1) | Inácio 12', 45+4' Ramos 18', 34' Jota 57', 77' Horta 67' Fernandes 83' Félix 88' | Verslag |           | Stadion: Estádio Algarve, Faro/Loulé Toeschouwers: 18.932 Scheidsrechter: John Brooks |
| 11 september 2023 «onderlinge duels» 19.45 (UTC+1) |                                                                                  |         |           | Stadion: Estádio Algarve, Faro/Loulé Toeschouwers: 18.932 Scheidsrechter: John Brooks |
| 11 september 2023 «onderlinge duels» 19.45 (UTC+1) |                                                                                  |         |           | Stadion: Estádio Algarve, Faro/Loulé Toeschouwers: 18.932 Scheidsrechter: John Brooks |
|                                                    |                                                                                  |         |           |                                                                                       |

|                                                    |                          |         |               |                                                                                            |
| 11 september 2023 «onderlinge duels» 20.45 (UTC+2) | Slowakije                | 3 – 0   | Liechtenstein | Stadion: Tehelné pole, Bratislava Toeschouwers: 13.679 Scheidsrechter: Sander van der Eijk |
| 11 september 2023 «onderlinge duels» 20.45 (UTC+2) | Hancko 1' Duda 3' Mak 6' | Verslag |               | Stadion: Tehelné pole, Bratislava Toeschouwers: 13.679 Scheidsrechter: Sander van der Eijk |
| 11 september 2023 «onderlinge duels» 20.45 (UTC+2) |                          |         |               | Stadion: Tehelné pole, Bratislava Toeschouwers: 13.679 Scheidsrechter: Sander van der Eijk |
| 11 september 2023 «onderlinge duels» 20.45 (UTC+2) |                          |         |               | Stadion: Tehelné pole, Bratislava Toeschouwers: 13.679 Scheidsrechter: Sander van der Eijk |
|                                                    |                          |         |               |                                                                                            |

|                                                |               |         |                  |                                                                                             |
| 13 oktober 2023 «onderlinge duels» 18.45 (UTC) | IJsland       | 1 – 1   | Luxemburg        | Stadion: Laugardalsvöllur, Reykjavik Toeschouwers: 4.568 Scheidsrechter: Sebastian Gishamer |
| 13 oktober 2023 «onderlinge duels» 18.45 (UTC) | Óskarsson 23' | Verslag | 46' G. Rodrigues | Stadion: Laugardalsvöllur, Reykjavik Toeschouwers: 4.568 Scheidsrechter: Sebastian Gishamer |
| 13 oktober 2023 «onderlinge duels» 18.45 (UTC) |               |         |                  | Stadion: Laugardalsvöllur, Reykjavik Toeschouwers: 4.568 Scheidsrechter: Sebastian Gishamer |
| 13 oktober 2023 «onderlinge duels» 18.45 (UTC) |               |         |                  | Stadion: Laugardalsvöllur, Reykjavik Toeschouwers: 4.568 Scheidsrechter: Sebastian Gishamer |
|                                                |               |         |                  |                                                                                             |

|                                                  |               |         |                               |                                                                                         |
| 13 oktober 2023 «onderlinge duels» 20.45 (UTC+2) | Liechtenstein | 0 – 2   | Bosnië en Herzegovina         | Stadion: Rheinparkstadion, Vaduz Toeschouwers: 5.874 Scheidsrechter: Damian Sylwestrzak |
| 13 oktober 2023 «onderlinge duels» 20.45 (UTC+2) |               | Verslag | 13' Rahmanović 41' Stevanović | Stadion: Rheinparkstadion, Vaduz Toeschouwers: 5.874 Scheidsrechter: Damian Sylwestrzak |
| 13 oktober 2023 «onderlinge duels» 20.45 (UTC+2) |               |         |                               | Stadion: Rheinparkstadion, Vaduz Toeschouwers: 5.874 Scheidsrechter: Damian Sylwestrzak |
| 13 oktober 2023 «onderlinge duels» 20.45 (UTC+2) |               |         |                               | Stadion: Rheinparkstadion, Vaduz Toeschouwers: 5.874 Scheidsrechter: Damian Sylwestrzak |
|                                                  |               |         |                               |                                                                                         |

|                                                  |                                   |         |                        |                                                                                                |
| 13 oktober 2023 «onderlinge duels» 19.45 (UTC+1) | Portugal                          | 3 – 2   | Slowakije              | Stadion: Estádio do Dragão, Porto Toeschouwers: 46.601 Scheidsrechter: Anastasios Sidiropoulos |
| 13 oktober 2023 «onderlinge duels» 19.45 (UTC+1) | Ramos 18' Ronaldo 29' (pen.), 72' | Verslag | 69' Hancko 80' Lobotka | Stadion: Estádio do Dragão, Porto Toeschouwers: 46.601 Scheidsrechter: Anastasios Sidiropoulos |
| 13 oktober 2023 «onderlinge duels» 19.45 (UTC+1) |                                   |         |                        | Stadion: Estádio do Dragão, Porto Toeschouwers: 46.601 Scheidsrechter: Anastasios Sidiropoulos |
| 13 oktober 2023 «onderlinge duels» 19.45 (UTC+1) |                                   |         |                        | Stadion: Estádio do Dragão, Porto Toeschouwers: 46.601 Scheidsrechter: Anastasios Sidiropoulos |
|                                                  |                                   |         |                        |                                                                                                |

|                                                  |                       |         |                                                            |                                                                                     |
| 16 oktober 2023 «onderlinge duels» 20.45 (UTC+2) | Bosnië en Herzegovina | 0 – 5   | Portugal                                                   | Stadion: Bilino Polje, Zenica Toeschouwers: 13.047 Scheidsrechter: Halil Umut Meler |
| 16 oktober 2023 «onderlinge duels» 20.45 (UTC+2) |                       | Verslag | 5' (pen.), 20' Ronaldo 25' Fernandes 32' Cancelo 41' Félix | Stadion: Bilino Polje, Zenica Toeschouwers: 13.047 Scheidsrechter: Halil Umut Meler |
| 16 oktober 2023 «onderlinge duels» 20.45 (UTC+2) |                       |         |                                                            | Stadion: Bilino Polje, Zenica Toeschouwers: 13.047 Scheidsrechter: Halil Umut Meler |
| 16 oktober 2023 «onderlinge duels» 20.45 (UTC+2) |                       |         |                                                            | Stadion: Bilino Polje, Zenica Toeschouwers: 13.047 Scheidsrechter: Halil Umut Meler |
|                                                  |                       |         |                                                            |                                                                                     |

|                                                |                                                              |         |               |                                                                                             |
| 16 oktober 2023 «onderlinge duels» 18.45 (UTC) | IJsland                                                      | 4 – 0   | Liechtenstein | Stadion: Laugardalsvöllur, Reykjavik Toeschouwers: 4.317 Scheidsrechter: Abdulkadir Bitigen |
| 16 oktober 2023 «onderlinge duels» 18.45 (UTC) | G. Sigurðsson 22' (pen.), 49' Finnbogason 44' Haraldsson 63' | Verslag |               | Stadion: Laugardalsvöllur, Reykjavik Toeschouwers: 4.317 Scheidsrechter: Abdulkadir Bitigen |
| 16 oktober 2023 «onderlinge duels» 18.45 (UTC) |                                                              |         |               | Stadion: Laugardalsvöllur, Reykjavik Toeschouwers: 4.317 Scheidsrechter: Abdulkadir Bitigen |
| 16 oktober 2023 «onderlinge duels» 18.45 (UTC) |                                                              |         |               | Stadion: Laugardalsvöllur, Reykjavik Toeschouwers: 4.317 Scheidsrechter: Abdulkadir Bitigen |
|                                                |                                                              |         |               |                                                                                             |

|                                                  |           |         |           | |
| 16 oktober 2023 «onderlinge duels» 20.45 (UTC+2) | Luxemburg | 0 – 1   | Slowakije | Stadion: Stade de Luxembourg, Luxemburg Toeschouwers: 9.386 Scheidsrechter: José María Sánchez Martínez |
| 16 oktober 2023 «onderlinge duels» 20.45 (UTC+2) |           | Verslag | 77' Ďuriš | Stadion: Stade de Luxembourg, Luxemburg Toeschouwers: 9.386 Scheidsrechter: José María Sánchez Martínez |
| 16 oktober 2023 «onderlinge duels» 20.45 (UTC+2) |           |         |           | Stadion: Stade de Luxembourg, Luxemburg Toeschouwers: 9.386 Scheidsrechter: José María Sánchez Martínez |
| 16 oktober 2023 «onderlinge duels» 20.45 (UTC+2) |           |         |           | Stadion: Stade de Luxembourg, Luxemburg Toeschouwers: 9.386 Scheidsrechter: José María Sánchez Martínez |
|                                                  |           |         |           | |

|                                                   |               |         |                         |                                                                                        |
| 16 november 2023 «onderlinge duels» 20.45 (UTC+1) | Liechtenstein | 0 – 2   | Portugal                | Stadion: Rheinparkstadion, Vaduz Toeschouwers: 5.749 Scheidsrechter: Mohammed Al-Hakim |
| 16 november 2023 «onderlinge duels» 20.45 (UTC+1) |               | Verslag | 46' Ronaldo 57' Cancelo | Stadion: Rheinparkstadion, Vaduz Toeschouwers: 5.749 Scheidsrechter: Mohammed Al-Hakim |
| 16 november 2023 «onderlinge duels» 20.45 (UTC+1) |               |         |                         | Stadion: Rheinparkstadion, Vaduz Toeschouwers: 5.749 Scheidsrechter: Mohammed Al-Hakim |
| 16 november 2023 «onderlinge duels» 20.45 (UTC+1) |               |         |                         | Stadion: Rheinparkstadion, Vaduz Toeschouwers: 5.749 Scheidsrechter: Mohammed Al-Hakim |
|                                                   |               |         |                         |                                                                                        |

|                                                   |                                                             |         |                       |                                                                                              |
| 16 november 2023 «onderlinge duels» 20.45 (UTC+1) | Luxemburg                                                   | 4 – 1   | Bosnië en Herzegovina | Stadion: Stade de Luxembourg, Luxemburg Toeschouwers: 8.520 Scheidsrechter: Andris Treimanis |
| 16 november 2023 «onderlinge duels» 20.45 (UTC+1) | Olesen 6' G. Rodrigues 30' (pen.), 90+5' Mujakić 55' (e.d.) | Verslag | 90+3' Gojković        | Stadion: Stade de Luxembourg, Luxemburg Toeschouwers: 8.520 Scheidsrechter: Andris Treimanis |
| 16 november 2023 «onderlinge duels» 20.45 (UTC+1) |                                                             |         |                       | Stadion: Stade de Luxembourg, Luxemburg Toeschouwers: 8.520 Scheidsrechter: Andris Treimanis |
| 16 november 2023 «onderlinge duels» 20.45 (UTC+1) |                                                             |         |                       | Stadion: Stade de Luxembourg, Luxemburg Toeschouwers: 8.520 Scheidsrechter: Andris Treimanis |
|                                                   |                                                             |         |                       |                                                                                              |

|                                                   |                                             |         |                              |                                                                                     |
| 16 november 2023 «onderlinge duels» 20.45 (UTC+1) | Slowakije                                   | 4 – 2   | IJsland                      | Stadion: Tehelné pole, Bratislava Toeschouwers: 21.548 Scheidsrechter: Craig Pawson |
| 16 november 2023 «onderlinge duels» 20.45 (UTC+1) | Kucka 30' Duda 36' (pen.) Haraslín 47', 55' | Verslag | 17' Óskarsson 74' Guðjohnsen | Stadion: Tehelné pole, Bratislava Toeschouwers: 21.548 Scheidsrechter: Craig Pawson |
| 16 november 2023 «onderlinge duels» 20.45 (UTC+1) |                                             |         |                              | Stadion: Tehelné pole, Bratislava Toeschouwers: 21.548 Scheidsrechter: Craig Pawson |
| 16 november 2023 «onderlinge duels» 20.45 (UTC+1) |                                             |         |                              | Stadion: Tehelné pole, Bratislava Toeschouwers: 21.548 Scheidsrechter: Craig Pawson |
|                                                   |                                             |         |                              |                                                                                     |

|                                                   |                                        |         |                       |                                                                                     |
| 19 november 2023 «onderlinge duels» 20.45 (UTC+1) | Bosnië en Herzegovina                  | 1 – 2   | Slowakije             | Stadion: Bilino Polje, Zenica Toeschouwers: 3.800 Scheidsrechter: Julian Weinberger |
| 19 november 2023 «onderlinge duels» 20.45 (UTC+1) | Hrošovský 49' (e.d.) Gojković 35', 69' | Verslag | 52' Boženík 71' Šatka | Stadion: Bilino Polje, Zenica Toeschouwers: 3.800 Scheidsrechter: Julian Weinberger |
| 19 november 2023 «onderlinge duels» 20.45 (UTC+1) |                                        |         |                       | Stadion: Bilino Polje, Zenica Toeschouwers: 3.800 Scheidsrechter: Julian Weinberger |
| 19 november 2023 «onderlinge duels» 20.45 (UTC+1) |                                        |         |                       | Stadion: Bilino Polje, Zenica Toeschouwers: 3.800 Scheidsrechter: Julian Weinberger |
|                                                   |                                        |         |                       |                                                                                     |

|                                                   |               |         |                            |                                                                                         |
| 19 november 2023 «onderlinge duels» 20.45 (UTC+1) | Liechtenstein | 0 – 1   | Luxemburg                  | Stadion: Rheinparkstadion, Vaduz Toeschouwers: 2.241 Scheidsrechter: Stéphanie Frappart |
| 19 november 2023 «onderlinge duels» 20.45 (UTC+1) |               | Verslag | 5' Sinani 69' G. Rodrigues | Stadion: Rheinparkstadion, Vaduz Toeschouwers: 2.241 Scheidsrechter: Stéphanie Frappart |
| 19 november 2023 «onderlinge duels» 20.45 (UTC+1) |               |         |                            | Stadion: Rheinparkstadion, Vaduz Toeschouwers: 2.241 Scheidsrechter: Stéphanie Frappart |
| 19 november 2023 «onderlinge duels» 20.45 (UTC+1) |               |         |                            | Stadion: Rheinparkstadion, Vaduz Toeschouwers: 2.241 Scheidsrechter: Stéphanie Frappart |
|                                                   |               |         |                            |                                                                                         |

|                                                 |                         |         |         | |
| 19 november 2023 «onderlinge duels» 19.45 (UTC) | Portugal                | 2 – 0   | IJsland | Stadion: Estádio José Alvalade, Lissabon Toeschouwers: 45.655 Scheidsrechter: Anastasios Papapetrou |
| 19 november 2023 «onderlinge duels» 19.45 (UTC) | Fernandes 37' Horta 66' | Verslag |         | Stadion: Estádio José Alvalade, Lissabon Toeschouwers: 45.655 Scheidsrechter: Anastasios Papapetrou |
| 19 november 2023 «onderlinge duels» 19.45 (UTC) |                         |         |         | Stadion: Estádio José Alvalade, Lissabon Toeschouwers: 45.655 Scheidsrechter: Anastasios Papapetrou |
| 19 november 2023 «onderlinge duels» 19.45 (UTC) |                         |         |         | Stadion: Estádio José Alvalade, Lissabon Toeschouwers: 45.655 Scheidsrechter: Anastasios Papapetrou |
|                                                 |                         |         |         | |

## Play-offs
Landen die zich niet via de groepsfase kwalificeren voor het toernooi, kunnen zich via de play-offs alsnog plaatsen voor het eindtoernooi. Via deze route zijn nog drie plaatsen beschikbaar voor landen uit divisies A, B en C van de UEFA Nations League 2022/23. In eerste instantie waren de play-offtickets toegewezen aan de twaalf groepswinnaars, maar wanneer een groepswinnaar zich rechtstreeks plaatste voor het eindtoernooi schoof het ticket door naar het eerstvolgende best gerangschikte land. De play-offs worden tussen 21 en 26 maart 2024 gespeeld.
De loting voor de play-offs vond op 23 november 2023 plaats op het UEFA-hoofdkantoor in Nyon, Zwitserland. Bij de loting werden de drie niet-groepswinnaars (Finland, Oekraïne en IJsland) verdeeld over de drie play-offroutes. Er waren ook drie aparte lotingen tussen de winnaars van de halve finales (aangegeven als halve finale 1 voor plaats 1 tegen 4, en halve finale 2 plaats 2 tegen 3).
Bij de loting waren er geen restricties, omdat de landen waarvan de UEFA om politieke redenen heeft verboden dat deze tegen elkaar kunnen uitkomen, het niet mogelijk is dat ze elkaar in de play-offs kunnen tegenkomen. Op basis van de twaalf deelnemende landen worden er drie play-offroutes gevormd, beginnend met divisie C en oplopend tot divisie A (uit de Nations League).
- Omdat er vier landen uit divisie C waren (drie groepswinnaars en één niet-groepswinnaar), werden deze allemaal ingedeeld bij route C.
- Omdat er vijf landen uit divisie B waren (twee groepswinnaars en drie niet-groepswinnaars), werden de twee groepswinnaars bij route B ingedeeld, terwijl via een loting zal worden beslist welke twee van de drie niet-groepswinnaars ook in route B zullen worden ingedeeld.
- Omdat er twee landen uit divisie A waren (beide niet-groepswinnaars), werden deze beiden in route A ingedeeld, samen met de best gerangschikte groepswinnaar van divisie D. De overgebleven niet-groepswinnaar van divisie B die niet in route B is ingedeeld, wordt dan in route A ingedeeld.

De onderstaande drie niet-groepswinnaars uit divisie B (weergeven op basis van de eindrangschikking van de Nations League) nemen deel aan de loting, waarvan er twee bij route B zullen worden ingedeeld en één bij route A:
1. Finland
2. Oekraïne
3. IJsland

De twee landen die bij route B worden ingedeeld nemen de posities van B3 en B4 in, op basis van de eindrangschikking van de Nations League. Het land dat bij route A wordt ingedeeld neemt de plek van positie A3 in.
De drie play-offroutes zijn als volgt samengesteld:
| Pos | Land    |
| --- | ------- |
| 1   | Polen   |
| 2   | Wales   |
| 3   | Finland |
| 4   | Estland |

| Pos | Land                  |
| --- | --------------------- |
| 1   | Israël                |
| 2   | Bosnië en Herzegovina |
| 3   | Oekraïne              |
| 4   | IJsland               |

| Pos | Land        |
| --- | ----------- |
| 1   | Georgië     |
| 2   | Griekenland |
| 3   | Kazachstan  |
| 4   | Luxemburg   |

### Route A
Schema
|  | Halve finale             | Halve finale |                         |      | Finale | Finale |
|  |                          |              |                         |      |        |        |
|  | 21 maart 2024 – Cardiff  |              |                         |      |        |        |
|  |                          |              |                         |      |        |        |
|  | Wales                    | 4            |                         |      |        |        |
|  | Wales                    | 4            | 26 maart 2024 – Cardiff |      |        |        |
|  | Finland                  | 1            |                         |      |        |        |
|  | Finland                  | 1            | Wales                   | 0(4) |        |        |
|  | 21 maart 2024 – Warschau |              | Wales                   | 0(4) |        |        |
|  |                          | Polen        | 0(5)                    |      |        |        |
|  | Polen                    | Polen        | 0(5)                    | 5    |        |        |
|  | Polen                    |              |                         | 5    |        |        |
|  | Estland                  | 1            |                         |      |        |        |
|  | Estland                  | 1            |                         |      |        |        |

Wedstrijden
Halve finale
|                                                |                                                                              |         |                              | |
| 21 maart 2024 «onderlinge duels» 20.45 (UTC+1) | Polen                                                                        | 5 – 1   | Estland                      | Stadion: Nationaal Stadion, Warschau Toeschouwers: 53.868 Scheidsrechter: Slavko Vinčić Video-assistent: Nejc Kajtazović AVAR: Rade Obrenovič |
| 21 maart 2024 «onderlinge duels» 20.45 (UTC+1) | Frankowski 22' Zieliński 50' Piotrowski 70' Mets 74' (e.d.) S. Szymański 77' | Verslag | 15', 27' Paskotši 78' Vetkal | Stadion: Nationaal Stadion, Warschau Toeschouwers: 53.868 Scheidsrechter: Slavko Vinčić Video-assistent: Nejc Kajtazović AVAR: Rade Obrenovič |
| 21 maart 2024 «onderlinge duels» 20.45 (UTC+1) |                                                                              |         |                              | Stadion: Nationaal Stadion, Warschau Toeschouwers: 53.868 Scheidsrechter: Slavko Vinčić Video-assistent: Nejc Kajtazović AVAR: Rade Obrenovič |
| 21 maart 2024 «onderlinge duels» 20.45 (UTC+1) |                                                                              |         |                              | Stadion: Nationaal Stadion, Warschau Toeschouwers: 53.868 Scheidsrechter: Slavko Vinčić Video-assistent: Nejc Kajtazović AVAR: Rade Obrenovič |
|                                                |                                                                              |         |                              | |

|                                              |                                                 |         |           | |
| 21 maart 2024 «onderlinge duels» 19.45 (UTC) | Wales                                           | 4 – 1   | Finland   | Stadion: Cardiff City Stadium, Cardiff Toeschouwers: 32.162 Scheidsrechter: István Kovács Video-assistent: Marco Fritz AVAR: Cătălin Popa |
| 21 maart 2024 «onderlinge duels» 19.45 (UTC) | Brooks 3' Williams 38' Johnson 47' D. James 86' | Verslag | 45' Pukki | Stadion: Cardiff City Stadium, Cardiff Toeschouwers: 32.162 Scheidsrechter: István Kovács Video-assistent: Marco Fritz AVAR: Cătălin Popa |
| 21 maart 2024 «onderlinge duels» 19.45 (UTC) |                                                 |         |           | Stadion: Cardiff City Stadium, Cardiff Toeschouwers: 32.162 Scheidsrechter: István Kovács Video-assistent: Marco Fritz AVAR: Cătălin Popa |
| 21 maart 2024 «onderlinge duels» 19.45 (UTC) |                                                 |         |           | Stadion: Cardiff City Stadium, Cardiff Toeschouwers: 32.162 Scheidsrechter: István Kovács Video-assistent: Marco Fritz AVAR: Cătălin Popa |
|                                              |                                                 |         |           | |

Finale
|                                              |         |                         |       | |
| 26 maart 2024 «onderlinge duels» 19.45 (UTC) | Wales   | 0 – 0 (n.v.) 4 – 5 pen. | Polen | Stadion: Cardiff City Stadium, Cardiff Scheidsrechter: Daniele Orsato Video-assistent: Massimiliano Irrati AVAR: Paolo Valeri |
| 26 maart 2024 «onderlinge duels» 19.45 (UTC) | Verslag |                         |       | Stadion: Cardiff City Stadium, Cardiff Scheidsrechter: Daniele Orsato Video-assistent: Massimiliano Irrati AVAR: Paolo Valeri |
| 26 maart 2024 «onderlinge duels» 19.45 (UTC) |         |                         |       | Stadion: Cardiff City Stadium, Cardiff Scheidsrechter: Daniele Orsato Video-assistent: Massimiliano Irrati AVAR: Paolo Valeri |
| 26 maart 2024 «onderlinge duels» 19.45 (UTC) |         |                         |       | Stadion: Cardiff City Stadium, Cardiff Scheidsrechter: Daniele Orsato Video-assistent: Massimiliano Irrati AVAR: Paolo Valeri |
|                                              |         |                         |       | |

### Route B
Schema
|  | Halve finale              | Halve finale |                         |   | Finale | Finale |
|  |                           |              |                         |   |        |        |
|  | 21 maart 2024 – Zenica    |              |                         |   |        |        |
|  |                           |              |                         |   |        |        |
|  | Bosnië en Herzegovina     | 1            |                         |   |        |        |
|  | Bosnië en Herzegovina     | 1            | 26 maart 2024 – Wrocław |   |        |        |
|  | Oekraïne                  | 2            |                         |   |        |        |
|  | Oekraïne                  | 2            | Oekraïne                | 2 |        |        |
|  | 21 maart 2024 – Boedapest |              | Oekraïne                | 2 |        |        |
|  |                           | IJsland      | 1                       |   |        |        |
|  | Israël                    | IJsland      | 1                       | 1 |        |        |
|  | Israël                    |              |                         | 1 |        |        |
|  | IJsland                   | 4            |                         |   |        |        |
|  | IJsland                   | 4            |                         |   |        |        |

Wedstrijden
Halve finale
|                                                |                              |         |                                             | |
| 21 maart 2024 «onderlinge duels» 20.45 (UTC+1) | Israël                       | 1 – 4   | IJsland                                     | Stadion: Szusza Ferencstadion, Boedapest (Hongarije) Toeschouwers: 1.226 Scheidsrechter: Anthony Taylor Video-assistent: Stuart Attwell AVAR: David Coote |
| 21 maart 2024 «onderlinge duels» 20.45 (UTC+1) | Zahavi 31' (pen.) Revivo 73' | Verslag | 39', 83', 87' A. Guðmundsson 42' Traustason | Stadion: Szusza Ferencstadion, Boedapest (Hongarije) Toeschouwers: 1.226 Scheidsrechter: Anthony Taylor Video-assistent: Stuart Attwell AVAR: David Coote |
| 21 maart 2024 «onderlinge duels» 20.45 (UTC+1) |                              |         |                                             | Stadion: Szusza Ferencstadion, Boedapest (Hongarije) Toeschouwers: 1.226 Scheidsrechter: Anthony Taylor Video-assistent: Stuart Attwell AVAR: David Coote |
| 21 maart 2024 «onderlinge duels» 20.45 (UTC+1) |                              |         |                                             | Stadion: Szusza Ferencstadion, Boedapest (Hongarije) Toeschouwers: 1.226 Scheidsrechter: Anthony Taylor Video-assistent: Stuart Attwell AVAR: David Coote |
|                                                |                              |         |                                             | |

|                                                |                       |         |                            | |
| 21 maart 2024 «onderlinge duels» 20.45 (UTC+1) | Bosnië en Herzegovina | 1 – 2   | Oekraïne                   | Stadion: Bilino Polje, Zenica Toeschouwers: 10.992 Scheidsrechter: Felix Zwayer Video-assistent: Bastian Dankert AVAR: Christian Dingert |
| 21 maart 2024 «onderlinge duels» 20.45 (UTC+1) | Matvijenko 56' (e.d.) | Verslag | 85' Jaremtsjoek 88' Dovbyk | Stadion: Bilino Polje, Zenica Toeschouwers: 10.992 Scheidsrechter: Felix Zwayer Video-assistent: Bastian Dankert AVAR: Christian Dingert |
| 21 maart 2024 «onderlinge duels» 20.45 (UTC+1) |                       |         |                            | Stadion: Bilino Polje, Zenica Toeschouwers: 10.992 Scheidsrechter: Felix Zwayer Video-assistent: Bastian Dankert AVAR: Christian Dingert |
| 21 maart 2024 «onderlinge duels» 20.45 (UTC+1) |                       |         |                            | Stadion: Bilino Polje, Zenica Toeschouwers: 10.992 Scheidsrechter: Felix Zwayer Video-assistent: Bastian Dankert AVAR: Christian Dingert |
|                                                |                       |         |                            | |

Finale
|                                                |          |       |         | |
| 26 maart 2024 «onderlinge duels» 20.45 (UTC+1) | Oekraïne | 2 - 1 | IJsland | Stadion: Stadion Miejski, Wrocław Scheidsrechter: Clément Turpin Video-assistent: Jérôme Brisard AVAR: Willy Delajod |
| 26 maart 2024 «onderlinge duels» 20.45 (UTC+1) | Verslag  |       |         | Stadion: Stadion Miejski, Wrocław Scheidsrechter: Clément Turpin Video-assistent: Jérôme Brisard AVAR: Willy Delajod |
| 26 maart 2024 «onderlinge duels» 20.45 (UTC+1) |          |       |         | Stadion: Stadion Miejski, Wrocław Scheidsrechter: Clément Turpin Video-assistent: Jérôme Brisard AVAR: Willy Delajod |
| 26 maart 2024 «onderlinge duels» 20.45 (UTC+1) |          |       |         | Stadion: Stadion Miejski, Wrocław Scheidsrechter: Clément Turpin Video-assistent: Jérôme Brisard AVAR: Willy Delajod |
|                                                |          |       |         | |

### Route C
Schema
|  | Halve finale            | Halve finale |                         |       | Finale | Finale |
|  |                         |              |                         |       |        |        |
|  | 21 maart 2024 – Tbilisi |              |                         |       |        |        |
|  |                         |              |                         |       |        |        |
|  | Georgië                 | 2            |                         |       |        |        |
|  | Georgië                 | 2            | 26 maart 2024 – Tbilisi |       |        |        |
|  | Luxemburg               | 0            |                         |       |        |        |
|  | Luxemburg               | 0            | Georgië (w.n.s.)        | 0 (4) |        |        |
|  | 21 maart 2024 – Athene  |              | Georgië (w.n.s.)        | 0 (4) |        |        |
|  |                         | Griekenland  | 0 (2)                   |       |        |        |
|  | Griekenland             | Griekenland  | 0 (2)                   | 5     |        |        |
|  | Griekenland             |              |                         | 5     |        |        |
|  | Kazachstan              | 0            |                         |       |        |        |
|  | Kazachstan              | 0            |                         |       |        |        |

Wedstrijden
Halve finale
|                                                |                     |         |            | |
| 21 maart 2024 «onderlinge duels» 21.00 (UTC+4) | Georgië             | 2 – 0   | Luxemburg  | Stadion: Boris Paitsjadzestadion, Tbilisi Toeschouwers: 51.404 Scheidsrechter: José María Sánchez Martínez Video-assistent: Juan Martínez Munuera AVAR: Alejandro Hernández |
| 21 maart 2024 «onderlinge duels» 21.00 (UTC+4) | Zivzivadze 40', 63' | Verslag | 56' Chanot | Stadion: Boris Paitsjadzestadion, Tbilisi Toeschouwers: 51.404 Scheidsrechter: José María Sánchez Martínez Video-assistent: Juan Martínez Munuera AVAR: Alejandro Hernández |
| 21 maart 2024 «onderlinge duels» 21.00 (UTC+4) |                     |         |            | Stadion: Boris Paitsjadzestadion, Tbilisi Toeschouwers: 51.404 Scheidsrechter: José María Sánchez Martínez Video-assistent: Juan Martínez Munuera AVAR: Alejandro Hernández |
| 21 maart 2024 «onderlinge duels» 21.00 (UTC+4) |                     |         |            | Stadion: Boris Paitsjadzestadion, Tbilisi Toeschouwers: 51.404 Scheidsrechter: José María Sánchez Martínez Video-assistent: Juan Martínez Munuera AVAR: Alejandro Hernández |
|                                                |                     |         |            | |

|                                                |                                                                               |         |            | |
| 21 maart 2024 «onderlinge duels» 21.45 (UTC+2) | Griekenland                                                                   | 5 – 0   | Kazachstan | Stadion: Agia Sofiastadion, Athene Toeschouwers: 25.200 Scheidsrechter: Danny Makkelie Video-assistent: Rob Dieperink AVAR: Clay Ruperti |
| 21 maart 2024 «onderlinge duels» 21.45 (UTC+2) | Bakasetas 9' (pen.) Pelkas 15' Ioannidis 37' Kourbelis 40' Tapalov 85' (e.d.) | Verslag |            | Stadion: Agia Sofiastadion, Athene Toeschouwers: 25.200 Scheidsrechter: Danny Makkelie Video-assistent: Rob Dieperink AVAR: Clay Ruperti |
| 21 maart 2024 «onderlinge duels» 21.45 (UTC+2) |                                                                               |         |            | Stadion: Agia Sofiastadion, Athene Toeschouwers: 25.200 Scheidsrechter: Danny Makkelie Video-assistent: Rob Dieperink AVAR: Clay Ruperti |
| 21 maart 2024 «onderlinge duels» 21.45 (UTC+2) |                                                                               |         |            | Stadion: Agia Sofiastadion, Athene Toeschouwers: 25.200 Scheidsrechter: Danny Makkelie Video-assistent: Rob Dieperink AVAR: Clay Ruperti |
|                                                |                                                                               |         |            | |

Finale
|                                                |                                                         |                         |                                            | |
| 26 maart 2024 «onderlinge duels» 21.00 (UTC+4) | Georgië                                                 | 0 – 0 (n.v.) 4 – 2 pen. | Griekenland                                | Stadion: Boris Paitsjadzestadion, Tbilisi Scheidsrechter: Szymon Marciniak Video-assistent: Tomasz Kwiatkowski AVAR: Bartosz Frankowski |
| 26 maart 2024 «onderlinge duels» 21.00 (UTC+4) | Verslag                                                 |                         |                                            | Stadion: Boris Paitsjadzestadion, Tbilisi Scheidsrechter: Szymon Marciniak Video-assistent: Tomasz Kwiatkowski AVAR: Bartosz Frankowski |
| 26 maart 2024 «onderlinge duels» 21.00 (UTC+4) | Strafschoppen                                           |                         |                                            | Stadion: Boris Paitsjadzestadion, Tbilisi Scheidsrechter: Szymon Marciniak Video-assistent: Tomasz Kwiatkowski AVAR: Bartosz Frankowski |
| 26 maart 2024 «onderlinge duels» 21.00 (UTC+4) | Kochorosjvili Davitasjvili Mikautadze Dvali Kvekveskiri |                         | Bakasetas Masouras Bouchalakis Giakoumakis | Stadion: Boris Paitsjadzestadion, Tbilisi Scheidsrechter: Szymon Marciniak Video-assistent: Tomasz Kwiatkowski AVAR: Bartosz Frankowski |
|                                                |                                                         |                         |                                            | |

## Statistieken

### Doelpuntenmakers
14 doelpunten
- Romelu Lukaku

10 doelpunten
- Cristiano Ronaldo

9 doelpunten
- Kylian Mbappé

8 doelpunten
- Harry Kane

7 doelpunten
- Rasmus Højlund
- Scott McTominay

6 doelpunten
- Erling Braut Håland
- Bruno Fernandes
- Zeki Amdouni

5 doelpunten
- Giorgos Masouras
- Gerson Rodrigues
- Aleksandar Mitrović
- Benjamin Šeško

4 doelpunten
- Bukayo Saka
- Daniel Håkans
- Chvitsja Kvaratschelia
- Anastasios Bakasetas
- Dominik Szoboszlai
- Barnabás Varga
- Bakhtiyar Zaynutdinov
- Andrej Kramarić
- Ion Nicolaescu
- Marcel Sabitzer
- Joselu
- Álvaro Morata

3 doelpunten
- Jasir Asani
- Nedim Bajrami
- Taulant Seferi
- Lucas Zelarayán
- Emin Mahmudov
- Kiril Despodov
- Jonas Wind
- Oliver Antman
- Teemu Pukki
- Olivier Giroud
- Georges Mikautadze
- Budu Zivzivadze
- Alfreð Finnbogason
- Albert Guðmundsson
- Aron Gunnarsson
- Hákon Arnar Haraldsson
- Davide Frattesi
- Abat Aymbetov
- Vedat Muriqi
- Milot Rashica
- Pijus Širvys
- Danel Sinani
- Stevan Jovetić
- Cody Gakpo
- Calvin Stengs
- Wout Weghorst
- Dion Charles
- Enis Bardhi
- Eljif Elmas
- Christoph Baumgartner
- Michael Gregoritsch
- Robert Lewandowski
- João Cancelo
- João Félix
- Gonçalo Ramos
- Bernardo Silva
- Denis Alibec
- Valentin Mihăilă
- Nicolae Stanciu
- John McGinn
- Dušan Vlahović
- Andraž Šporar
- Lukáš Haraslín
- Ferran Torres
- Václav Černý
- Tomáš Souček
- Harry Wilson
- Max Ebong
- Viktor Gyökeres
- Renato Steffen
- Ruben Vargas

2 doelpunten
- Albert Rosas
- Grant-Leon Ranos
- Dodi Lukebakio
- Leandro Trossard
- Rade Krunić
- Pierre-Emile Højbjerg
- Joakim Mæhle
- Robert Skov
- Marcus Rashford
- Rauno Sappinen
- Benjamin Källman
- Joel Pohjanpalo
- Pyry Soiri
- Kingsley Coman
- Youssouf Fofana
- Marcus Thuram
- Fotis Ioannidis
- Konstantinos Mavropanos
- Dimitris Pelkas
- Martin Ádám
- Roland Sallai
- Evan Ferguson
- Adam Idah
- Mikey Johnston
- Andri Guðjohnsen
- Orri Óskarsson
- Gylfi Sigurðsson
- Oscar Gloukh
- Shon Weissman
- Eran Zahavi
- Domenico Berardi
- Federico Chiesa
- Mateo Retegui
- Maksim Samorodov
- Askhat Tagybergen
- Islam Tsjesnokov
- Yan Vorogovskiy
- Mateo Kovačić
- Mario Pašalić
- Bruno Petković
- Fiodor Černych
- Gytis Paulauskas
- Yvandro Borges Sanches
- Vladislav Baboglo
- Nikola Krstović
- Stefan Savić
- Nathan Aké
- Isaac Price
- Jani Atanasov
- Alexander Sørloth
- Artem Dovbyk
- Viktor Tsyhankov
- Marko Arnautović
- Konrad Laimer
- Jakub Piotrowski
- Karol Świderski
- Sebastian Szymański
- Ricardo Horta
- Gonçalo Inácio
- Diogo Jota
- Ianis Hagi
- Dušan Tadić
- Erik Janža
- Žan Vipotnik
- Ondrej Duda
- Dávid Hancko
- Juraj Kucka
- Róbert Mak
- Gavi
- Dani Olmo
- Lamine Yamal
- Ladislav Krejčí
- Kerem Aktürkoğlu
- Cenk Tosun
- David Brooks
- Daniel James
- Neco Williams
- Brennan Johnson
- Dmitri Antilevski
- Vladislav Morozov
- Viktor Claesson
- Emil Forsberg
- Remo Freuler
- Xherdan Shaqiri
- Granit Xhaka

1 doelpunt
- Kristjan Asllani
- Sokol Cikalleshi
- Mirlind Daku
- Ernest Muçi
- Márcio Vieira
- Tigran Barseghyan
- Artak Dashyan
- Nair Tiknizjan
- Toral Bajramov
- Renat Dadashov
- Anton Kryvotsjoek
- Ramil Sjejdajev
- Johan Bakayoko
- Yannick Carrasco
- Charles De Ketelaere
- Jan Vertonghen
- Amar Dedić
- Edin Džeko
- Renato Gojković
- Amar Rahmanović
- Miroslav Stevanović
- Preslav Borukov
- Spas Delev
- Marin Petkov
- Georgi Roesev
- Grigoris Kastanos
- Kostas Pileas
- Ioannis Pittas
- Thomas Delaney
- Christian Eriksen
- Yussuf Poulsen
- Trent Alexander-Arnold
- Kalvin Phillips
- Declan Rice
- Kyle Walker
- Callum Wilson
- Martin Vetkal
- Odmar Færø
- Mads Boe Mikkelsen
- Glen Kamara
- Robin Lod
- Robert Taylor
- Jonathan Clauss
- Ousmane Dembélé
- Antoine Griezmann
- Randal Kolo Muani
- Benjamin Pavard
- Adrien Rabiot
- Aurélien Tchouaméni
- Dayot Upamecano
- Warren Zaïre-Emery
- Zoeriko Davitasjvili
- Otar Kiteishvili
- Levan Shengelia
- Giorgi Tsjakvetadze
- Giorgos Giakoumakis
- Dimitrios Kourbelis
- Manolis Siopis
- Ádám Nagy
- Willi Orbán
- Bálint Vécsei
- Nathan Collins
- Matt Doherty
- Callum Robinson
- Mikael Egill Ellertsson
- Davíð Kristján Ólafsson
- Arnór Ingvi Traustason
- Gabi Kanichowsky
- Gadi Kinda
- Dor Peretz
- Raz Shlomo
- Manor Solomon
- Giacomo Bonaventura
- Matteo Darmian
- Stephan El Shaarawy
- Ciro Immobile
- Matteo Pessina
- Giacomo Raspadori
- Gianluca Scamacca
- Ramazan Orazov
- Ante Budimir
- Luka Ivanušec
- Lovro Majer
- Muhamet Hyseni
- Altin Zeqiri
- Edon Zhegrova
- Daniels Balodis
- Eduards Emsis
- Jānis Ikaunieks
- Kristers Tobers
- Sandro Wolfinger
- Edvinas Girdvainis
- Maxime Chanot
- Mathias Olesen
- Paul Mbong
- Yannick Yankam
- Vadim Rață
- Edvin Kuč
- Slobodan Rubežić
- Memphis Depay
- Virgil van Dijk
- Quilindschy Hartman
- Teun Koopmeiners
- Marten de Roon
- Mats Wieffer
- Jonny Evans
- Josh Magennis
- Conor McMenamin
- Paul Smyth
- Darko Čurlinov
- Jovan Manev
- Fredrik Aursnes
- Aron Dønnum
- Mohamed Elyounoussi
- Jørgen Strand Larsen
- Martin Ødegaard
- Ola Solbakken
- Roman Jaremtsjoek
- Andrij Jarmolenko
- Oleksandr Karavajev
- Juchym Konoplja
- Mychajlo Moedryk
- Heorhij Soedakov
- Illja Zabarnyj
- Oleksandr Zintsjenko
- Florian Kainz
- Philipp Lienhart
- Adam Buksa
- Przemysław Frankowski
- Arkadiusz Milik
- Damian Szymański
- Piotr Zieliński
- Rafael Leão
- Otávio
- Andrei Burcă
- Florinel Coman
- Dennis Man
- Răzvan Marin
- George Pușcaș
- Filippo Berardi
- Simone Franciosi
- Alessandro Golinucci
- Stuart Armstrong
- Lyndon Dykes
- Callum McGregor
- Kenny McLean
- Ryan Porteous
- Lawrence Shankland
- Srđan Babić
- Darko Lazović
- Strahinja Pavlović
- Miloš Veljković
- David Brekalo
- Adam Gnezda Čerin
- Žan Karničnik
- Sandi Lovrić
- Jan Mlakar
- Benjamin Verbič
- Róbert Boženík
- Dávid Ďuriš
- Stanislav Lobotka
- Ľubomír Šatka
- Tomáš Suslov
- Denis Vavro
- Álex Baena
- Robin Le Normand
- Mikel Merino
- Mikel Oyarzabal
- Oihan Sancet
- Nico Williams
- Tomáš Chorý
- Tomáš Čvančara
- David Douděra
- Jan Kuchta
- Yunus Akgün
- Barış Alper Yılmaz
- Abdülkerim Bardakcı
- Arda Güler
- İrfan Can Kahveci
- Orkun Kökçü
- Umut Nayir
- Cengiz Ünder
- Yusuf Yazıcı
- Bertuğ Yıldırım
- Nathan Broadhead
- Kieffer Moore
- Aaron Ramsey
- Denis Laptev
- Denis Poljakov
- Anthony Elanga
- Emil Holm
- Alexander Isak
- Jesper Karlsson
- Dejan Kulusevski
- Robin Quaison
- Manuel Akanji
- Cedric Itten
- Silvan Widmer

1 eigen doelpunt
- Joan Cervós (tegen Israël)
- Styopa Mkrtchyan (tegen Letland)
- Nair Tiknizjan (tegen Wales)
- Bəhlul Mustafazadə (tegen Zweden)
- Orel Mangala (tegen Oostenrijk)
- Nihad Mujakić (tegen Luxemburg)
- Aleks Petkov (tegen Hongarije)
- Karol Mets (tegen Polen)
- Solomon Kvirkvelia (tegen Spanje)
- Luka Lochosjvili (tegen Spanje)
- Aymen Mouelhi (tegen Frankrijk)
- Ethan Santos (tegen Frankrijk)
- Attila Szalai (tegen Servië)
- Eli Dasa (tegen Kosovo)
- Jerkin Tapalov (tegen Griekenland)
- Amir Rrahmani (tegen Zwitserland)
- Simon Lüchinger (tegen Bosnië en Herzegovina)
- Ferdinando Apap (tegen Engeland)
- Ryan Camenzuli (tegen Oekraïne)
- Enrico Pepe (tegen Engeland)
- Jonny Evans (tegen Slovenië)
- Jani Atanasov (tegen Engeland)
- Leo Skiri Østigård (tegen Schotland)
- Mykola Matvijenko (tegen Bosnië en Herzegovina)
- Roberto Di Maio (tegen Slovenië)
- Patrik Hrošovský (tegen Bosnië en Herzegovina)
- Ozan Kabak (tegen Armenië)

## Eindstand
De totale eindstand werd na afloop van de kwalificatiewedstrijden opgesteld. Deze eindstand zal worden gebruikt voor de loting op het eindtoernooi. De resultaten tegen de nummers zes werden in deze ranglijst niet meegeteld.
| Pos | Team                  | Wed | W | G | V  | Ptn | DV | DT | +/− | Toewijzing   |
| --- | --------------------- | --- | - | - | -- | --- | -- | -- | --- | ------------ |
| 1   | Portugal              | 8   | 8 | 0 | 0  | 24  | 30 | 2  | +28 | Loting pot 1 |
| 2   | Frankrijk             | 8   | 7 | 1 | 0  | 22  | 29 | 3  | +26 | Loting pot 1 |
| 3   | Spanje                | 8   | 7 | 0 | 1  | 21  | 25 | 5  | +20 | Loting pot 1 |
| 4   | België                | 8   | 6 | 2 | 0  | 20  | 22 | 4  | +18 | Loting pot 1 |
| 5   | Engeland              | 8   | 6 | 2 | 0  | 20  | 22 | 4  | +18 | Loting pot 1 |
| 6   | Hongarije             | 8   | 5 | 3 | 0  | 18  | 16 | 7  | +9  | Loting pot 2 |
| 7   | Turkije               | 8   | 5 | 2 | 1  | 17  | 14 | 7  | +7  | Loting pot 2 |
| 8   | Roemenië              | 8   | 4 | 4 | 0  | 16  | 10 | 5  | +5  | Loting pot 2 |
| 9   | Denemarken            | 8   | 5 | 1 | 2  | 16  | 13 | 9  | +4  | Loting pot 2 |
| 10  | Albanië               | 8   | 4 | 3 | 1  | 15  | 12 | 4  | +8  | Loting pot 2 |
|     |                       |     |   |   |    |     |    |    |     |              |
| 11  | Oostenrijk            | 8   | 6 | 1 | 1  | 19  | 17 | 7  | +10 | Loting pot 2 |
| 12  | Nederland             | 8   | 6 | 0 | 2  | 18  | 17 | 7  | +10 | Loting pot 3 |
| 13  | Schotland             | 8   | 5 | 2 | 1  | 17  | 17 | 8  | +9  | Loting pot 3 |
| 14  | Kroatië               | 8   | 5 | 1 | 2  | 16  | 13 | 4  | +9  | Loting pot 3 |
| 15  | Slovenië              | 8   | 5 | 1 | 2  | 16  | 14 | 9  | +5  | Loting pot 3 |
| 16  | Slowakije             | 8   | 5 | 1 | 2  | 16  | 13 | 8  | +5  | Loting pot 3 |
| 17  | Tsjechië              | 8   | 4 | 3 | 1  | 15  | 12 | 6  | +6  | Loting pot 3 |
| 18  | Italië                | 8   | 4 | 2 | 2  | 14  | 16 | 9  | +7  | Loting pot 4 |
| 19  | Servië                | 8   | 4 | 2 | 2  | 14  | 15 | 9  | +6  | Loting pot 4 |
| 20  | Zwitserland           | 8   | 2 | 5 | 1  | 11  | 17 | 10 | +7  | Loting pot 4 |
|     |                       |     |   |   |    |     |    |    |     |              |
| 21  | Oekraïne              | 8   | 4 | 2 | 2  | 14  | 11 | 8  | +3  |              |
| 22  | Griekenland           | 8   | 4 | 1 | 3  | 13  | 14 | 8  | +6  |              |
| 23  | Finland               | 8   | 4 | 0 | 4  | 12  | 10 | 9  | +1  |              |
| 24  | Wales                 | 8   | 3 | 3 | 2  | 12  | 10 | 10 | 0   |              |
| 25  | Noorwegen             | 8   | 3 | 2 | 3  | 11  | 14 | 12 | +2  |              |
| 26  | Polen                 | 8   | 3 | 2 | 3  | 11  | 10 | 10 | 0   |              |
| 27  | Montenegro            | 8   | 3 | 2 | 3  | 11  | 9  | 11 | −2  |              |
| 28  | Luxemburg             | 8   | 3 | 2 | 3  | 11  | 10 | 19 | −9  |              |
| 29  | Zweden                | 8   | 3 | 1 | 4  | 10  | 14 | 12 | +2  |              |
| 30  | Israël                | 8   | 2 | 3 | 3  | 9   | 7  | 10 | −3  |              |
|     |                       |     |   |   |    |     |    |    |     |              |
| 31  | Kazachstan            | 8   | 4 | 0 | 4  | 12  | 10 | 11 | −1  |              |
| 32  | Moldavië              | 8   | 2 | 4 | 2  | 10  | 7  | 10 | −3  |              |
| 33  | Armenië               | 8   | 2 | 2 | 4  | 8   | 9  | 11 | −2  |              |
| 34  | Georgië               | 8   | 2 | 2 | 4  | 8   | 12 | 18 | −6  |              |
| 35  | Wit-Rusland           | 8   | 2 | 2 | 4  | 8   | 8  | 14 | −6  |              |
| 36  | Noord-Macedonië       | 8   | 2 | 2 | 4  | 8   | 10 | 20 | −10 |              |
| 37  | Azerbeidzjan          | 8   | 2 | 1 | 5  | 7   | 7  | 17 | −10 |              |
| 38  | Ierland               | 8   | 2 | 0 | 6  | 6   | 9  | 10 | −1  |              |
| 39  | Litouwen              | 8   | 1 | 3 | 4  | 6   | 8  | 14 | −6  |              |
| 40  | IJsland               | 8   | 1 | 1 | 6  | 4   | 7  | 16 | −9  |              |
|     |                       |     |   |   |    |     |    |    |     |              |
| 41  | Kosovo                | 8   | 1 | 4 | 3  | 7   | 6  | 9  | −3  |              |
| 42  | Bulgarije             | 8   | 0 | 4 | 4  | 4   | 7  | 14 | −7  |              |
| 43  | Noord-Ierland         | 8   | 1 | 0 | 7  | 3   | 4  | 13 | −9  |              |
| 44  | Bosnië en Herzegovina | 8   | 1 | 0 | 7  | 3   | 5  | 19 | −14 |              |
| 45  | Letland               | 8   | 1 | 0 | 7  | 3   | 5  | 19 | −14 |              |
| 46  | Faeröer               | 8   | 0 | 2 | 6  | 2   | 2  | 13 | −11 |              |
| 47  | Estland               | 8   | 0 | 1 | 7  | 1   | 2  | 22 | −20 |              |
| 48  | Malta                 | 8   | 0 | 0 | 8  | 0   | 2  | 20 | −18 |              |
| 49  | Cyprus                | 8   | 0 | 0 | 8  | 0   | 3  | 28 | −25 |              |
| 50  | Gibraltar             | 8   | 0 | 0 | 8  | 0   | 0  | 41 | −41 |              |
|     |                       |     |   |   |    |     |    |    |     |              |
| 51  | Andorra               | 10  | 0 | 2 | 8  | 2   | 3  | 20 | −17 |              |
| 52  | Liechtenstein         | 10  | 0 | 0 | 10 | 0   | 1  | 28 | −27 |              |
| 53  | San Marino            | 10  | 0 | 0 | 10 | 0   | 3  | 31 | −28 |              |

1. 1 2  Aantal gescoorde uitdoelpunten: België 10, Engeland 8.
2. 1 2  Gerangschikt op fair-playscore: Bosnië en Herzegovina −20, Letland −29.